# Église Saint-Nicolas d'Angy
Pour les articles homonymes, voir église Saint-Nicolas.
L'église d'Angy est une église catholique paroissiale située à Angy, commune de l'Oise. Elle associe une nef et un bas-côté romans, datant respectivement de la fin du XIe siècle et de la première moitié du XIIe siècle, à un transept, un clocher en bâtière et un chœur de la période comprise entre 1150 et 1160 environ. Ces parties sont commencées dans le style roman, comme en témoignent les fenêtres, mais terminées dans le style gothique naissant, comme le montre l'étage de beffroi du clocher, sans doute l'élément le plus intéressant de l'édifice. L'église est classée relativement tôt au titre des monuments historiques par la liste de 1862, soit seulement vingt-deux ans après les premiers classements. Elle possède en effet l'un des premiers chevets à pans coupés et l'un des premiers clochers gothiques que l'on puisse recenser dans la région, et n'ayant jamais subi de remaniements notables, reste particulièrement représentative de ses périodes de construction. Elle est affiliée à la paroisse Sainte-Claire de Mouy.

## Localisation
L'église Saint-Nicolas est située dans la région française de Hauts-de-France, dans le département de l'Oise, sur la commune d'Angy, rue de l'Église. Elle est bâtie en périphérie du village, à son extrémité occidentale, près des fonds humides de la vallée du Thérain. C'est le chevet qui est orienté vers le village et que l'on aperçoit le premier en approchant de l'église. La façade méridionale donne sur la rue de l'Église et la façade septentrionale sur une impasse partant de cette rue devant le chevet. Alors que l'église est ainsi bien dégagée de trois côtés, la façade occidentale bute presque immédiatement sur la muraille d'une propriété. Un peu plus loin à l'ouest se trouve un vieux lavoir alimentée par la source Saint-Clair. L'église était par ailleurs placée sous la double invocation de saint Nicolas et de saint Clair, mais seulement le premier vocable s'est maintenu.

## Historique

### L'histoire de la paroisse

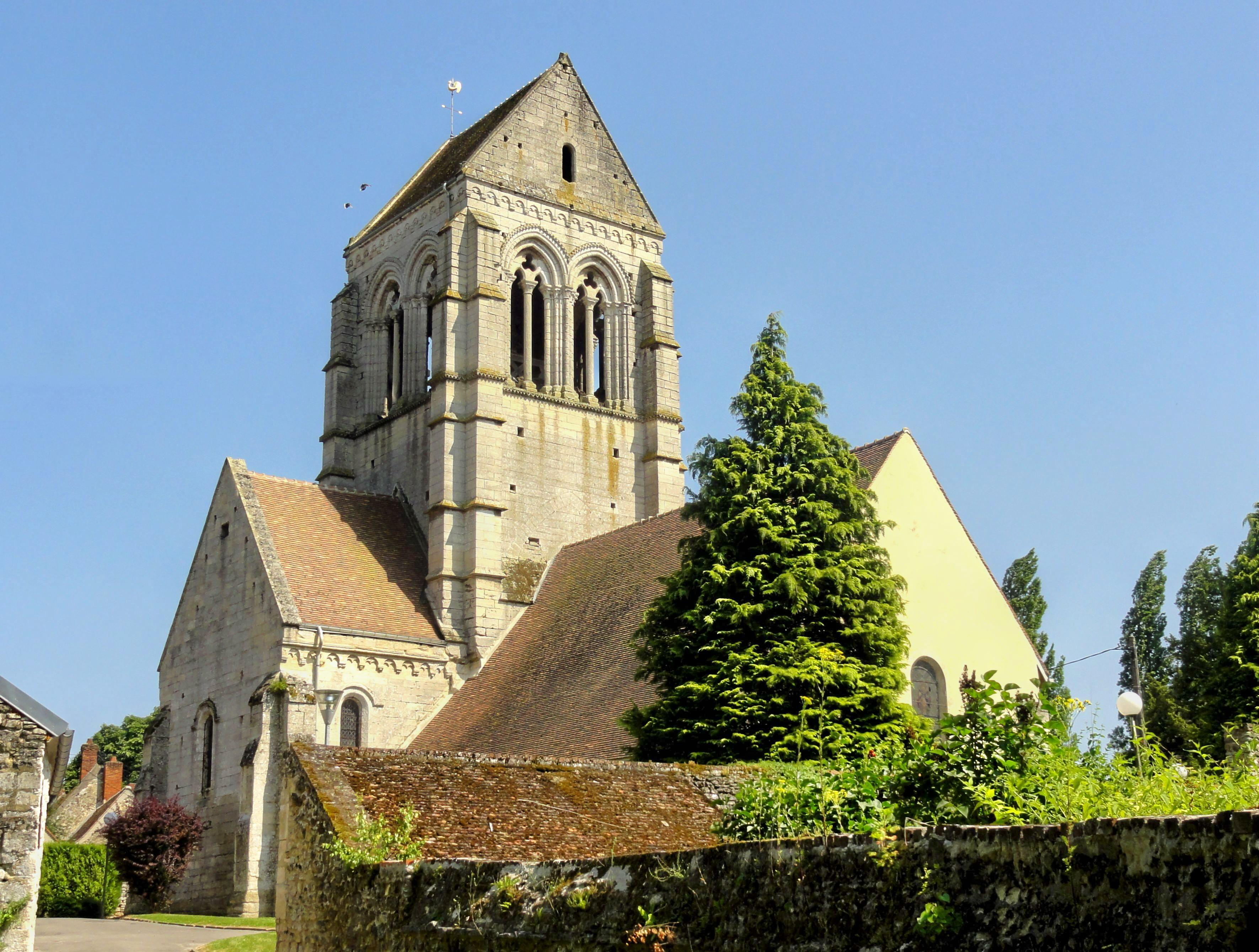
Vue depuis le nord-ouest.

D'après la tradition, l'église aurait été fondée à la fin du Xe siècle ou au début du XIe siècle par Adélaïde d'Aquitaine, épouse du roi Hugues Capet. La proximité de la source Saint-Clair à laquelle la population attache des vertus thérapeutiques pour les maux des yeux a dû être décisive pour le choix du lieu d'implantation, et donne également lieu à un pèlerinage annuel, le 17 juillet. Vers 965, à la suite de l'alliance entre Adèle, fille de Robert de Vermandois, et le comte Geoffroy Ier d'Anjou, le comté d'Angy passe dans le domaine de la maison d'Anjou, tout en demeurant placé sous la suzeraineté d'Hugues Capet. Ce dernier accorde la moitié des revenus de l'église d'Angy à la collégiale Saint-Frambourg de Senlis, fondée elle aussi par son épouse. Angy est alors une ville d'une certaine importance en tant que chef-lieu de comté, et son prévôté s'étend sur une bonne centaine de villages. En 1186, Angy obtient de Philippe Auguste une charte communale lui valant des privilèges fiscaux et militaires, et restant en vigueur pendant près de cinq siècles. Mais selon Louis Graves, Angy n'est malgré tout jamais érigé en paroisse, et reste un vicariat dépendant du prieuré Saint-Lucien de Bury. Sur le plan des hiérarchies ecclésiastiques, Angy relève donc du doyenné de Mouchy-le-Châtel, de l'archidiaconé de Clermont, et du diocèse de Beauvais, à l'instar de Bury. En 1207, le meunier Arnoul donne un moulin à eau considérable au  chapitre de Saint-Frambourg de Senlis, qui devient alors seigneur d'Angy pour moitié. Ultérieurement, le chapitre acquiert l'autre moitié de la seigneurie, qui était au roi. À la fin de la guerre de Cent Ans, Angy est presque entièrement détruit, et sa population chute de 400 à 500 feux à seulement trente feux pendant le troisième quart du XVe siècle. À la fin du siècle, l'église n'a plus que le statut de chapelle. La localité ne recouvre plus jamais son importance ancienne, et quand Louis XV refuse la confirmation de sa charte communale à la suite de son arrivée au pouvoir, ce statut prend fin pour Angy,,,. Aujourd'hui, Angy est affilié à paroisse la Sainte-Claire de Mouy. L'église Saint-Nicolas accueille des messes dominicales anticipées le premier dimanche du mois, d'avril à septembre. S'y ajoutent de nombreux baptêmes, obsèques et de rares mariages.

### L'histoire de l'église

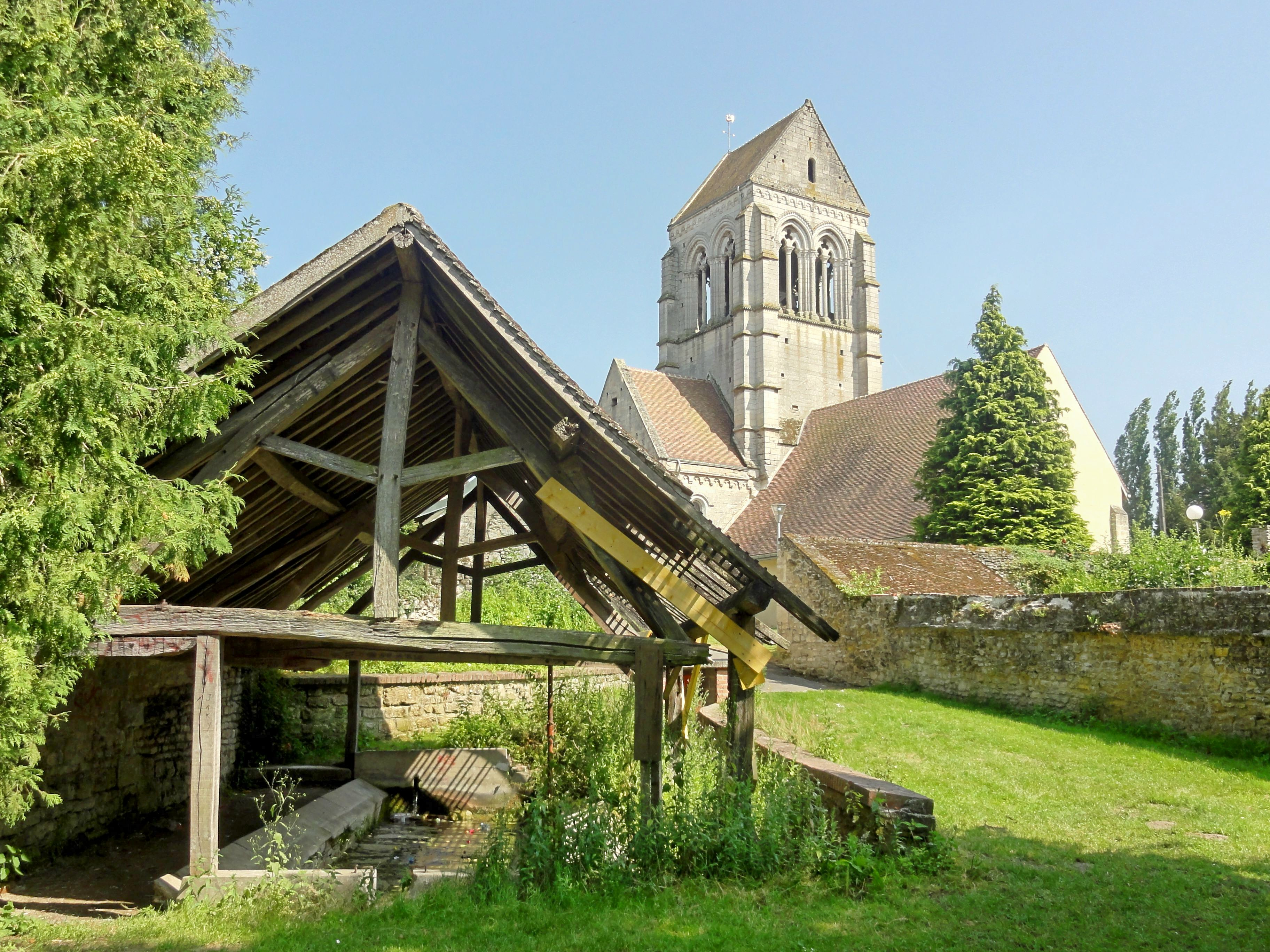
Lavoir ou fontaine Saint-Clair et église, vue depuis le nord-ouest.

L'église est dédiée à saint Nicolas. Elle récupère ultérieurement le vocable de la chapelle Saint-Clair implantée jadis à côté de la source, et l'Apôtre du Vexin et du Beauvaisis devient ainsi son second patron. Rien ne subsiste de l'église primitive du Xe siècle. La nef de l'église actuelle est datable de la première moitié du XIe siècle, et le bas-côté nord du second quart du XIIe siècle. En remplacement du sanctuaire roman, sur lequel l'on ne dispose d'aucun renseignement, le transept, le clocher en bâtière central et le chœur sont édifiés au tout début de la période gothique. L'achèvement peut être situé vers 1160 environ,,. Cependant, selon Eugène Lefèvre-Pontalis, l'étage de beffroi du clocher serait nettement plus jeune que les parties basses du chevet, et daterait seulement du commencement du XIIIe siècle. La source est captée et ramenée dans une crypte aménagée sous le presbytère au XVIIe siècle, peut-être en remplacement de la chapelle. Cet aménagement disparaît dans le contexte de la Révolution française. Depuis, la source alimente le lavoir à l'ouest de l'église. Une sacristie est ajoutée à l'époque moderne, probablement au XVIIIe siècle. Le cimetière entourant jusque-là l'église est transféré à son emplacement habituel en 1832.
L'intérêt historique et archéologique de l'édifice est reconnu assez tôt : il est classé monument historique par liste de 1862. Son nef archaïque est représentative des églises rurales de la région du XIe siècle. Avec corniches beauvaisines, frises en pointe-de-diamant ou fleurs de violette, et moulures en double biseau, le transept, le clocher et le chœur réunissent nombre de traits caractéristiques des églises du Beauvaisis du XIIe siècle. Comme particularité, ils n'ont jamais été remaniés et conservent des voûtes d'ogives du milieu du XIIe siècle. Par ailleurs, le chœur d'Angy possède l'un des tout premiers chevets à pans coupés, disposition rendu possible seulement par les voûtes d'ogives. Le clocher est en outre l'un des premiers de la région où s'affirme clairement le style gothique. — Manquant longtemps d'entretien, l'église doit être fermée au public en 2006. La municipalité entreprend par la suite sa restauration en plusieurs campagnes, qui portent notamment sur les toitures, les maçonneries extérieures, l'intérieur de la nef et du bas-côté, l'installation électrique et l'éclairage, et l'acquisition de nouveaux bancs de fidèles. Ces travaux totalisent la somme de 929 000 €, dont 40 %, soit 374 000 €, sont à la charge de la commune. Les subventions de l'État se portent à 322 000 €, et ceux du conseil général, à 233 000 €. L'inauguration de l'église restaurée est célébrée dans le cadre d'une messe le 26 septembre 2016.

## Description

### Aperçu général

Plan de l'église.

Régulièrement orientée, l'église suit un plan cruciforme, et se compose d'une nef de trois travées flanquée d'un unique bas-côté au nord ; d'un transept largement saillant ; d'un clocher en bâtière se dressant au-dessus de la croisée du transept, et d'un chœur d'une seule travée, comportant une partie droite et une abside à pans coupés. Les deux croisillons sont moins larges que le carré du transept n'est profond, et des pans de mur existent entre les arcs-doubleaux latéraux du carré du transept et le doubleau oriental. Comme autres particularités, une niche d'autel en hémicycle et une cage d'escalier sont prises dans l'épaisseur du mur occidental du croisillon sud. La sacristie occupe l'angle entre croisillon sud et chœur, et est accessible par une porte au milieu de la niche d'autel et au sud du chœur. La nef et le bas-côté ne sont pas voûtés, ni lambrissés, et à charpente apparente. Le transept et le chœur sont voûtés d'ogives. La longueur totale de l'église est de 25,80 m dans l'œuvre, dont 12,40 m incombent à la nef, 5,80 m au transept, et 7,60 m au chœur. La largeur intérieure est de 9,15 m pour la nef et le bas-côté réunis, et de 1,90 m pour le bas-côté seul. Le transept mesure 12,00 m de longueur dans le sens nord-sud, et la largeur du carré du transept et du chœur est de 6,10 m. L'on accède à l'église par le portail latéral sud de la nef, ou par le portail occidental. La nef et les croisillons sont recouverts de toitures à deux rampants avec un pignon en façade, un au nord et un au sud. Le chœur est munie d'un toit à croupes. Le bas-côté et la sacristie sont dotés de toits en appentis,.

### Extérieur

#### Nef et bas-côté

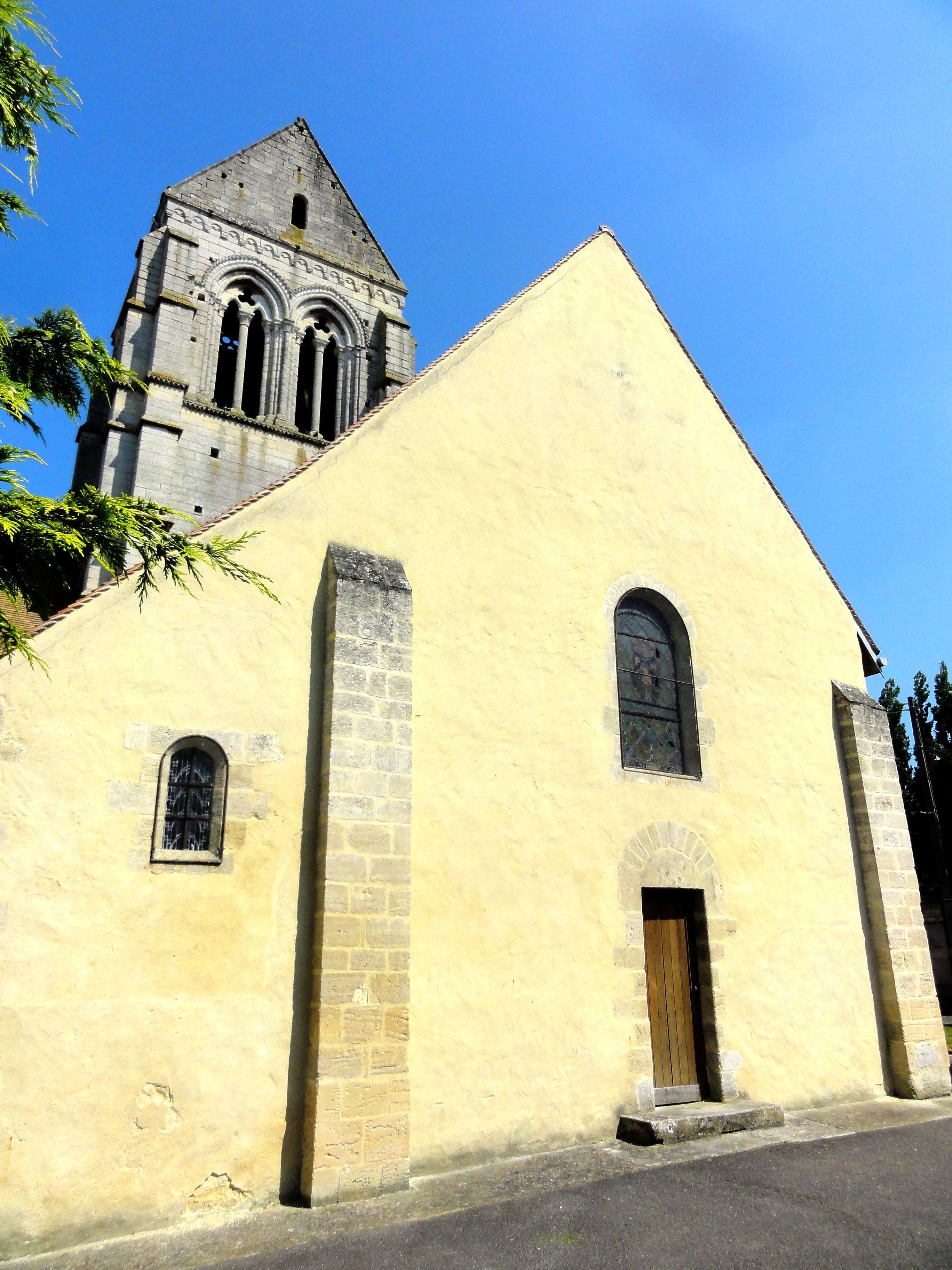
Façade occidentale.

La partie la plus ancienne est la nef, de facture très simple voire archaïque, et recouverte d'un crépi ocre depuis la restauration en 2012. Derrière, le mur est constitué de moellons noyés dans un mortier, à raison de huit assises par mètre. Les contreforts sont néanmoins appareillés en pierre de taille, et s'amortissent par un court glacis. Ils évoquent leurs homologues des nefs d'Ansacq, Montmille et Ponchon. Leur facture archaïque est soulignée par les joints épais de deux à trois centimètres. Le mur gouttereau sud est épaulé par un contrefort plat au début, et un autre au centre, nettement déporté vers la droite (vers l'est). Tout en haut, le mur est percé de deux étroites baies en plein cintre, placées à équidistance du contrefort central. Elles sont munies d'un faible ébrasement extérieur, ce qui surprend au XIe siècle, quand toutes les fenêtres sont réputées être à ébrasement simple (du côté intérieur). L'on ne peut exclure que les ébrasements sont le fruit d'un remaniement. Un signe d'archaïsme sont les linteaux monolithiques, ici sans claveaux simulés, contrairement à Balagny-sur-Thérain, Frocourt, Villers-Saint-Sépulcre, Saint-Aubin-sous-Erquery, Rosoy et Rhuis. Un petit portail avec une porte rectangulaire s'ouvre à droite du contrefort médian. Son linteau monolithique ne forme qu'un avec le tympan, ce qui est assez exceptionnel. Mais le tracé irrégulier du tympan a obligé les maçons d'insérer quelques petits moellons entre celui-ci et l'archivolte, qui est à un seul rang de claveaux, et surmonté d'un rang de billettes.
Le portail occidental est semblable, mais encore plus sommaire et sans la moindre décoration. Au-dessus du portail, une grande baie plein cintre éclaire la nef ; elle ne date pas d'origine. La partie de la façade correspondant à la nef est encadrée de deux contreforts plats. Dans son ensemble, la nef d'Angy est bien représentative des églises rurales du Beauvaisis du XIe siècle, qui étaient pratiquement toujours dépourvues de bas-côté à l'origine. D'autres nefs du même type sont Abbecourt, Ansacq, Balagny-sur-Thérain, Bonnières, Crillon, Ponchon, Rosoy, Saint-Paul, Villers-Saint-Sépulcre, Warluis, etc. — Pour venir au bas-côté, son mur occidental est percé d'une petite en baie plein cintre semblable à celles du mur gouttereau sud de la nef. L'on en trouve un autre exemplaire dans le mur gouttereau du bas-côté, à gauche du dernier contrefort avant transept, alors que la première baie du nord ne date que de la seconde moitié du XIXe siècle. Les contreforts du bas-côté sont au nombre de deux, et très irrégulièrement répartis : l'un se trouve près de l'angle avec la façade, et l'autre face à la troisième grande arcade. En glacis continu, assez larges, et scandés par un court glacis formant larmier peu avant le glacis sommital, ces contreforts se distinguent nettement de ceux de la nef. Avant la construction du bas-côté, le mur gouttereau nord de la nef était identique à son homologue au nord. Le premier contrefort est maintenant englobé dans le mur du bas-côté, et le deuxième a été supprimée lors du percement des grandes arcades. Seules ses dernières assises, tout en haut, subsistent encore. Les fenêtres n'ont été que sommairement bouchées, et sont toujours visibles tant depuis la nef, que depuis le bas-côté, où elles étaient longtemps cachées par le plafond plat, supprimé lors de la dernière restauration,,.

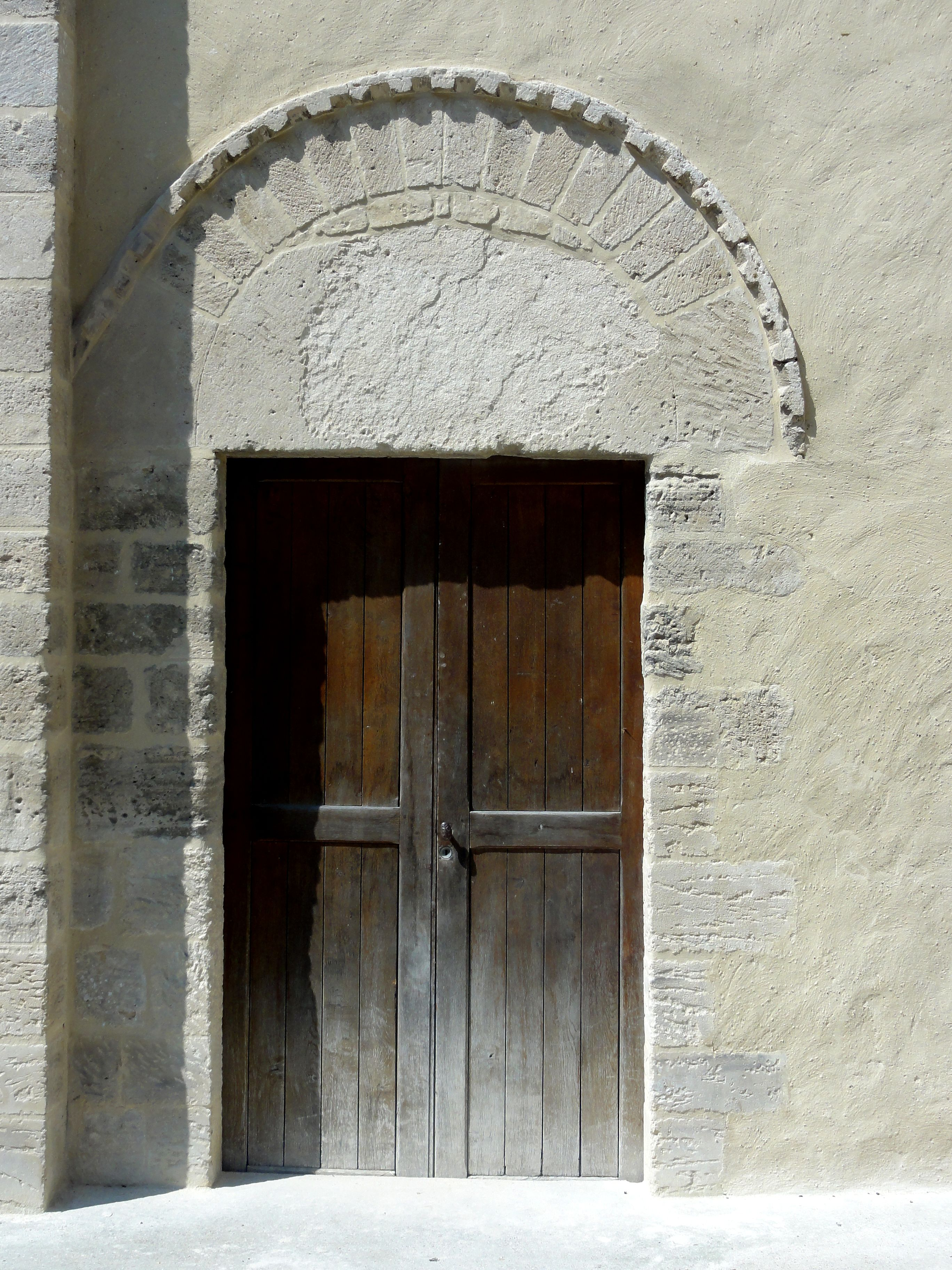
Portail sud.
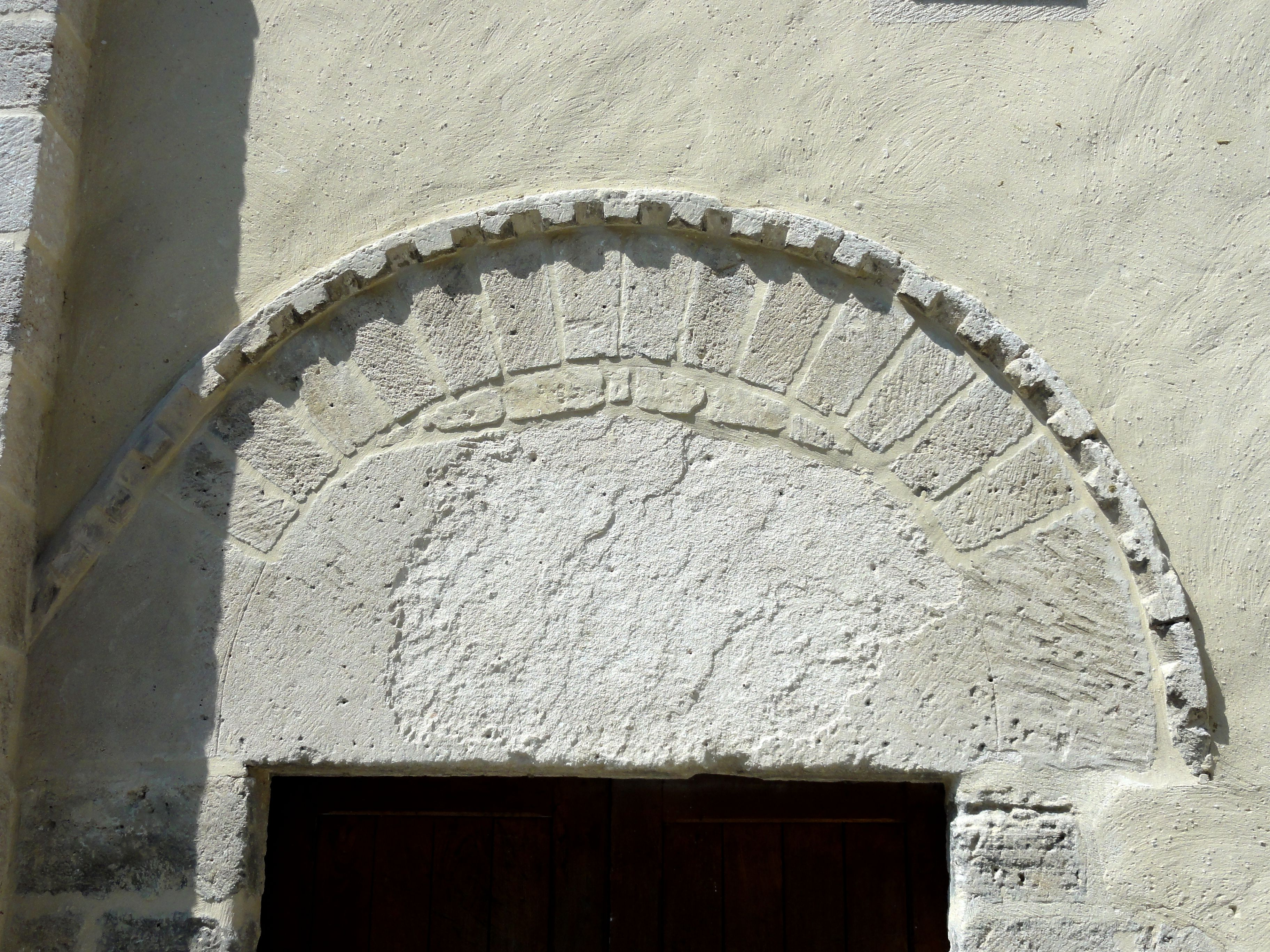
Portail sud, tympan.
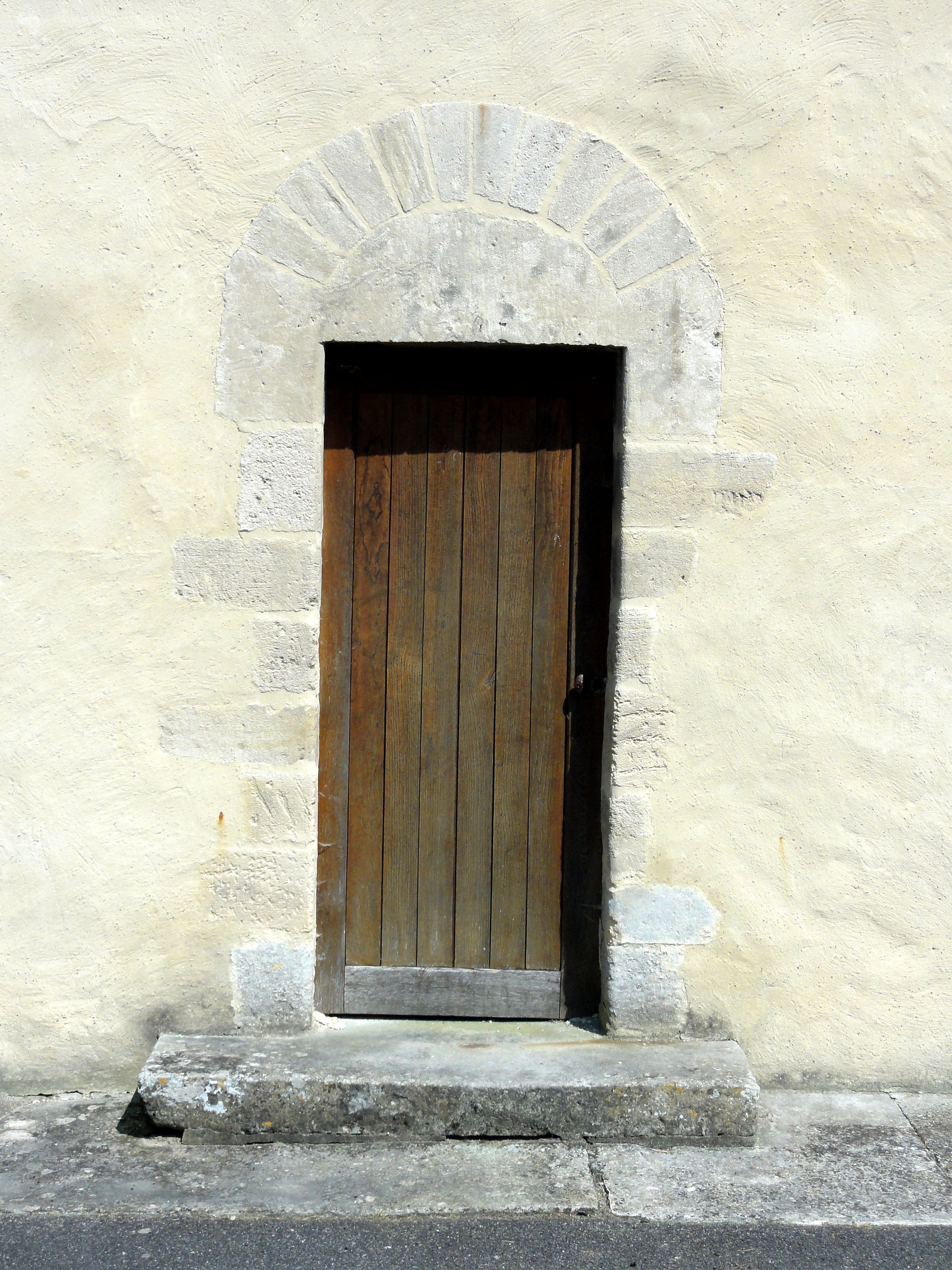
Portail ouest.
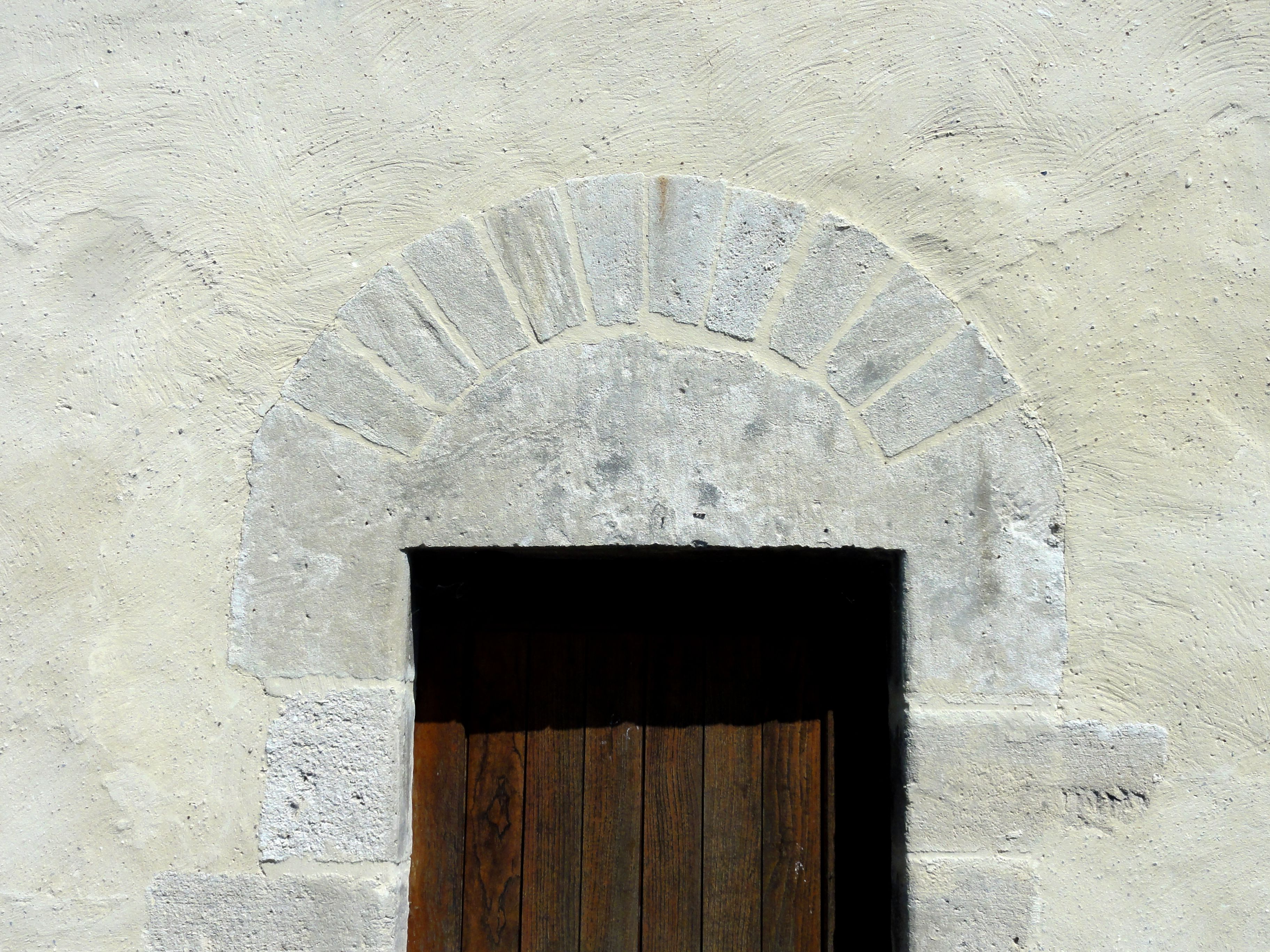
Portail ouest, tympan.
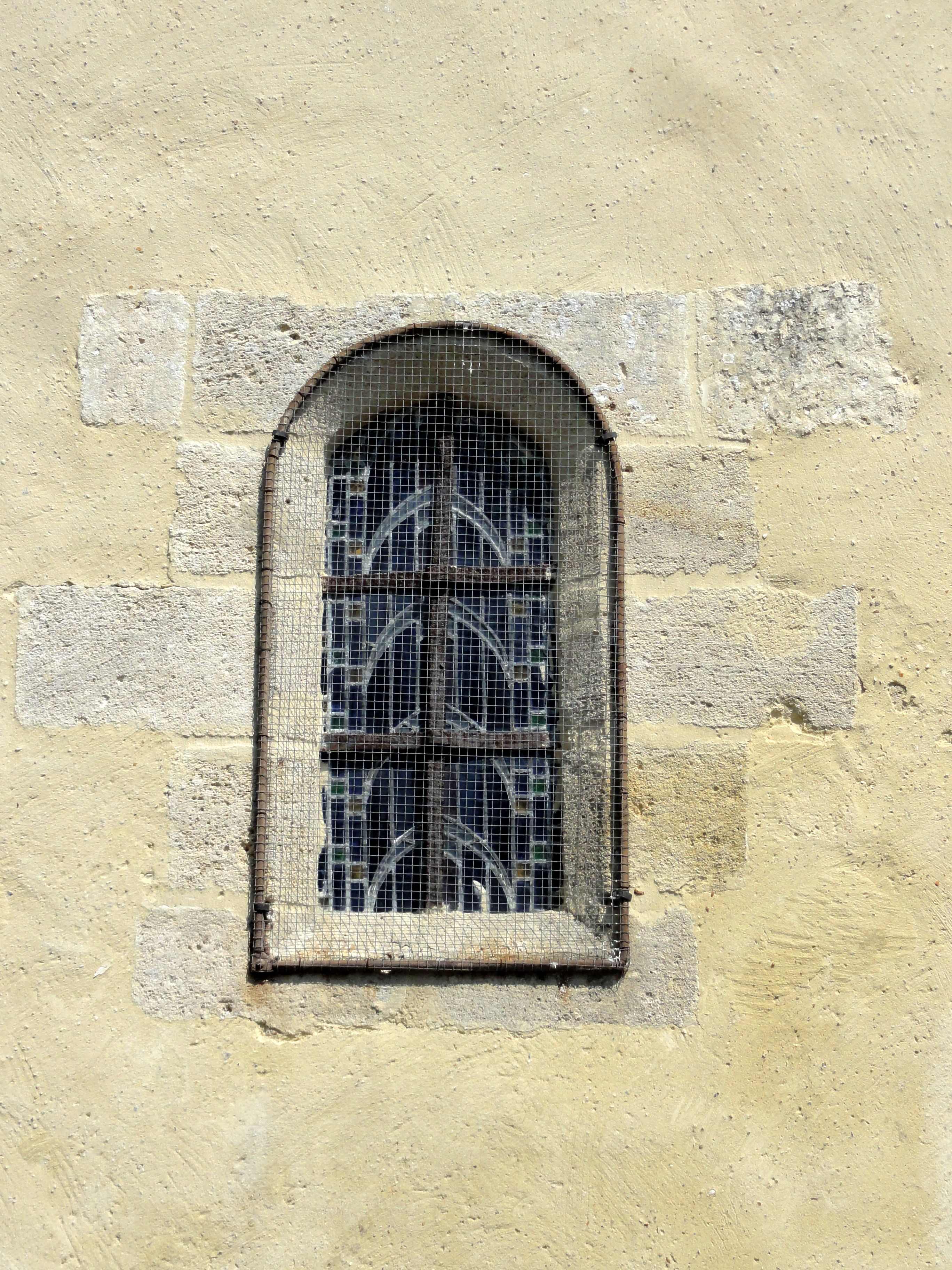
Fenêtre du bas-côté.
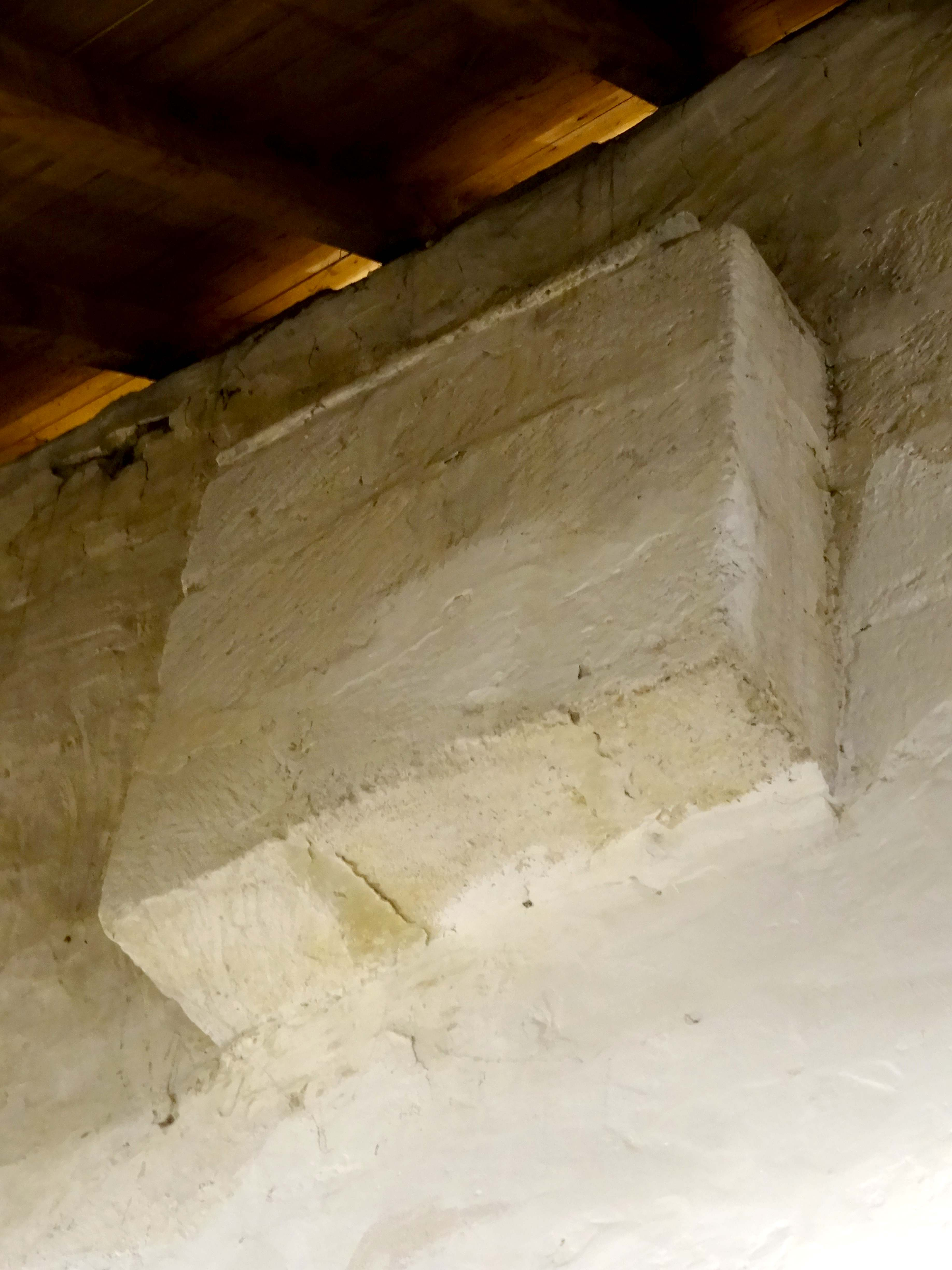
Contrefort nord de la nef.

#### Parties orientales

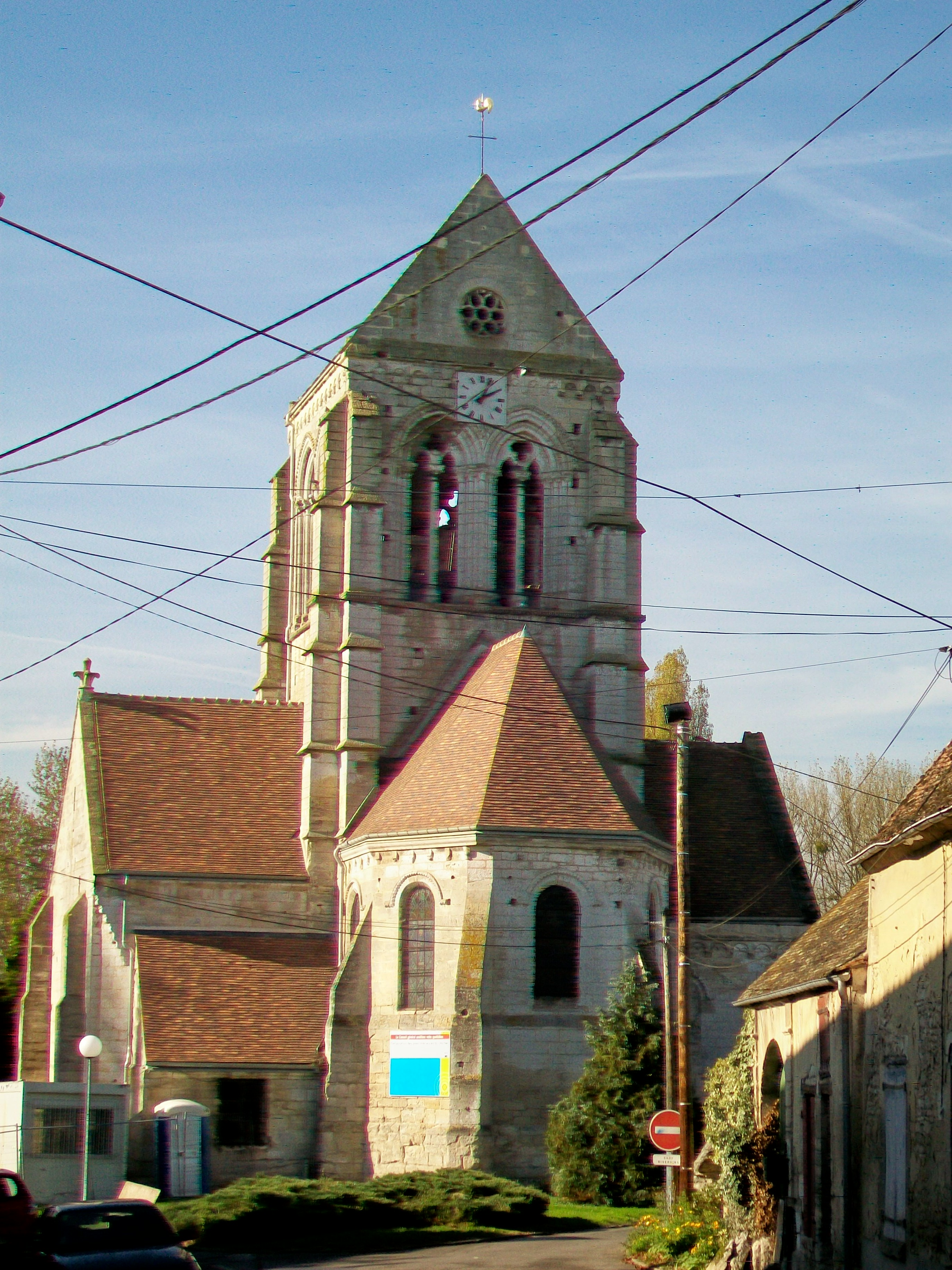
Vue depuis l'est.

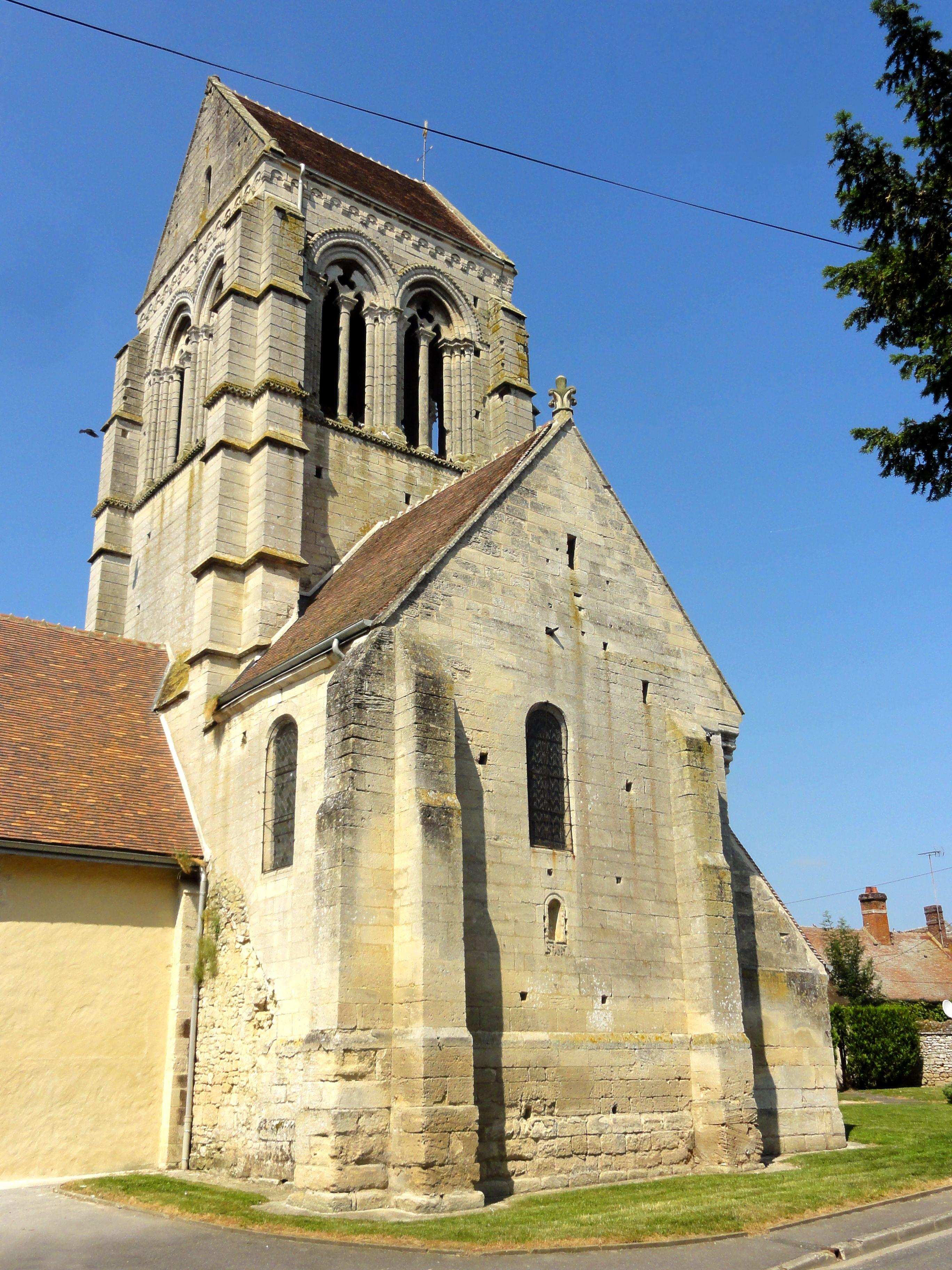
Croisillon sud et clocher.

Les parties orientales sont entièrement bâties en pierre de taille, et construites avec grand soin. Les deux croisillons ne sont pas identiques, ce qui vaut même pour leurs contreforts, qui indiquent cependant la même époque. Ils se retraitent deux fois grâce à un fruit, après les premières assises, puis à la limite du soubassement. Ensuite, les contreforts du croisillon sud se retraitent pour une troisième fois grâce à un fruit, et s'amortissent par un glacis sans larmier, tandis que les contreforts du croisillon nord se retraitent par un glacis formant larmier, et s'achèvent par un glacis analogue. La présence du larmier indique, en principe, une date plus récente. Le croisillon sud est dépourvu de contreforts à l'est, car l'épaisseur du mur de part et d'autre de la niche d'autel les rend superflus. Sur le mur sud, le contrefort de droite est perpendiculaire à la limite de l'espace intérieur, et éloigné de l'angle, qui est par ailleurs coupé par un étroit pan de mur oblique. La raison est la présence de la cage d'escalier cylindrique à l'intérieur, et la volonté d'économiser la pierre. Pour ne pas compliquer la structure de la toiture, l'angle coupé est rattrapé sous l'acrotère du pignon par de multiples blocs en encorbellement. Le pignon méridional est sommé d'un fleuron en antéfixe, mais pour le reste, le croisillon sud est plus austère que son homologue au nord. Les fenêtres, en plein cintre, ne sont pas décorées, et il n'y a pas de corniche. Le mur occidental comporte une arcade bouchée en tiers-point, qui est également visible à l'intérieur, et correspond à un bas-côté sud finalement jamais réalisé. Enfin, le croisillon sud est plus élevé que son pendant au nord.
Les murs gouttereaux du croisillon nord, dont les contreforts ont déjà été décrits, comportent des corniches beauvaisines, situées curieusement une assise en dessous de la gouttière. Elles se composent de petites arcatures en plein cintre reposant sur des modillons diversement sculptés de motifs géométriques, et réséquées chacune en deux arcatures plus petites. Selon l'étude de cette forme de corniche, fortement répandue, par Jean Vergnet-Ruiz, la saillie relativement faible (six centimètres) permet de luis assigner une date entre 1150 et 1160. En l'occurrence, la corniche est complétée par un listel et un tore, qui n'entrent habituellement pas dans sa composition. Eugène Woillez a relevé consciencieusement les motifs des modillons. Chacune des fenêtres en plein cintre est surmontée d'un bandeau d'une nature différente. Les moulures visibles à l'est et à l'ouest sont parmi les plus courantes. À l'est, ce sont des têtes de clous ou pointes-de-diamant, ornement répandu sous toute la première période gothique jusque loin dans le XIIIe siècle, comme à Cambronne-lès-Clermont, Cramoisy, Foulangues, Saint-Rémy-l'Abbaye (Ronquerolles, commune d'Agnetz), Villers-Saint-Paul, etc. À l'ouest, c'est un bandeau doublement biseauté en forme de sourcil, comme à Bury, Cambronne-lès-Clermont, Cauffry, Cauvigny, Fitz-James, etc. Au nord, l'on trouve un cavet entre deux tores et deux biseaux,.
L'abside est encore différent des croisillons. Sa décoration se rapproche de celle du croisillon nord, mais ses contreforts de ceux du croisillon sud. Au nord et au sud, ils s'arrêtent au niveau des impostes des fenêtres. Aux angles nord-est et sud-est, ils montent une assise plus haut. Chacun des quatre contreforts se retraite trois fois grâce à un fruit, dont le premier et le dernier se prolongent sur les murs. Le dernier correspond au niveau de la limite des allèges. En haut, les contreforts sont beaucoup plus saillants que larges. Ils se terminent par de long glacis pentus sans larmier. À l'ouest, les deux contreforts orientaux du clocher entrent dans la composition des murs du chœur, qui présente ainsi cinq pans de largeur identique. Il y a, cependant, une rupture dans l'appareil entre les contreforts du clocher et l'abside, et ces parties n'ont apparemment pas été bâties simultanément. Les fenêtres, également en plein cintre, sont surmontées d'un cordon de têtes de clous se continuant sur une courte section au niveau des impostes, comme à l'est du croisillon nord. Les murs se terminent par une corniche de modillons, dont certains sont sculptés de masques, contrairement au croisillon. Mais ce n'est pas une corniche beauvaisine. Dominique Vermand la décrit comme une tablette biseautée, mais la moulure centrale est en fait un quart-de-rond, ce qui évoque un remaniement à la Renaissance ou à la période classique, sans doute dans le contexte de la réfection de la toiture,,.

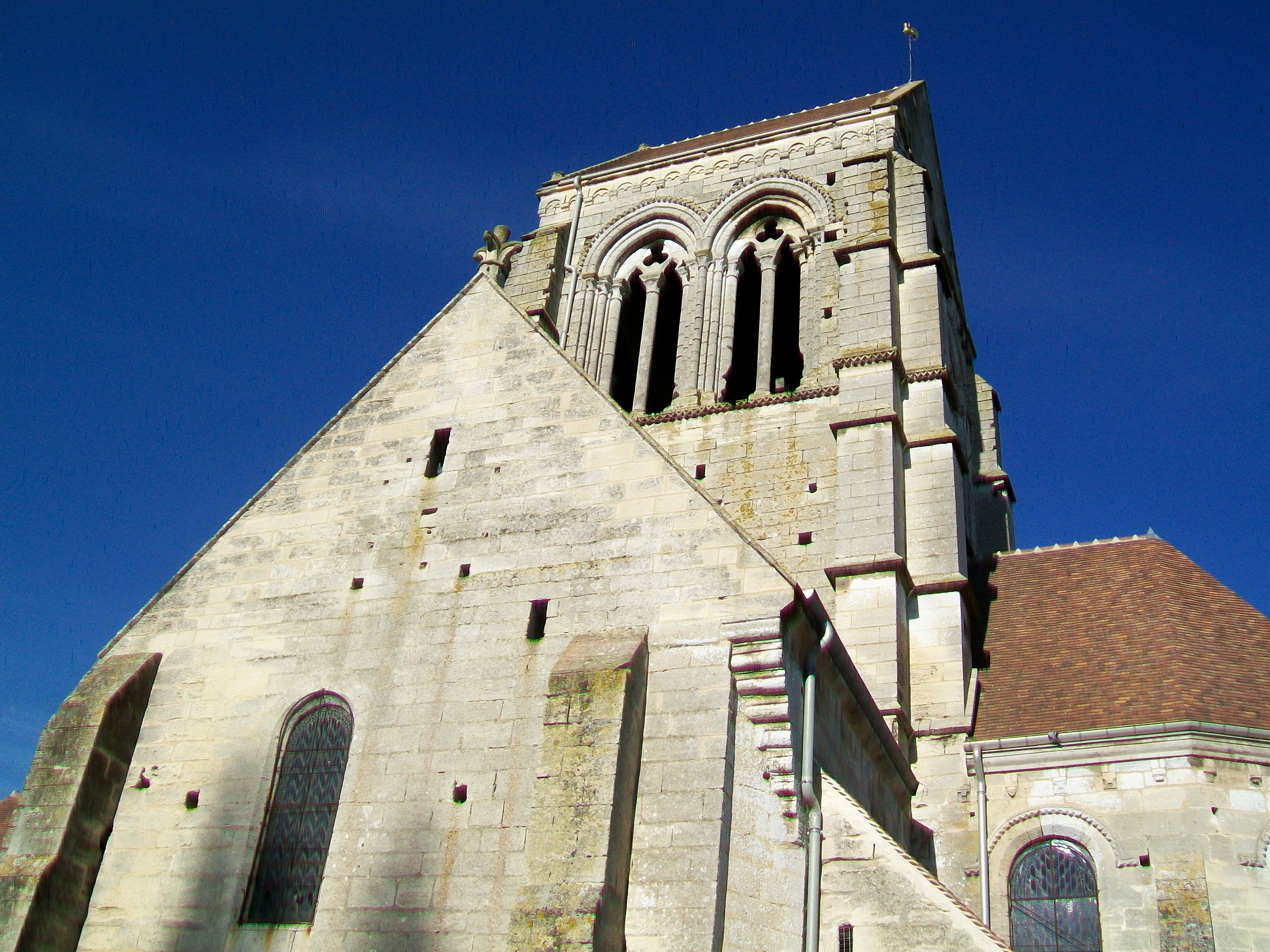
Croisillon sud et clocher.
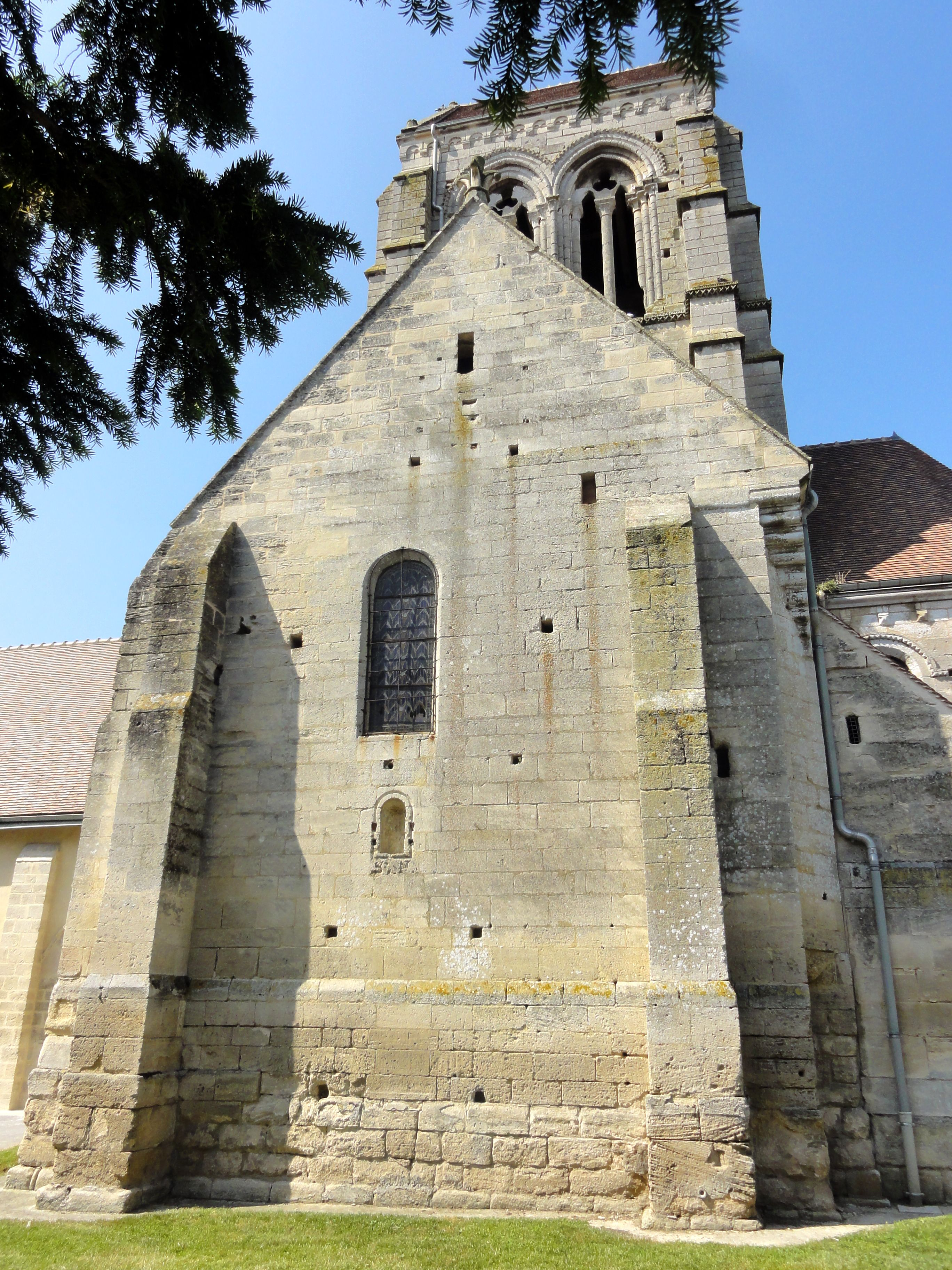
Croisillon sud.
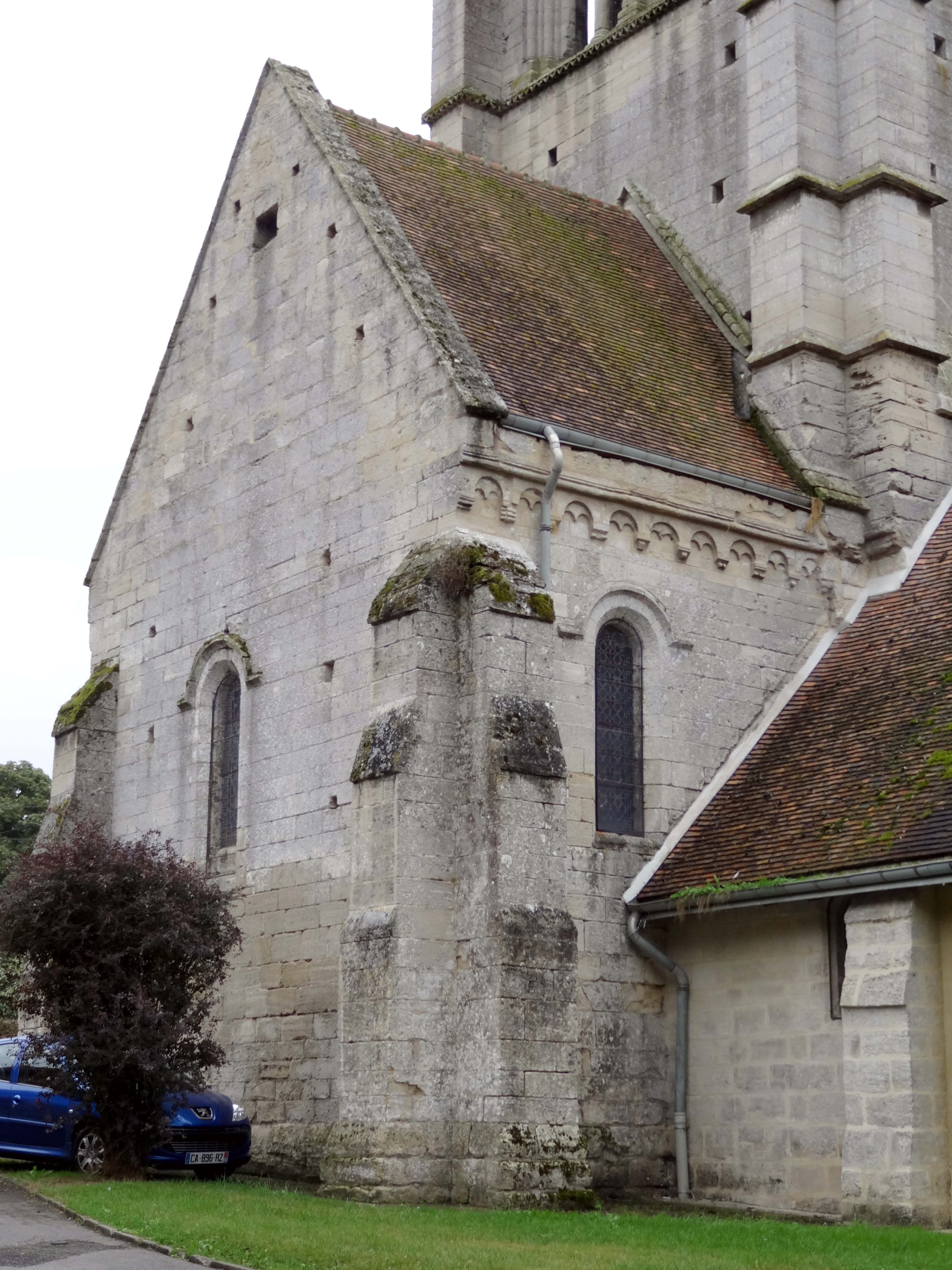
Croisillon nord.
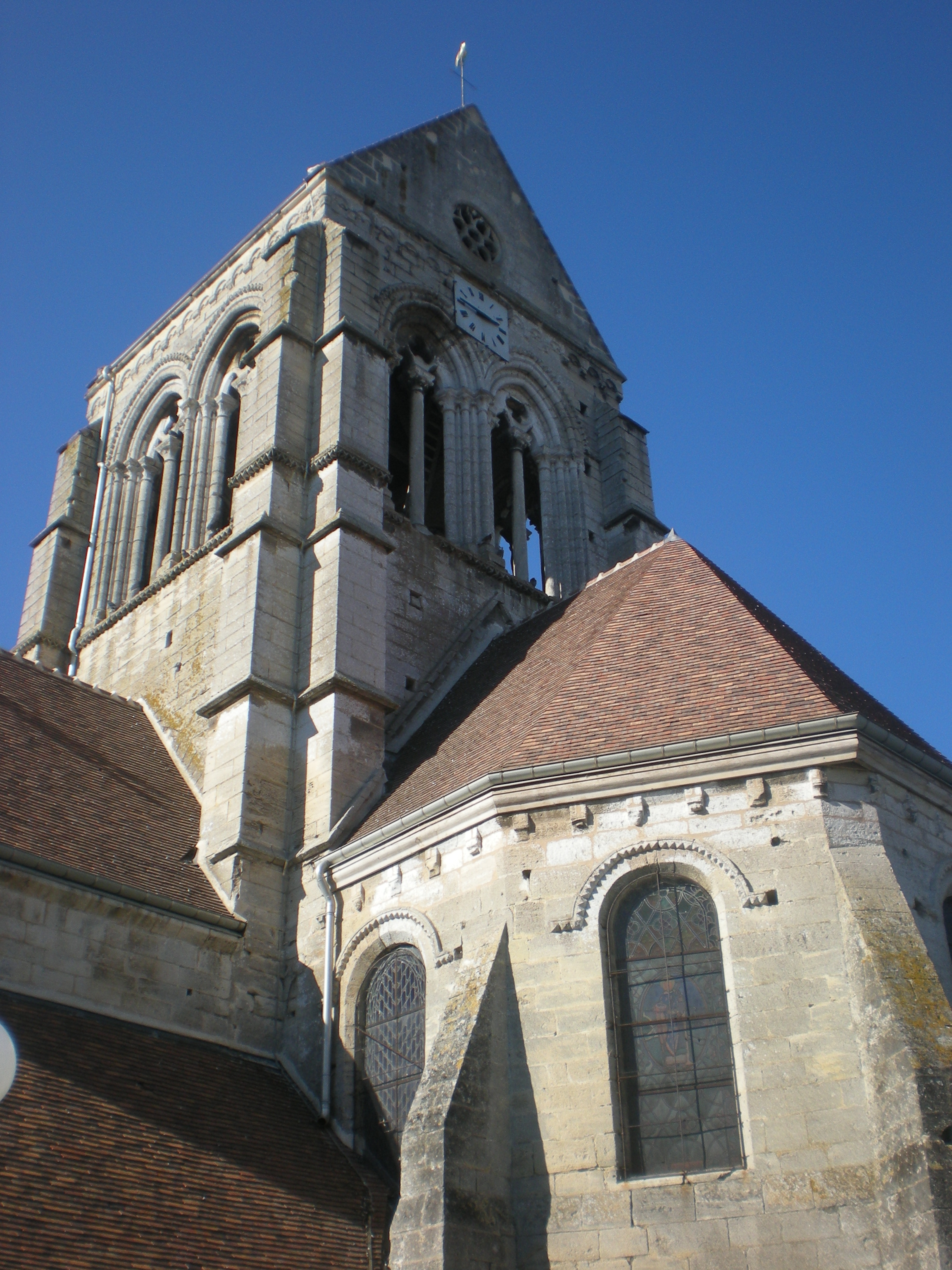
Clocher et abside.
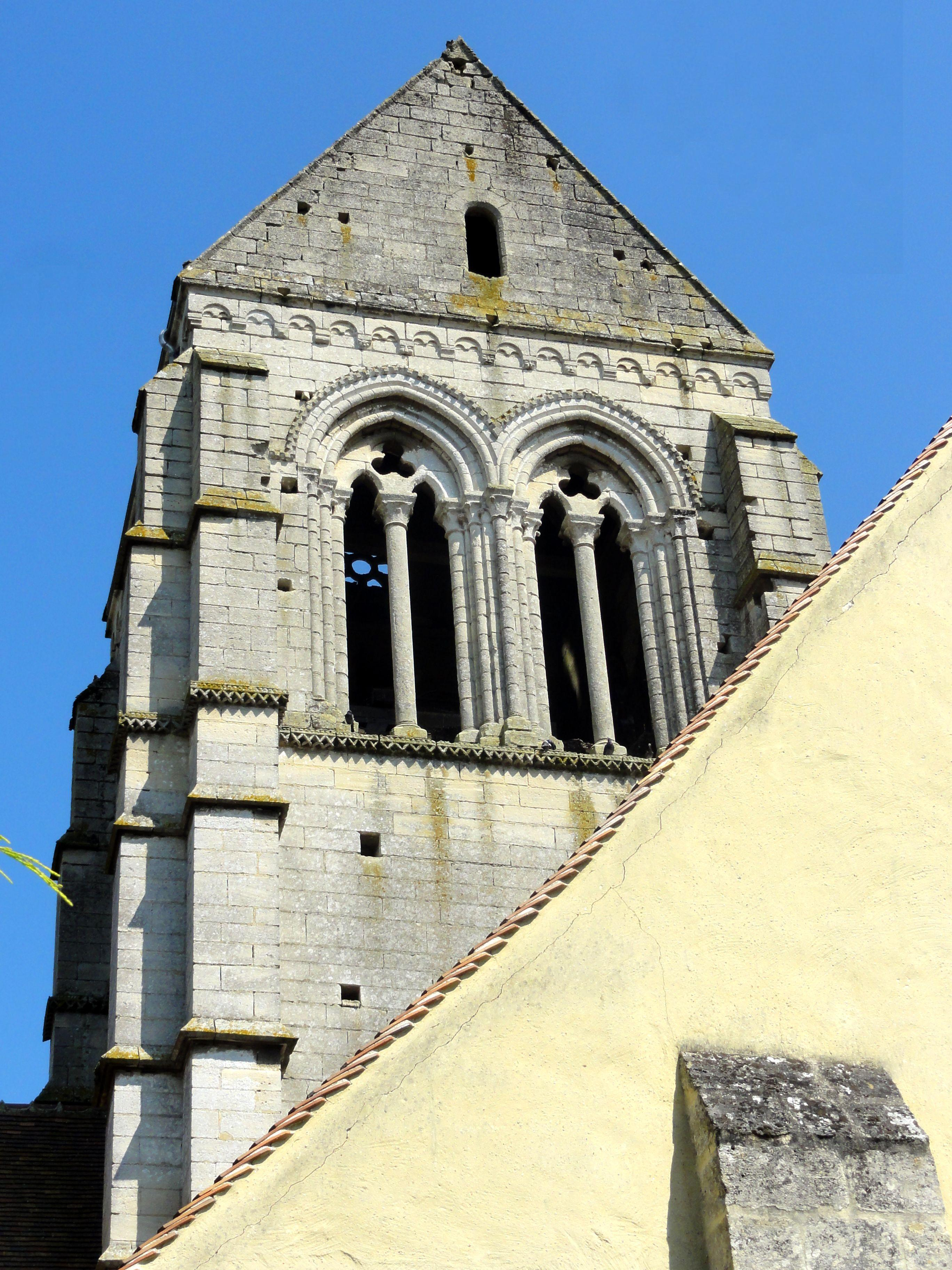
Clocher, côté ouest.
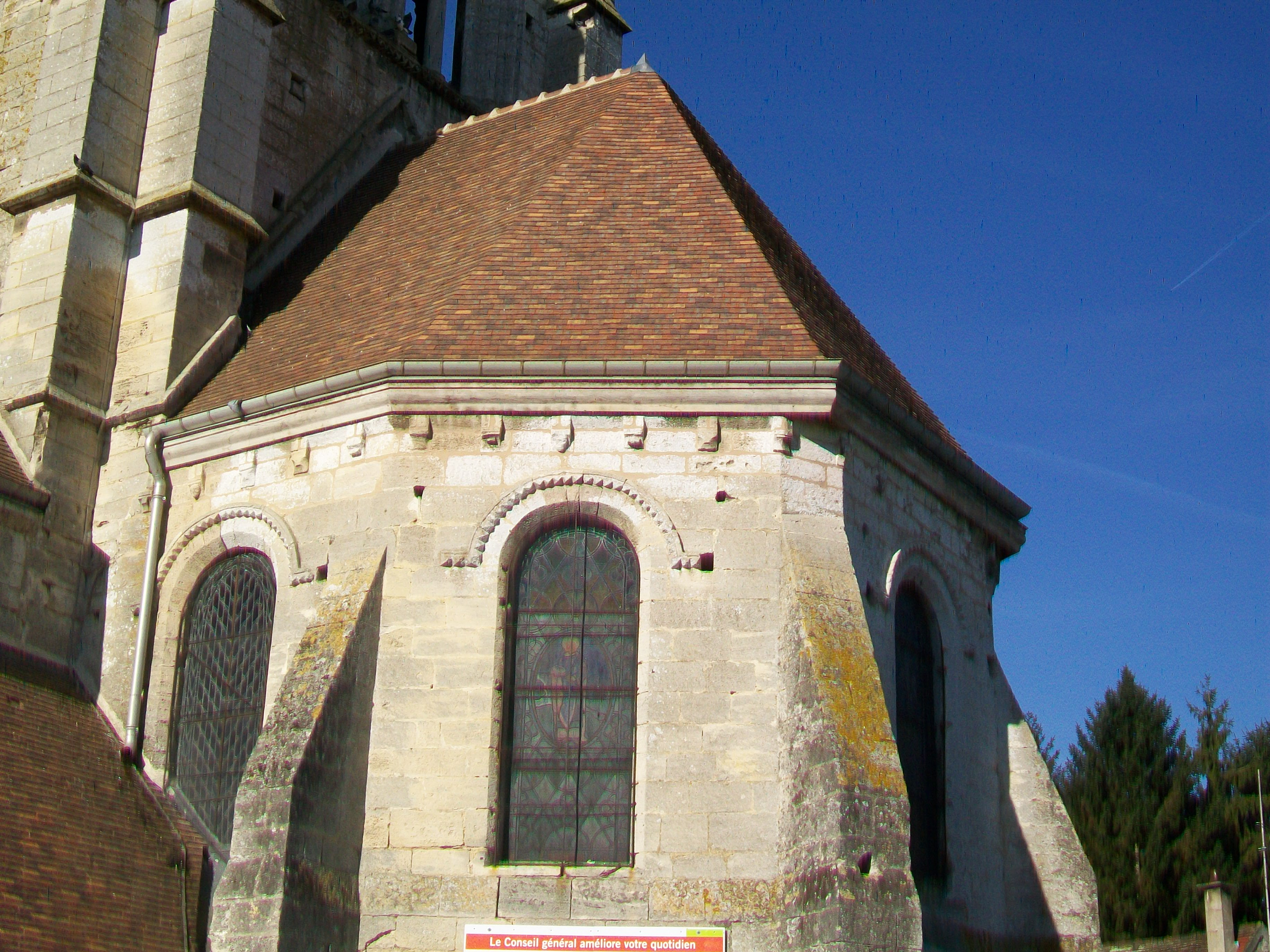
Chœur, côté sud.

#### Clocher

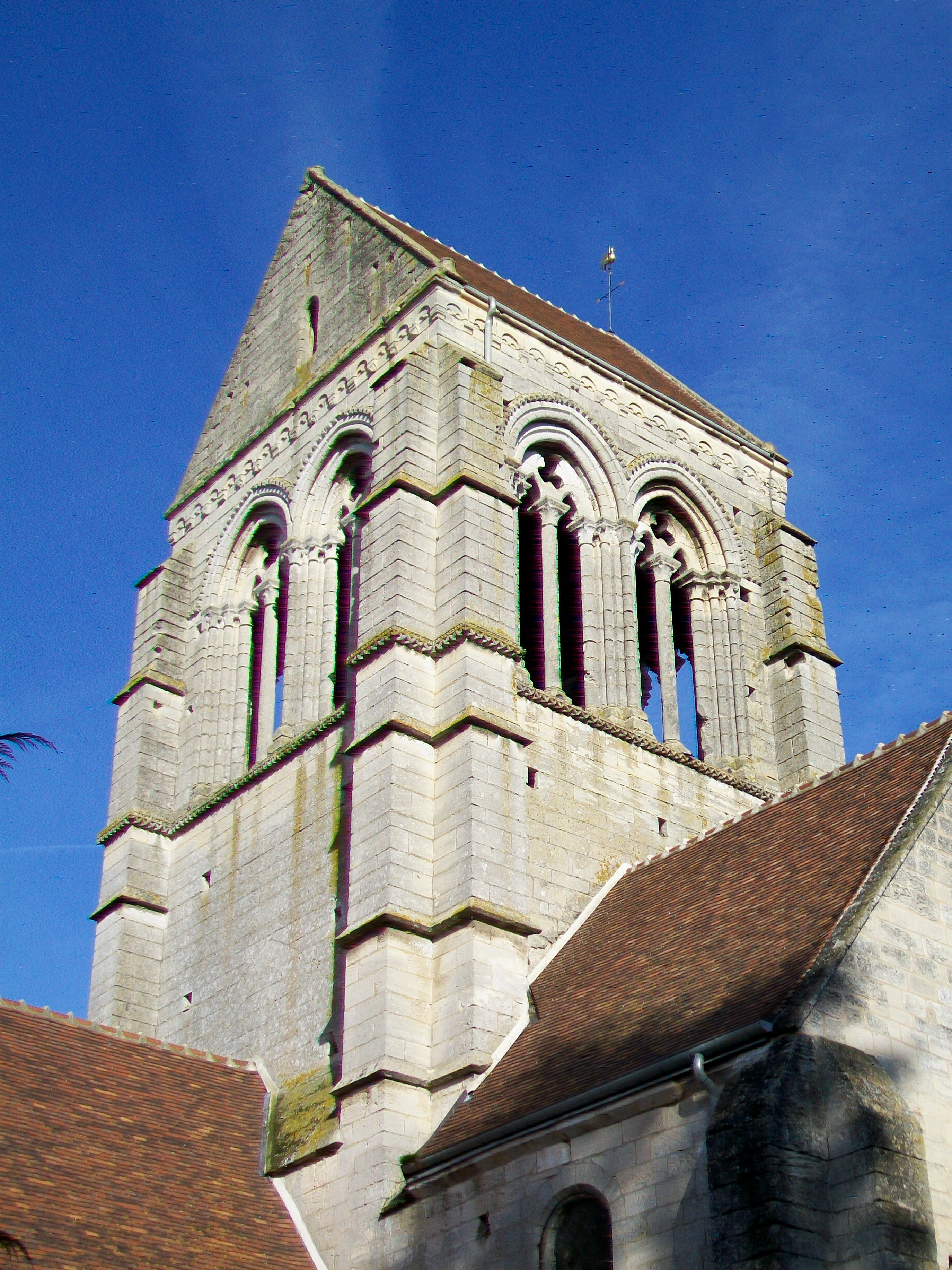
Clocher, côté sud-ouest.

Le clocher contraste avec l'austérité du reste de l'édifice et fait preuve d'une grande élégance. Il est étayé par deux contreforts strictement verticaux par angle, qui sont scandés par plusieurs larmiers, et s'amortissent par des glacis formant larmier. Le premier étage est destiné à faire émerger l'étage de beffroi des combles, et n'a pas d'ouvertures visibles depuis l'extérieur. À l'intersection des deux étages, court un cordon de fleurs de violette surmonté de petites billettes. Les fleurs de violette constituent l'un des motifs ornementaux les plus répandus dans la région au XIIe siècle, et apparaissent au chevet de Bailleval, sur le portail sud de Bury, au-dessus des fenêtres au nord de la nef de Cambronne-lès-Clermont, sur les portails occidentaux de Nointel et Saint-Vaast-lès-Mello, au-dessus des fenêtres de façade de Saint-Vaast-de-Longmont, etc. Ce cordon sert d'appui aux baies de l'étage de beffroi, qui sont en arc brisé, et au nombre de deux par face. Sous un tympan ajouré d'un trilobe, chaque ouverture est subdivisée en deux étroites arcades en tiers-point, reposant sur des colonnettes aux chapiteaux de feuillages. Les ouvertures sont elles-mêmes cantonnées de deux colonnettes à chapiteaux supportant une archivolte torique, et s'inscrivent dans des archivoltes extérieures suivant les mêmes dispositions, mais se partageant une même colonnette au centre. L'on compte ainsi treize colonnettes à chapiteaux pour deux baies. Des cordons en pointe-de-diamant surmontent les archivoltes extérieurs, et les murs se terminent par des corniches beauvaisines. Le pignon oriental est en outre ajouré d'une rosace à six lobes. À l'ouest, il n'y a qu'une petite baie en plein cintre au même emplacement. Nettement gothique, sans nier, par l'ordonnancement des baies, les fleurs de violette et la corniche beauvaisine, ses influences romanes, le clocher d'Angy appartient au même groupe que Breuil-le-Sec et Choisy-au-Bac. Il montre également des similitudes avec ses homologues de Cauffry et Rousseloy, qui sont encore romans, et Mogneville (sans bien sûr sa flèche gothique).

### Intérieur

#### Nef et bas-côté

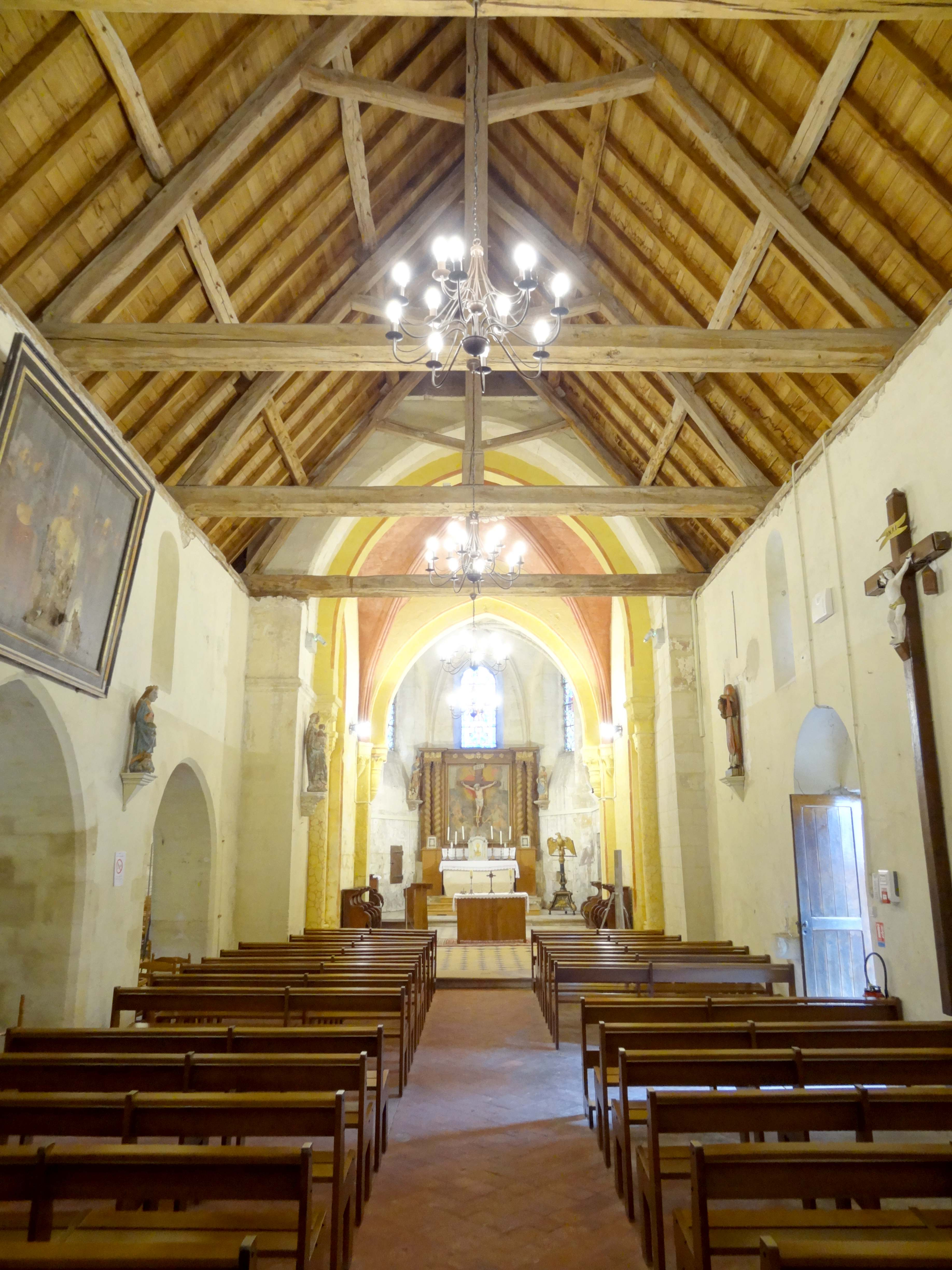
Nef, vue vers l'est.

La nef et le bas-côté sont d'une grande simplicité. Ils n'ont pas conçus pour être voûtés, et n'ont jamais reçu de fausses voûtes d'ogives, qui défigurent aujourd'hui les nefs romanes d'Ansacq et Balagny-sur-Thérain, et jadis Rhuis jusqu'au début des années 1970. Longtemps, la nef était recouverte d'un faux plafond de bois, que Dominique Vermand juge d'un assez mauvais effet : il a été supprimé lors de la récente restauration. La vue s'ouvre désormais sur la charpente, qui présente la structure traditionnelle, avec seulement quatre fermes, sans sculpture (engoulants…) ni mouluration. Des lattes sont cloutées sur les chevrons, de sorte que les voliges et les tuiles ne soient pas visibles. À Rhuis, Rocquemont, et Ronquerolles, la situation est analogue. À Fosses, il n'y a même pas les lattes. Il semble s'agir, dans tous les cas, du résultat d'une restauration. Certains auteurs croient que les plafonds plats sont la règle à la période romane, comme on en trouve à Marquemont. Les murs, de 5,50 m de hauteur, sont enduits, comme c'est la règle quand ils sont appareillés en moellons. Avant l'arc triomphal ouvrant sur le carré du transept, la largeur de la nef se rétrécit légèrement, ce qui vient des deux massifs de maçonnerie qui servent de contreforts aux clochers. Ils sont munis d'impostes du même profil que les tailloirs des chapiteaux du transept, soit une plate-bande et une baguette reliée à un cavet. Cette disposition mérite d'être signalé. Quand le clocher est plus ancien que la nef, il n'est pas rare que des contreforts ordinaires font saillie dans la nef, et que l'arc triomphal ne se situe pas dans l'axe de la nef. Ici, le raccordement est assez heureux, et les deux massifs soutiennent la dernière ferme de charpente à l'est, puis une courte section de voûte en berceau brisé du même tracé que l'arc triomphal. Trois arcades un peu irrégulièrement espacées ont été ouvertes après coup dans le mur gouttereau nord. Les deux premières sont en arc brisé et mesurent 3,00 m de hauteur ; la troisième est en plein cintre et plus basse. Dénuées de supports, ces arcades ont simplement les arêtes taillées en biseau. Elles évoquent Ormoy-Villers et Saint-Vaast-de-Longmont. Au-dessus des piliers, subsistent les forts ébrasements des deux fenêtres du nord, qui ont été obstruées, car ne donnant plus que sur le bas-côté. Au sud, deux fenêtres analogues leur font face. La porte rectangulaire est surmontée d'un arc de décharge en plein cintre. C'est aussi le cas du portail occidental. Le sol était pavé de dalles très irrégulières lors du passage d'Eugène Woillez. Il est pavé de belles tomettes en terre cuite depuis le troisième quart du XIXe siècle,,.
Le bas-côté, très étroit, n'offre aucune visibilité sur le sanctuaire, et n'augmente pas beaucoup la capacité d'accueil de l'église. Il n'accueille qu'un seul rang de bancs longitudinaux, placés contre le mur gouttereau, qui atteint 3,40 m de hauteur. Par endroits, la dernière couche d'enduit s'effrite, et un décor peint en faux-appareil refait surface. La première travée abrite les fonts baptismaux. Du temps d'Eugène Woillez, l'éclairage était uniquement procuré par la baie occidentale. La deuxième baie au nord était bouchée, et la première n'existait pas encore. Une baie de porte bouchée reste visible entre la deuxième baie et le transept. La communication avec le croisillon nord est assurée par une haute et épaisse arcade en arc brisé, dont le sommet était caché par le plafond plat supprimé lors de la récente restauration. La charpente est désormais apparente, et la vue s'ouvre sur les deux fenêtres au nord de la nef, et le vestige de son contrefort médian, réduit à trois assises et son glacis sommital, au-dessus de la deuxième grande arcade.

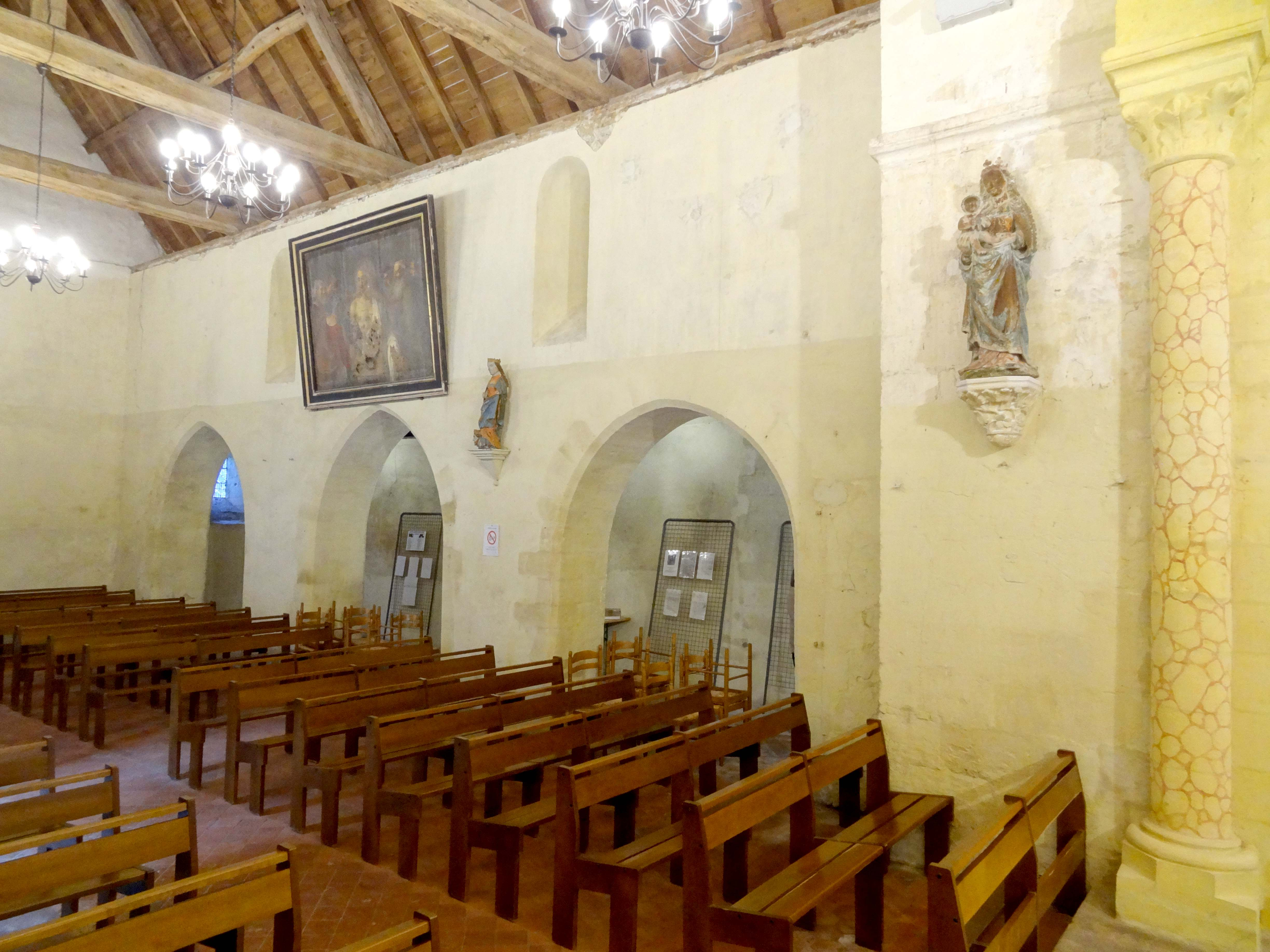
Nef, côté nord.
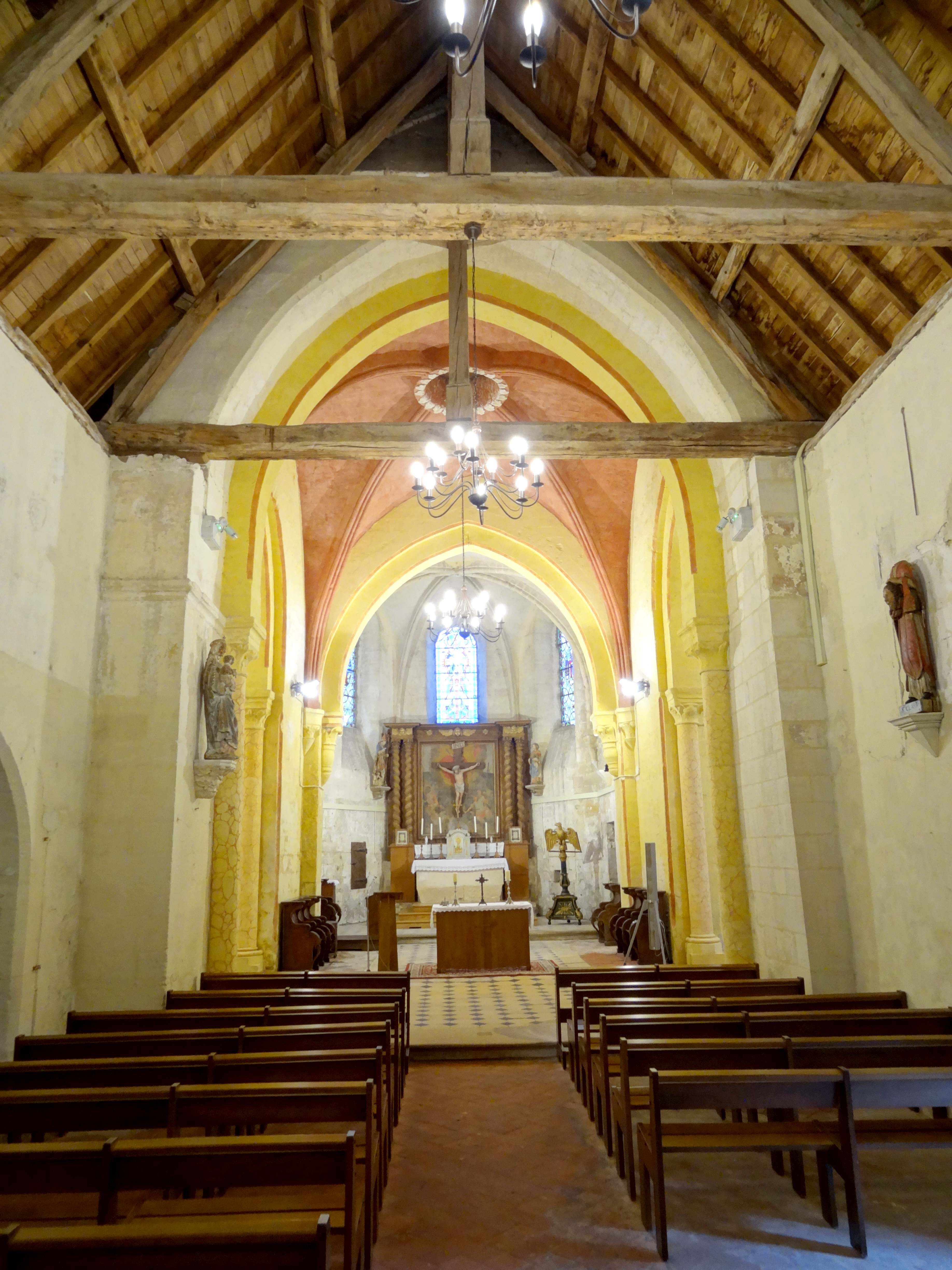
Nef, vue vers l'est.
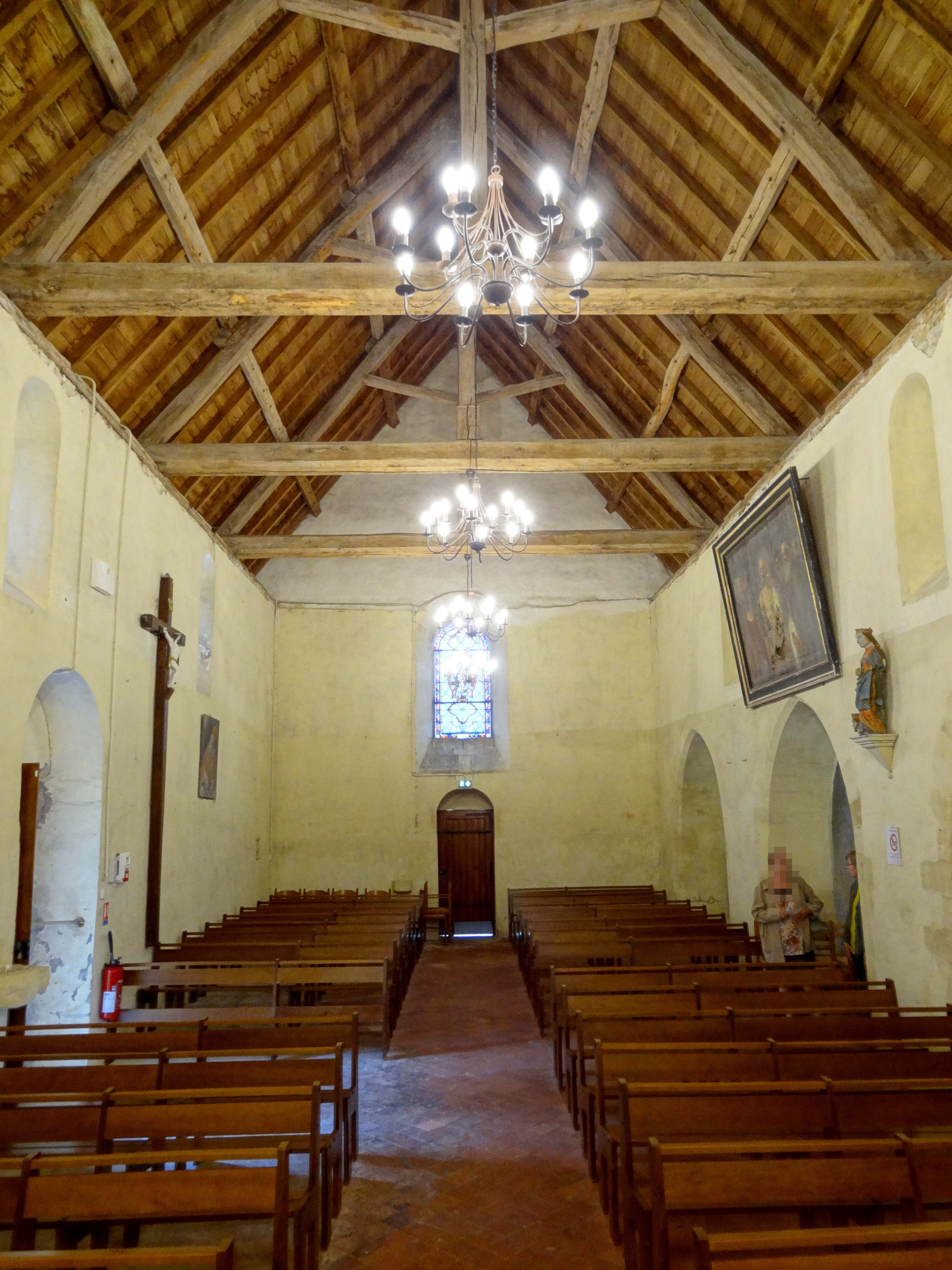
Nef, vue vers l'ouest.
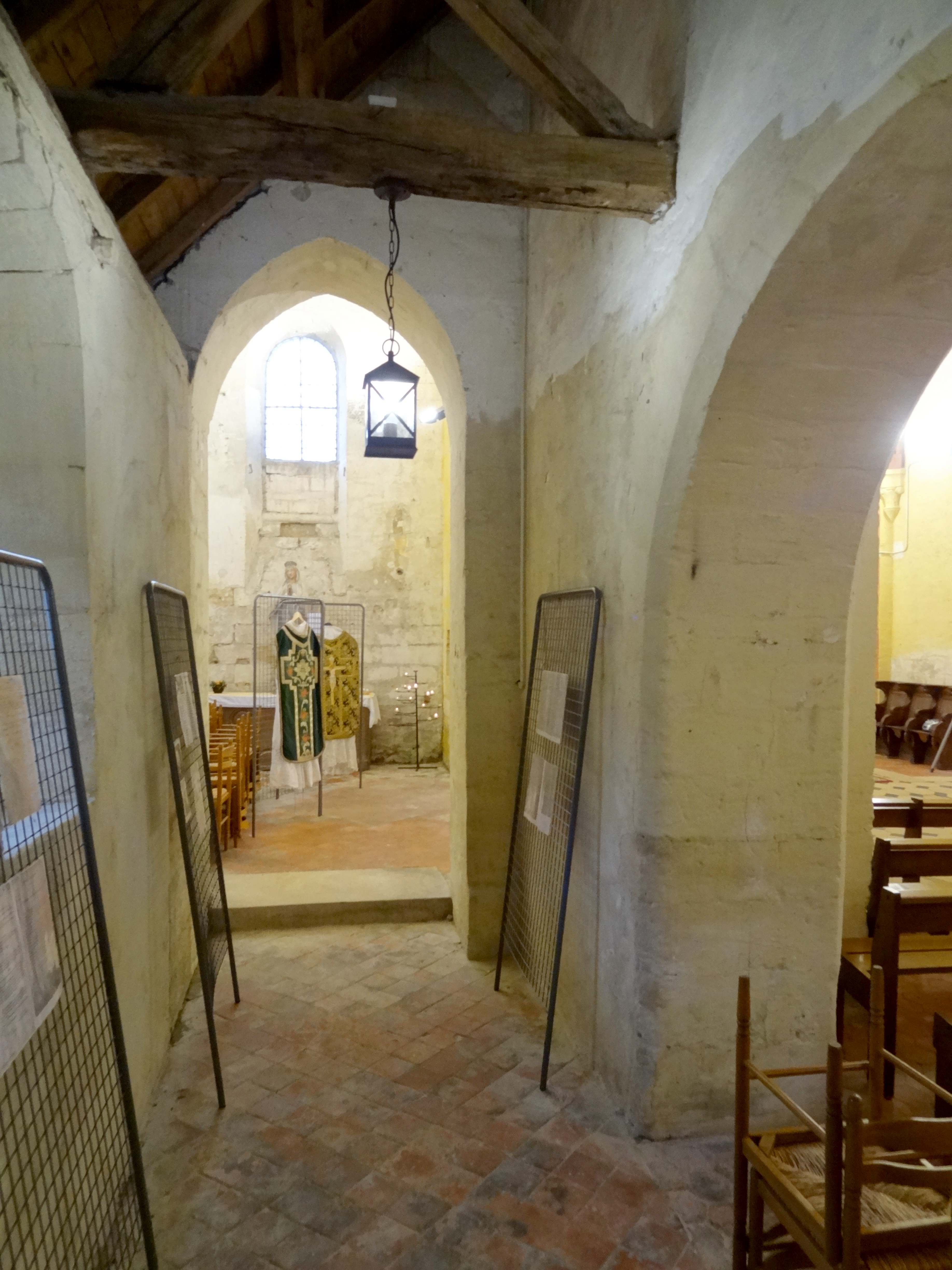
Bas-côté, vue vers l'est.
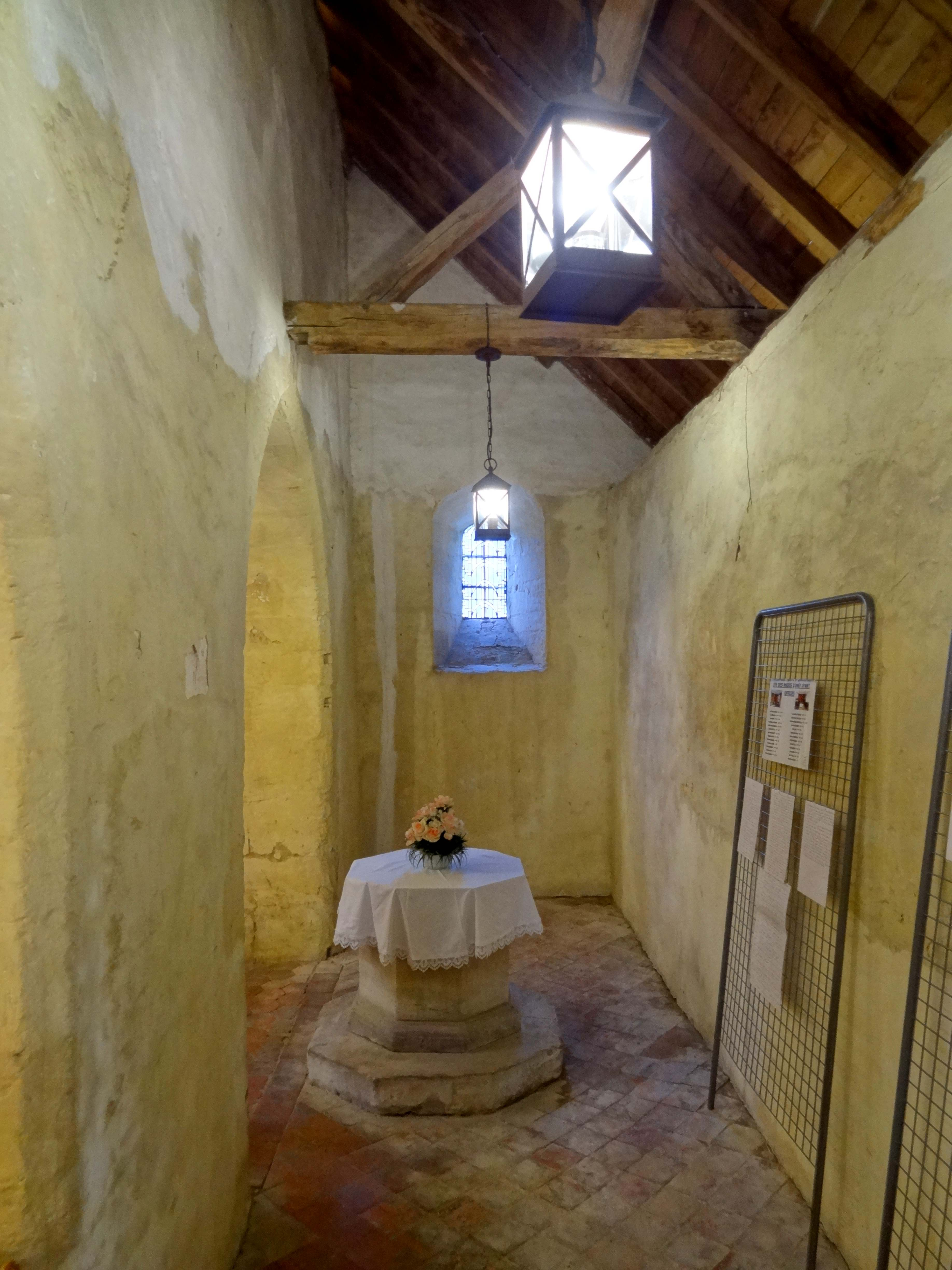
Id., vue vers l'ouest.
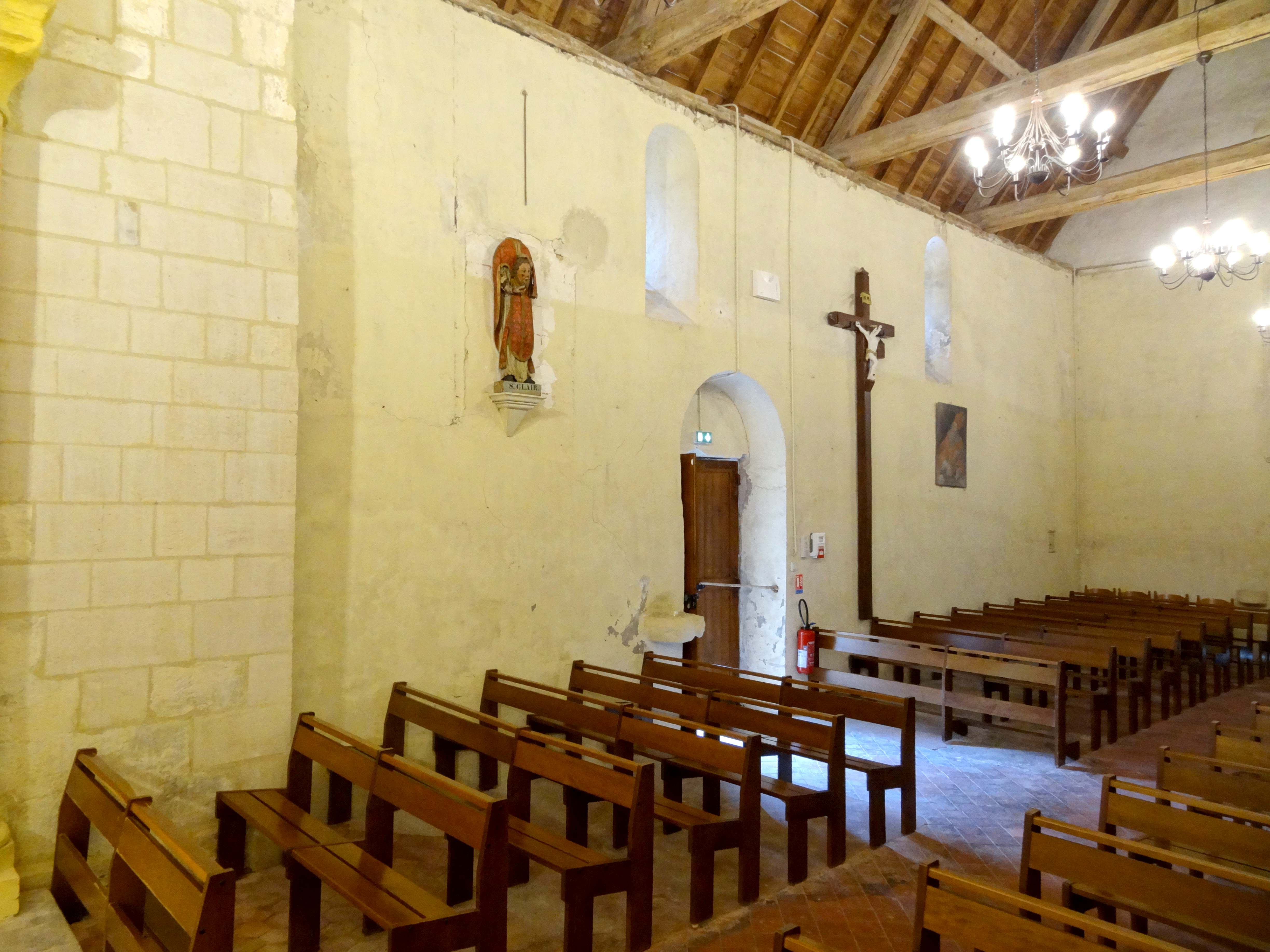
Nef, côté sud.

#### Croisée du transept et chœur

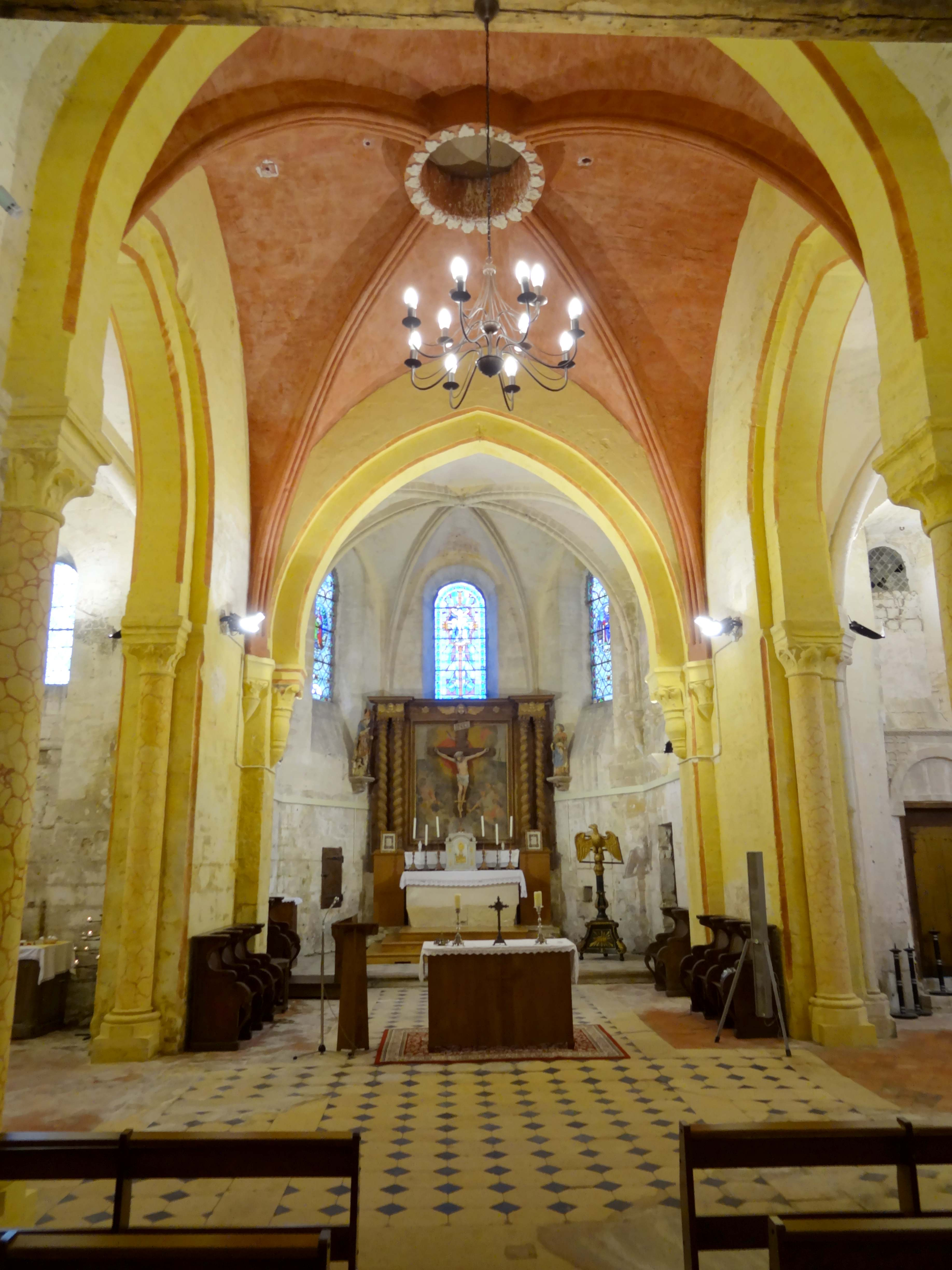
Vue vers l'est.

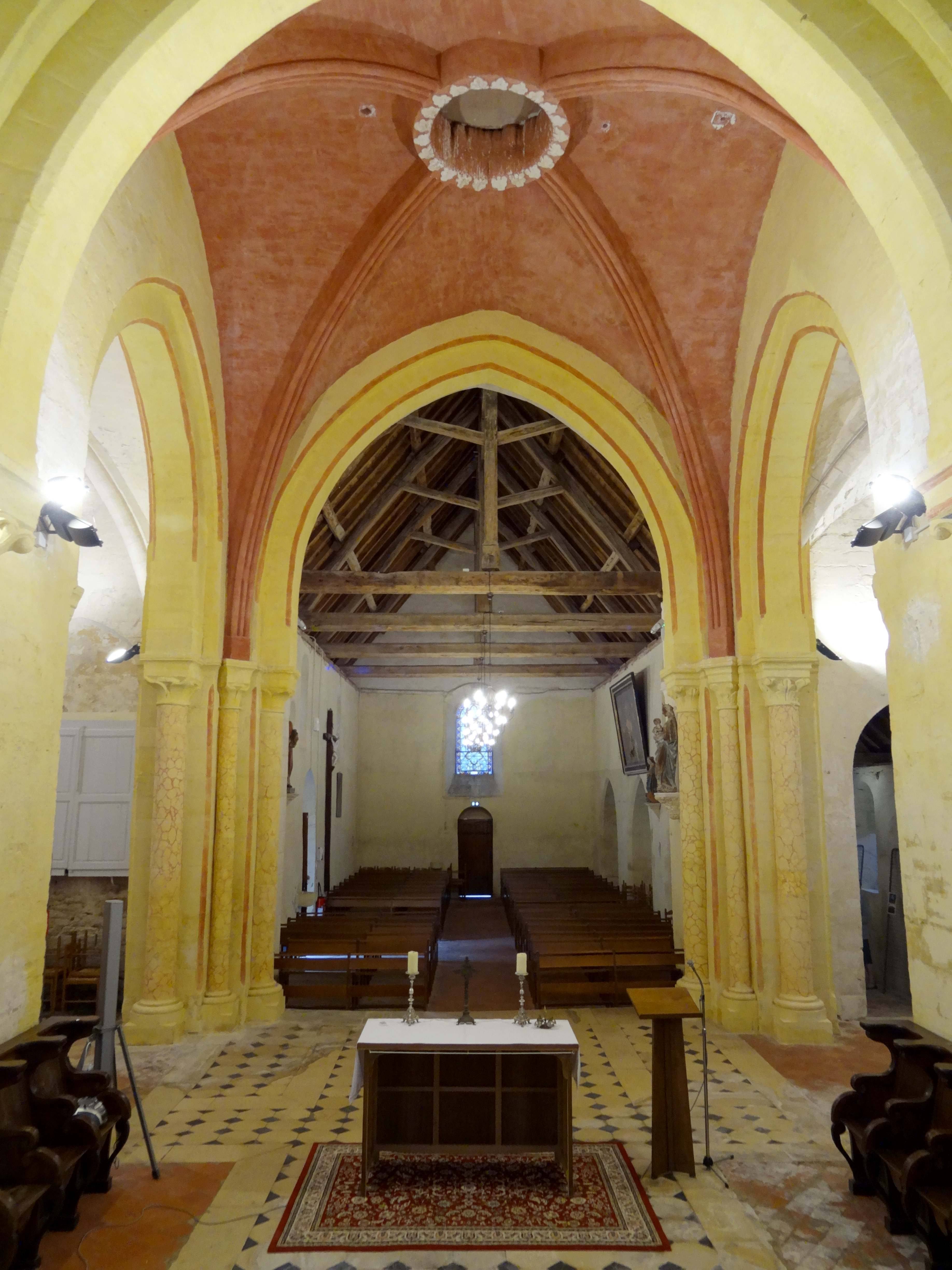
Vue vers l'ouest.

Le transept et le chœur remplacent sans doute le sanctuaire roman primitif du début du XIe siècle. Ces parties ont d'emblée été voûtées sur croisées d'ogives, et comme l'illustre l'archaïsme des voûtes, dépourvues de arcs formerets, cette technique est encore récente lors de son application à Angy, vers le milieu du XIIe siècle. Elle a permis le développement des absides polygonales, difficilement réalisables avec des voûtes en berceau ou en cul-de-four, et Angy représente l'une de ses premières applications. Cependant, la région étant pionnière du voûtement d'ogives, avec la Normandie et l'Angleterre, l'on trouve une quarantaine d'églises dans le département qui possèdent des voûtes d'ogives encore plus anciennes, des années 1110-1140. Mais ce sont toujours des voûtes carrées ou barlongues. — La fonction de la croisée du transept en tant que base du clocher n'a pas dissuadé le maître d'œuvre de lui donner un diamètre important, soit 5,80 m sur 6,10 m. Or, par mesure d'économie, ou afin de tenir compte de l'épaisseur du mur oriental du croisillon sud avec sa niche d'autel et sa cage d'escalier, les croisillons sont d'un mètre environ moins larges que le carré du transept n'est profond. La base du clocher en tient sa configuration particulière, avec une dissociation des supports des doubleaux latéraux et des ogives dans les angles nord-est et sud-est. Étant donné que les deux rangs de claveaux des doubleaux ne sont pas moulurés et que le rouleau supérieur est dénué de supports, il semble s'agir plutôt d'une mesure d'économie. Contrairement à certaines églises romanes des environs qui furent voûtées d'ogives dès l'origine, dont Bury, Cambronne-lès-Clermont, Foulangues, Ully-Saint-Georges, etc., il n'y a donc pas de faisceaux de colonnettes dans les angles du carré du transept. Il n'y a que les colonnettes des ogives, à raison d'une par angle, et les colonnes engagées des quatre arcs-doubleaux. À l'est, les fûts ont été tronqués pour faciliter la pose de boiseries, aujourd'hui disparues, sans doute au XVIIIe siècle. Les chapiteaux retombent ainsi sur des culots. Dans l'abside, les fûts ont également été supprimés, sauf apparemment de part et d'autre du pan d'axe du chevet. Ils sont ici cachés par le retable baroque.
Dans la croisée du transept, les ogives sont au profil d'un tore en forme d'amande entre deux tores. Il n'y a pas de clé de voûte, mais un trou de cloches. Sa bordure, de section carrée, est sculptée de vingt-deux feuilles plates à cinq lobes. Sachant que les trous de cloches sont en principe inconnus au XIIe siècle et presque tous postérieurs à la guerre de Cent Ans, la question de la datation ou de l'authenticité se pose. Dominique Vermand l'élude. Les mêmes feuilles apparaissent en tout cas sur certains chapiteaux du carré du transept. Dans l'abside, les six branches d'ogives sont au profil d'un tore en forme d'amande seul. La clé de voûte est sculptée de cinq feuilles trilobées disposées concentriquement. Les hauts tailloirs carrés sont de trois profils différents. Ceux réservés aux ogives sont implantés à 45° face à celles-ci, ce qui est le cas le plus fréquent à la première période gothique. Dans les angles nord-ouest et sud-ouest de la croisée, le profil des tailloirs se poursuit sur les angles des piliers, dont les angles sont par ailleurs creusés d'une moulure concave. C'est ici que l'on trouve les profils les plus élaborés. Ce sont respectivement une plate-bande et une baguette reliée à un cavet, au nord-ouest, et un filet, un listel et un haut cavet, au sud-ouest. Ailleurs, règne un profil rudimentaire d'un filet et d'un haut cavet. Les chapiteaux sont sculptés de feuilles plates superposées dans l'angle nord-ouest et dans l'abside. Ici, de petites volutes dominent les angles supérieurs, ce qui est une réminiscence de la sculpture romane. Ailleurs dans la croisée du transept, les motifs sont des feuilles simples aux extrémités recourbées en crochets, et des feuilles polylobées comme sous la voûte de la croisée. L'on cherchera en vain la feuille d'acanthe mentionnée par Dominique Vermand. L'un et l'autre motif peuvent figurer sur un même chapiteau. Dans ce cas, les feuilles occupent le milieu de chaque face. C'est dans l'angle nord-ouest que la sculpture est la plus vigoureuse. Partout, l'on note le fort degré de stylisation, et l'absence de raffinement, voire une certaine rusticité, mais la sculpture est en même temps très régulière et a été exécutée par la main habile d'un artisan expérimenté. À propos des bases, Dominique Vermand constate que leur examen est rendu quasiment impossible par la suppression de nombreux fûts et le mauvais état des bases restantes. Elles ont, entretemps, été restituées et se composent d'un petit et d'un grand tore séparés par une profonde scotie. Concernant l'abside, restent à signaler les glacis pentus au seuil des fenêtres, une niche en plein cintre bouchée du côté sud et le vestige d'une peinture murale sur le voûtain oriental. Ce sont des losanges en ocre jaune et rouge,.

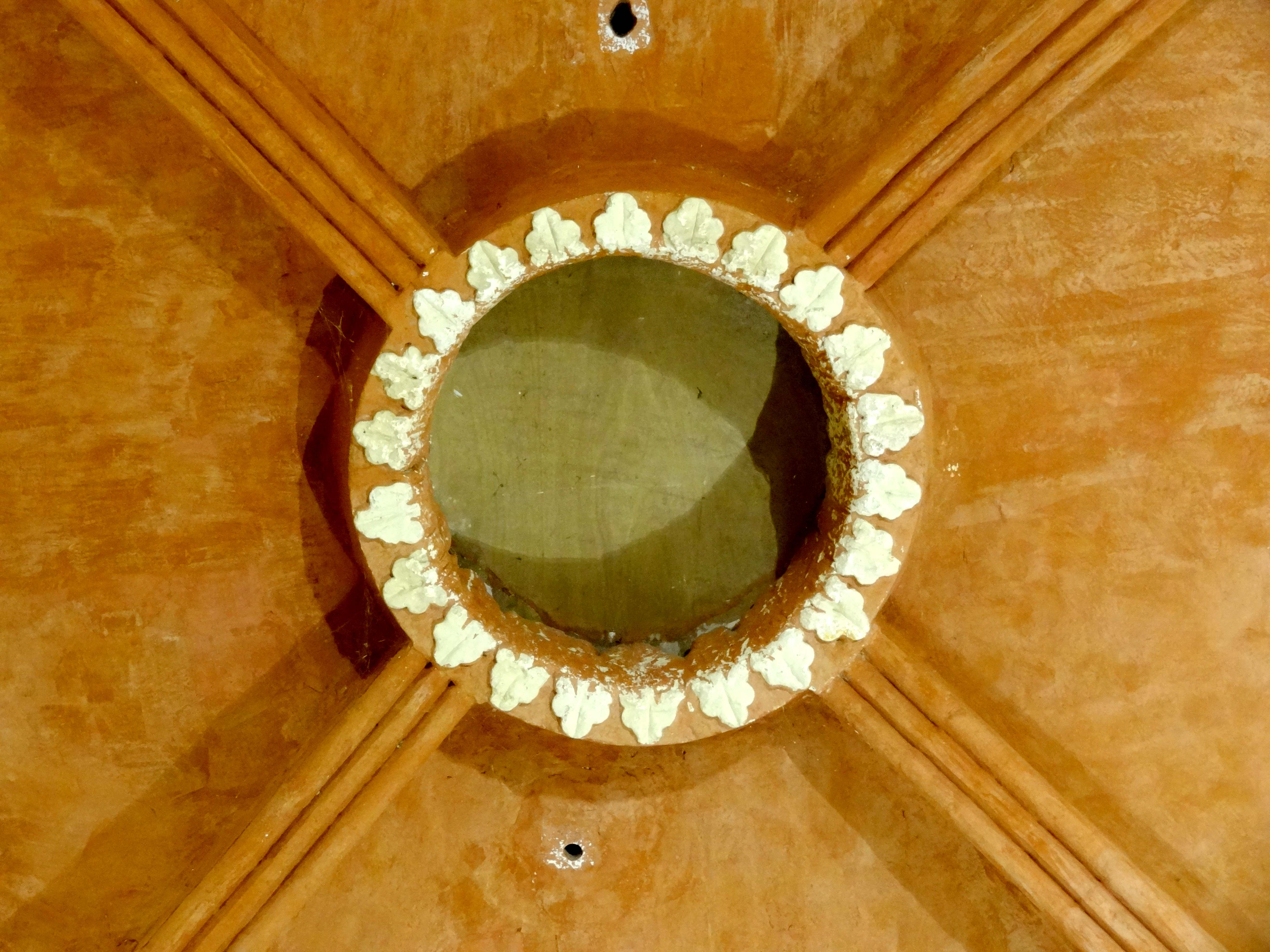
Croisée du transept, trou de cloches de la voûte.
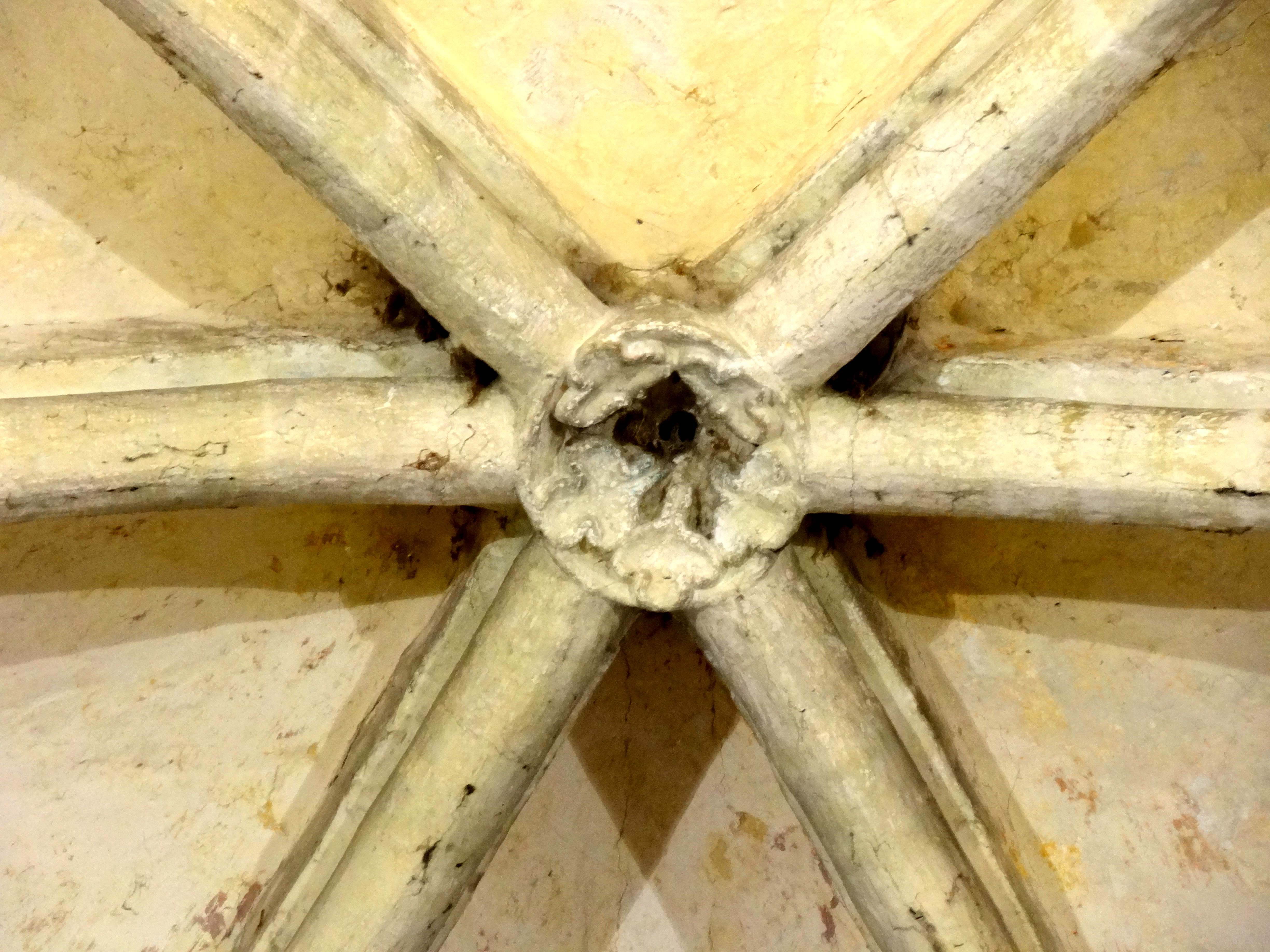
Abside, clé de voûte.
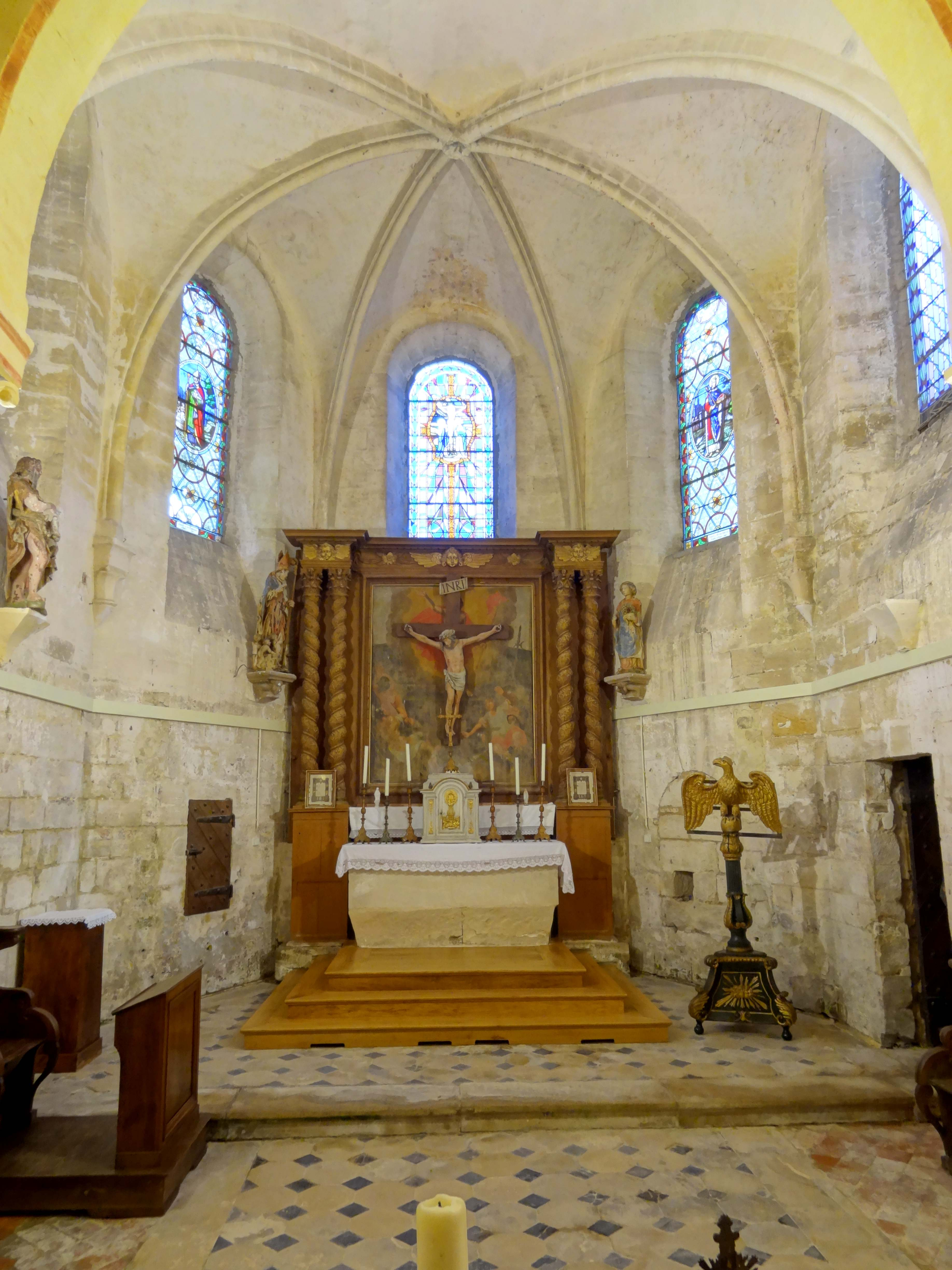
Abside, vue vers l'est.
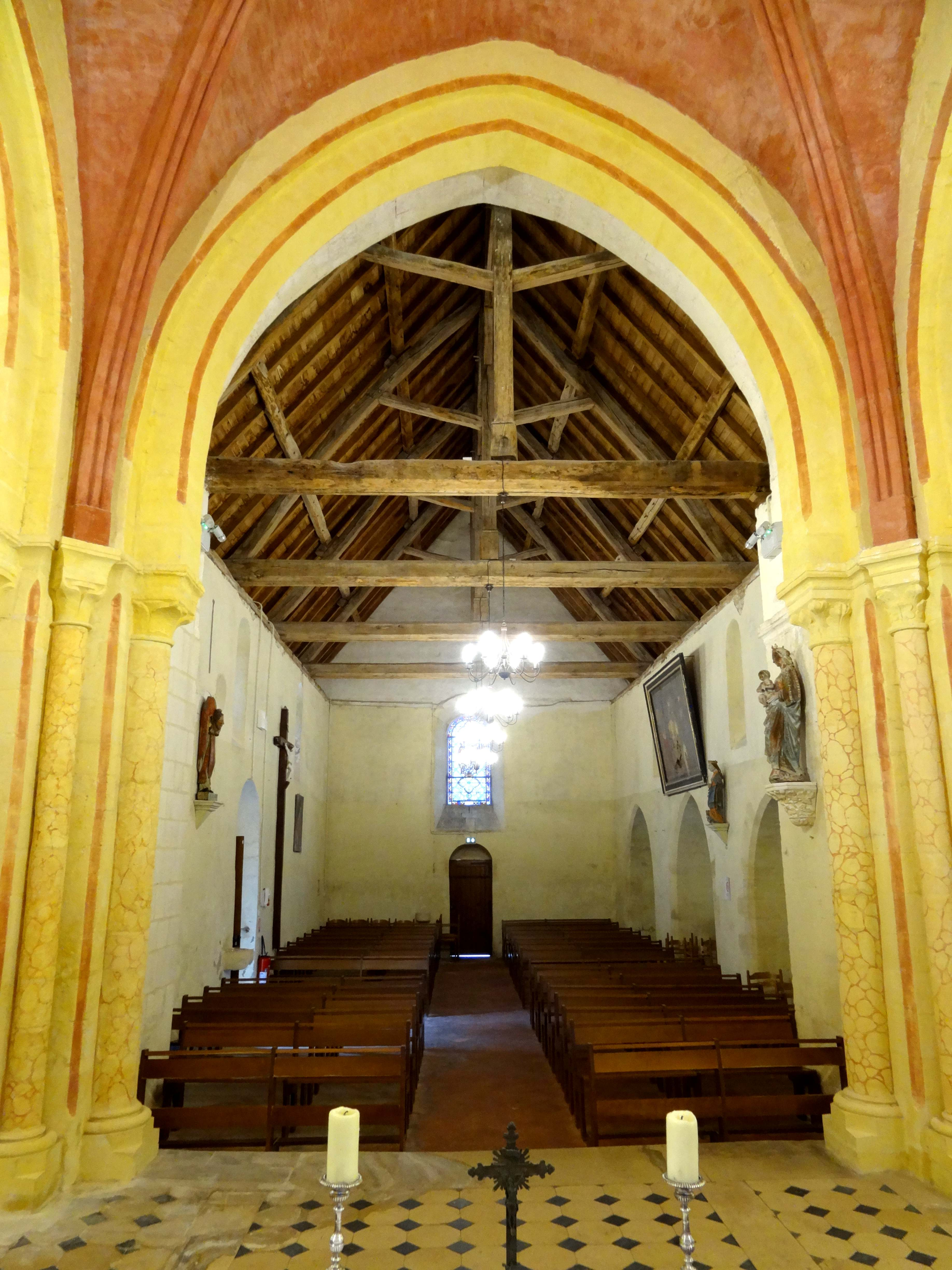
Croisée, vue vers l'ouest dans la nef.
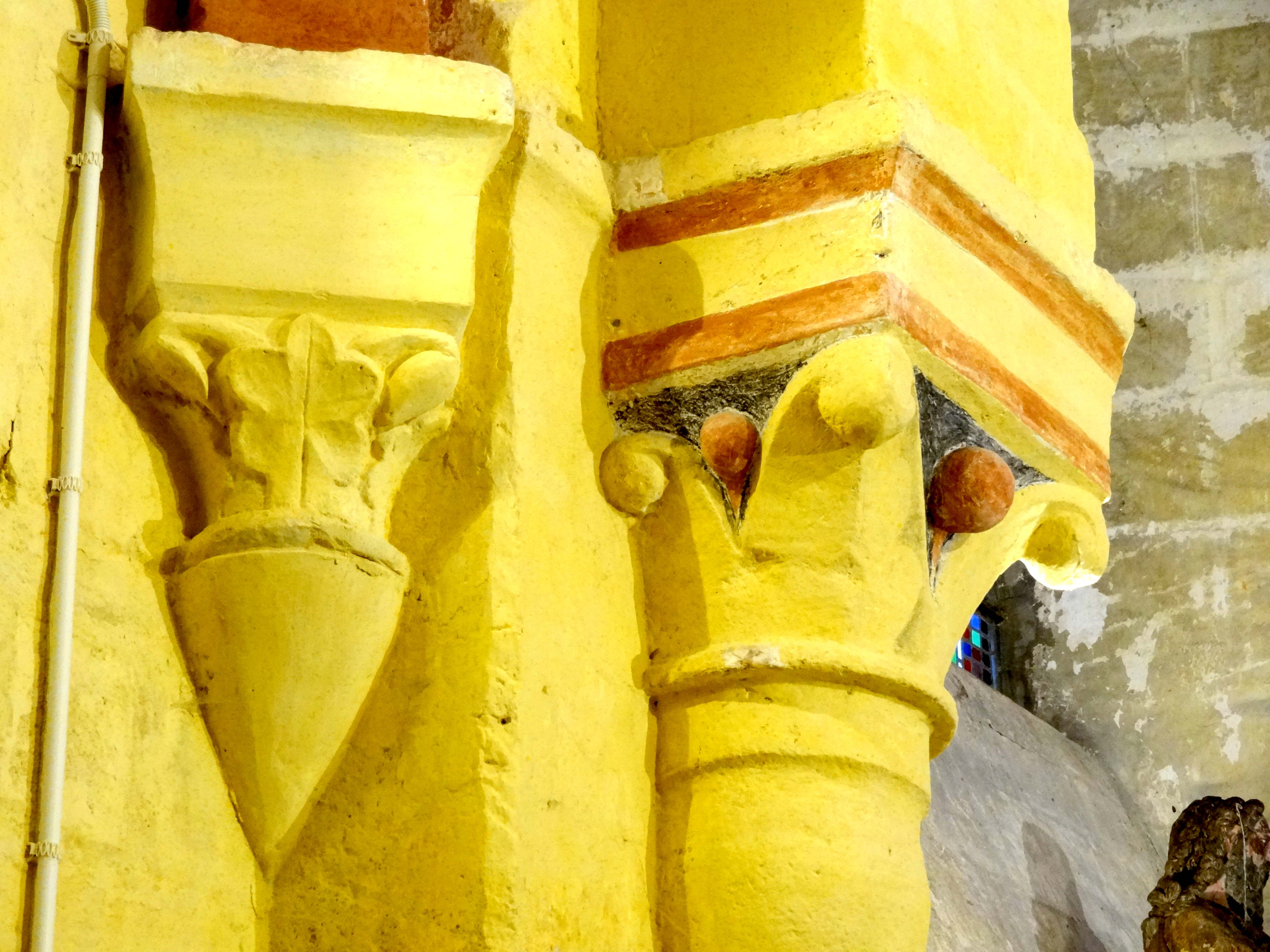
Croisée, chapiteaux dans l'angle nord-est.
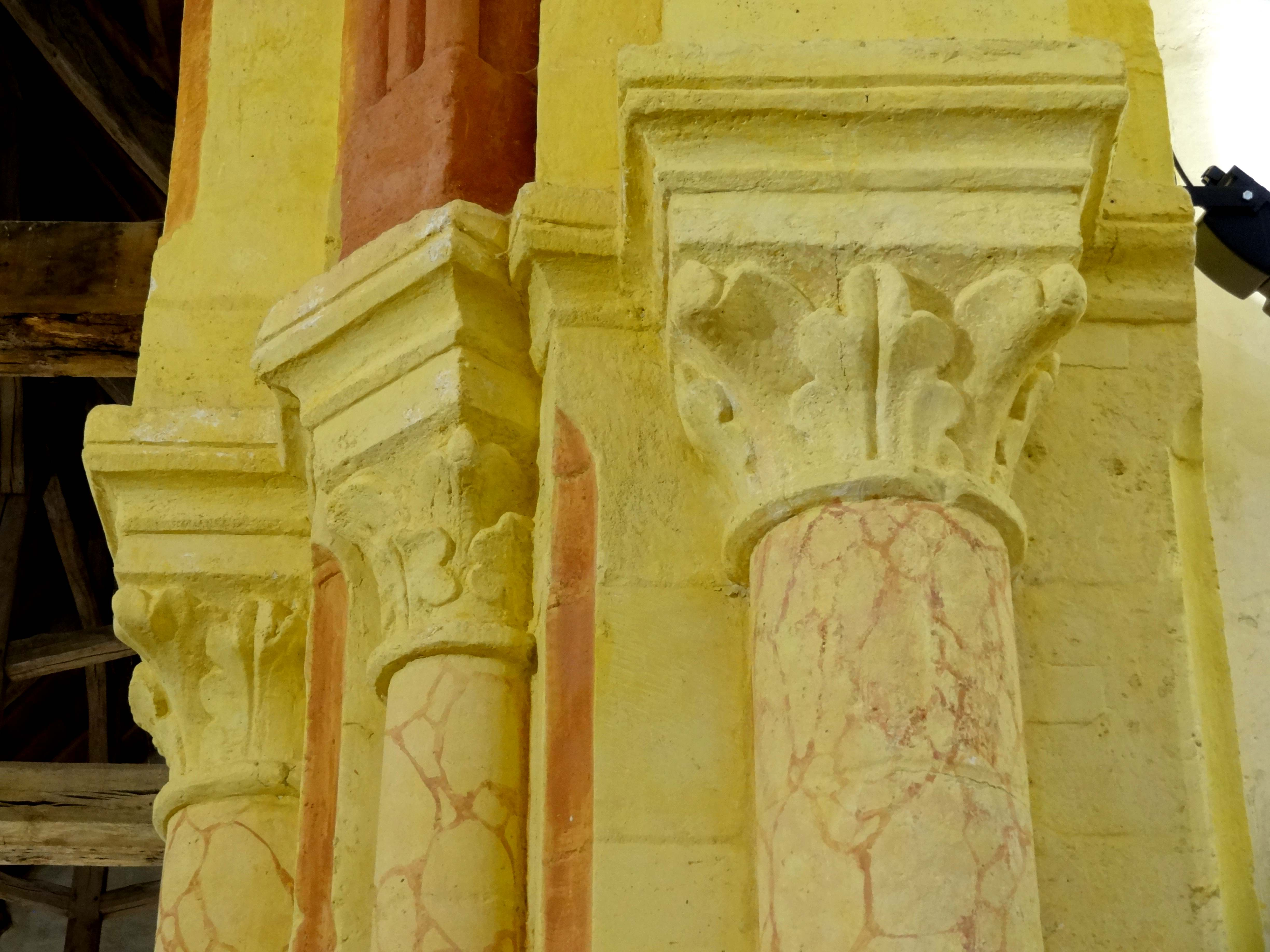
Croisée, doubleau nord, chapiteaux côté ouest.

#### Croisillons

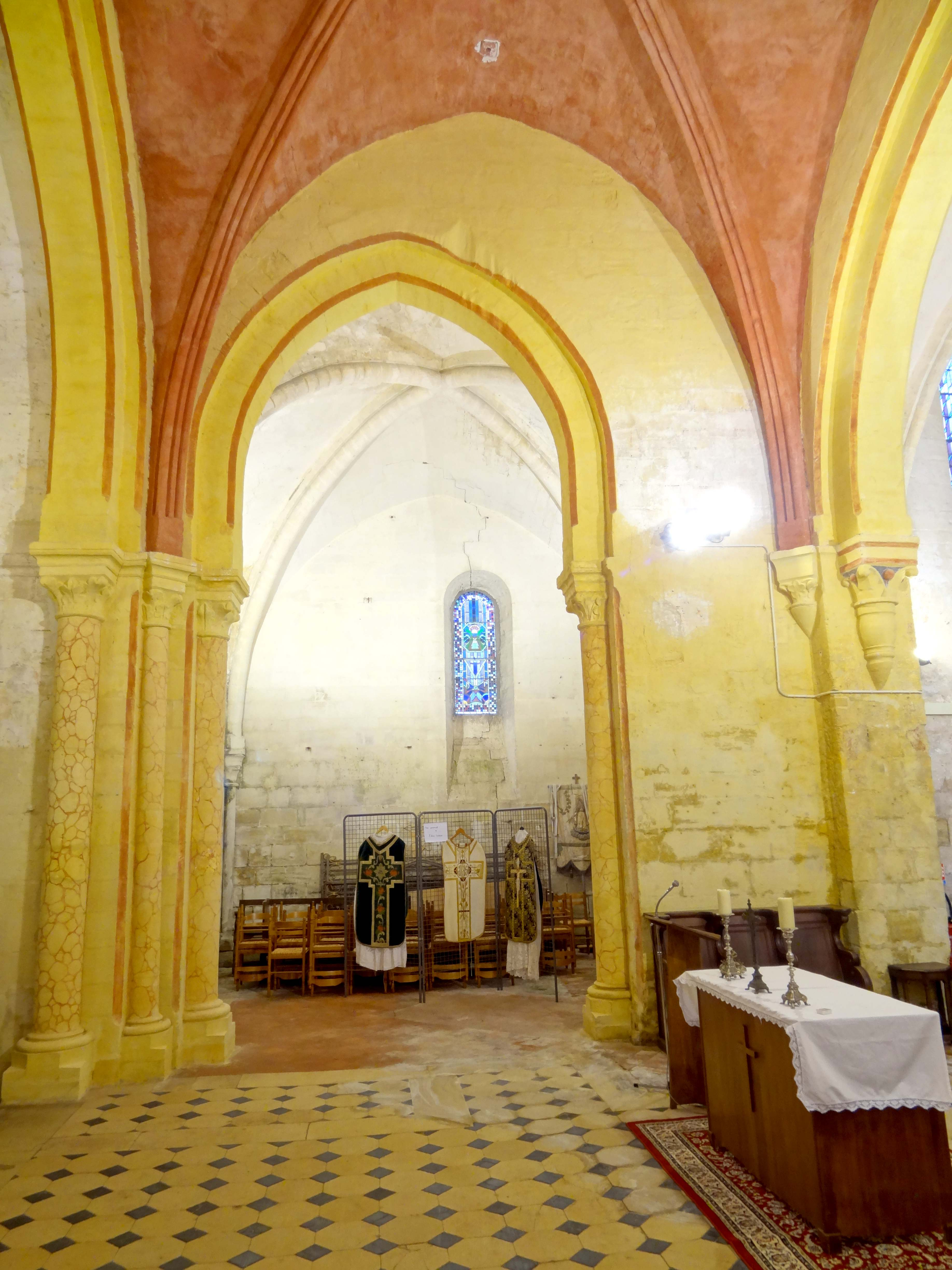
Croisée, vue vers le nord dans le croisillon nord.

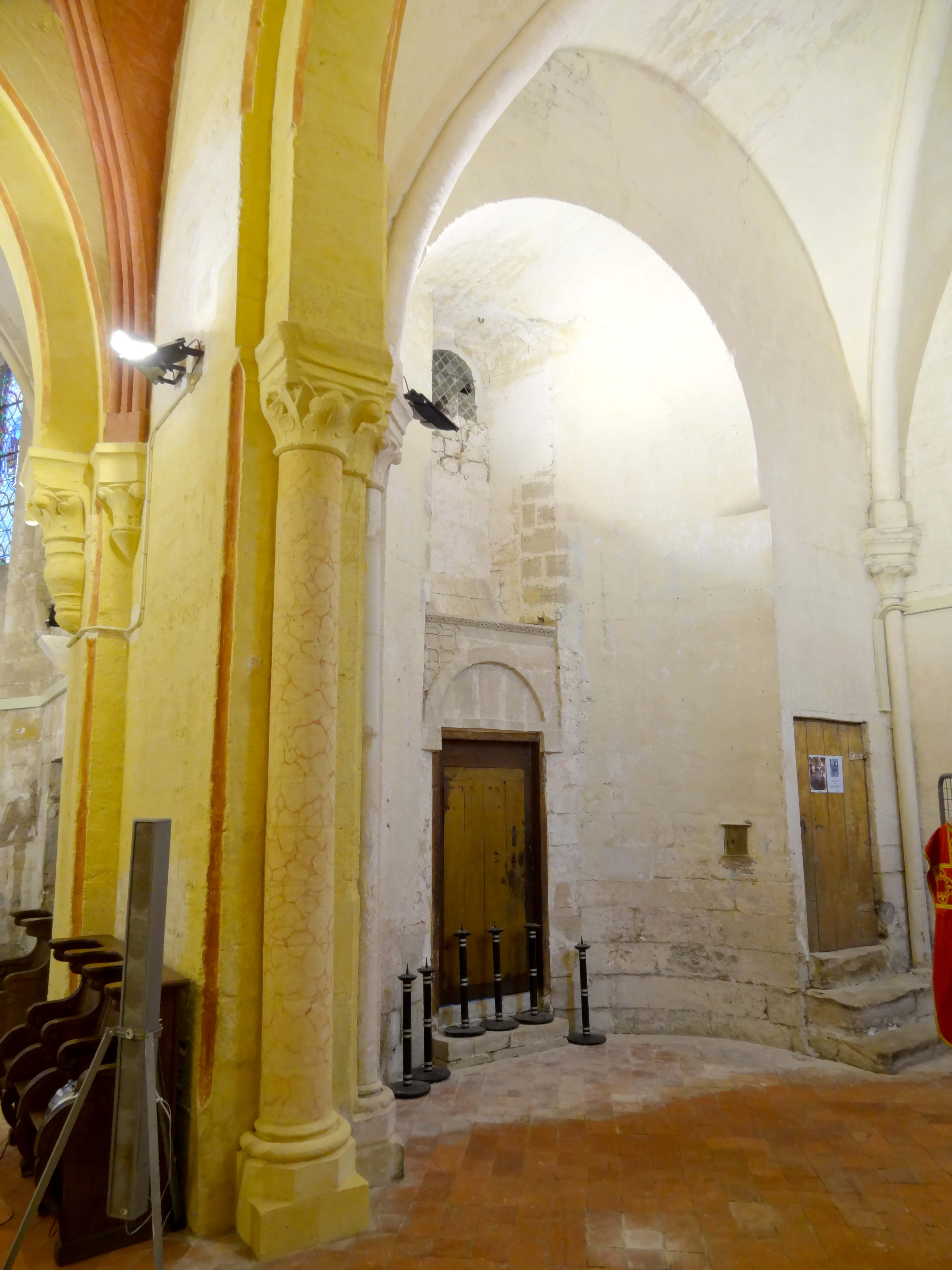
Croisillon sud, vue vers le sud-est.

Les voûtes des deux croisillons montrent un profil plus simple que dans le carré du transept, constitué d'un seul gros tore légèrement aminci en amande, ce qui évoque la nef et le bas-côté nord de Cambronne-lès-Clermont. Ce n'est pas tout à fait le profil du chœur. Les clés de voûte ne sont pas décorées, et dans le croisillon nord, les nervures s'y croisent simplement. Dans le croisillon sud, l'on trouve un disque fruste. L'on a également fait l'économie d'arc formerets. En cohérence avec les différences notées à l'extérieur, les croisillons ne sont pas non plus identiques à l'intérieur, et il y a un point commun entre le croisillon nord et l'abside. À l'extérieur, ce sont les pointes-de-diamant au-dessus des fenêtres ; à l'intérieur, ce sont les chapiteaux dans les angles nord-ouest et nord-ouest. Avec les tailloirs, ils sont implantés orthogonalement, contrairement au carré du transept et au croisillon sud. Ils sont situés anormalement bas, et les ogives ne retombent pas directement sur les tailloirs, mais sur un bloc cubique interposé. En revanche, les fûts de colonnette sont en délit, ce qui est une marque d'élégance, mais pose problème pour des fûts trop longs. Dans les angles près de la croisée du transept, les ogives se fondent simplement dans les piles du clocher, ce qui montre que l'on se contentait que les croisillons fassent une bonne impression en regardant depuis le vaisseau central. Les fenêtres s'ouvrent au-dessus de longs glacis pentus. La baie orientale est plus large que les autres, et sa partie inférieure est bouchée. La baie occidentale est désaxée afin de tenir compte de la présence du bas-côté, qui lui est antérieure. Cette baie présente un glacis à gradins, comme on peut en voir à Bailleval, Champlieu, Glaignes, Saint-Félix, ou dans la chapelle de la Vierge de Condécourt et l'abside de Moussy.
Dans le croisillon sud, il y a des colonnettes à chapiteaux dans les quatre angles. Les tailloirs accusent le même profil que dans l'angle sud-ouest du carré du transept, et sont implantés à 45°. Mais sauf dans l'angle nord-ouest, où le chapiteau archaïque à feuilles plates évoque ses homologues de l'abside, les tailloirs et chapiteaux sont de plan trapézoïdal, et donc d'un style plus avancé, et la sculpture atteint le même niveau que dans l'angle nord-ouest de la croisée du transept. Le chapiteau archaïque était peut-être un surplus du chœur, mais plus déroutant est le fait de trouver ici des éléments stylistiques qui vont à l'encontre des observations faites à l'extérieur, où le croisillon sud paraît plus ancien que son pendant au nord. Les colonnettes sont en délit, comme au nord. Dans l'angle nord-est, la base d'origine s'est assez bien conservée, et c'est certainement elle qui a servi de modèles aux bases refaites dans le carré du transept. Dans l'angle sud-ouest, fait rarissime, la base est décorée d'un anneau de billettes surmonté d'un tore. Dominique Vermand affirme que cette disposition se rencontre aussi à Auvillers, mais le motif y sont des besants. Comme déjà souligné, le mur oriental possède par ailleurs plusieurs particularités. Épais de plus de deux mètres, il inclut un escalier en colimaçon donnant accès aux combles et au clocher près de l'angle sud-est, ainsi qu'une niche en hémicycle voûtée en berceau et non en cul-de-four, contrairement à ce que l'on pourrait attendre pour un plan en hémicycle. Il n'y a pas d'autres exemples de telles niches en hémicycle dans la région. Des niches d'autel rectangulaires existent toutefois à Bray (commune de Rully), Domont, Labruyère, Lavilletertre, Pondron (commune de Fresnoy-la-Rivière), Puiseux-Pontoise, Saint-Vaast-lès-Mello et Santeuil. La niche contient une porte condamnée qui donnait sur la sacristie, accessible aujourd'hui directement depuis le chœur. Son archivolte en plein cintre semble être une imitation du style roman du XVIIIe siècle. Dans le mur occidental, une arcade en tiers-point bouchée rappelle celle faisant communiquer le croisillon nord avec le bas-côté. Pour en tenir compte, la fenêtre occidentale est légèrement désaxée. Or, le bas-côté sud n'a jamais été réalisé, faute de quoi il n'aurait pas manqué de laisser des traces au sud de la nef,,.

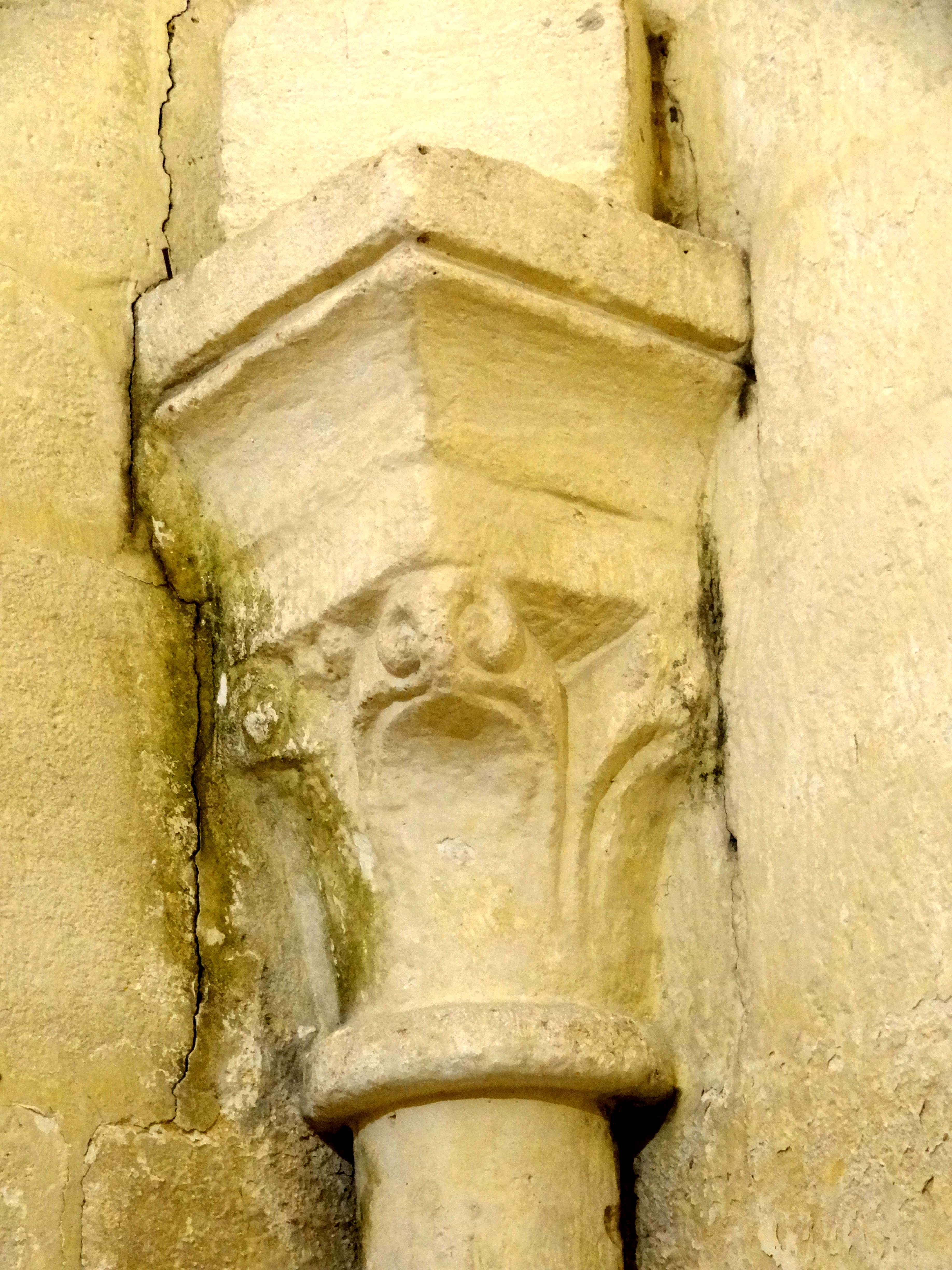
Croisillon nord, chapiteau au nord-est.
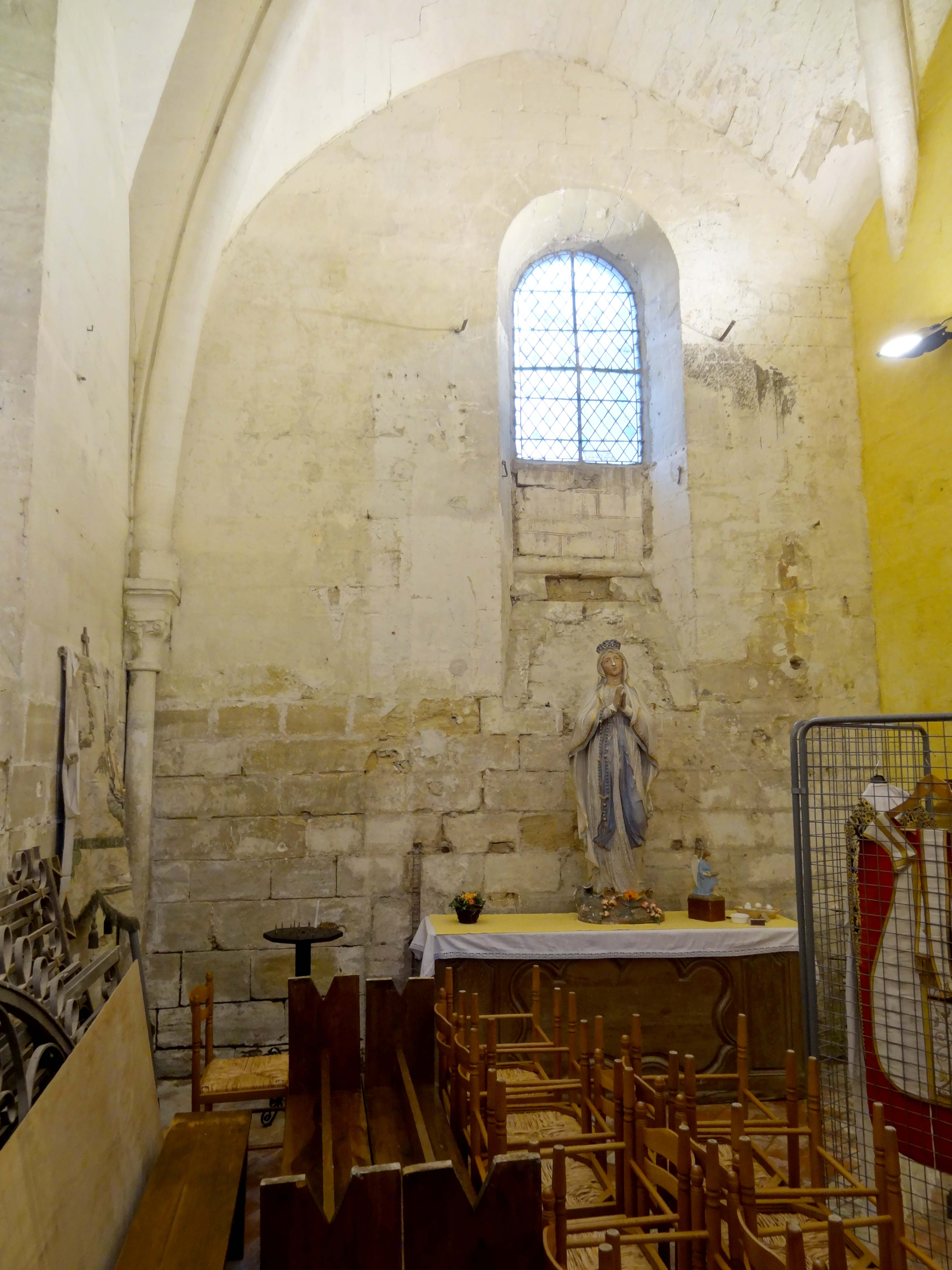
Croisillon nord, vue vers l'est.
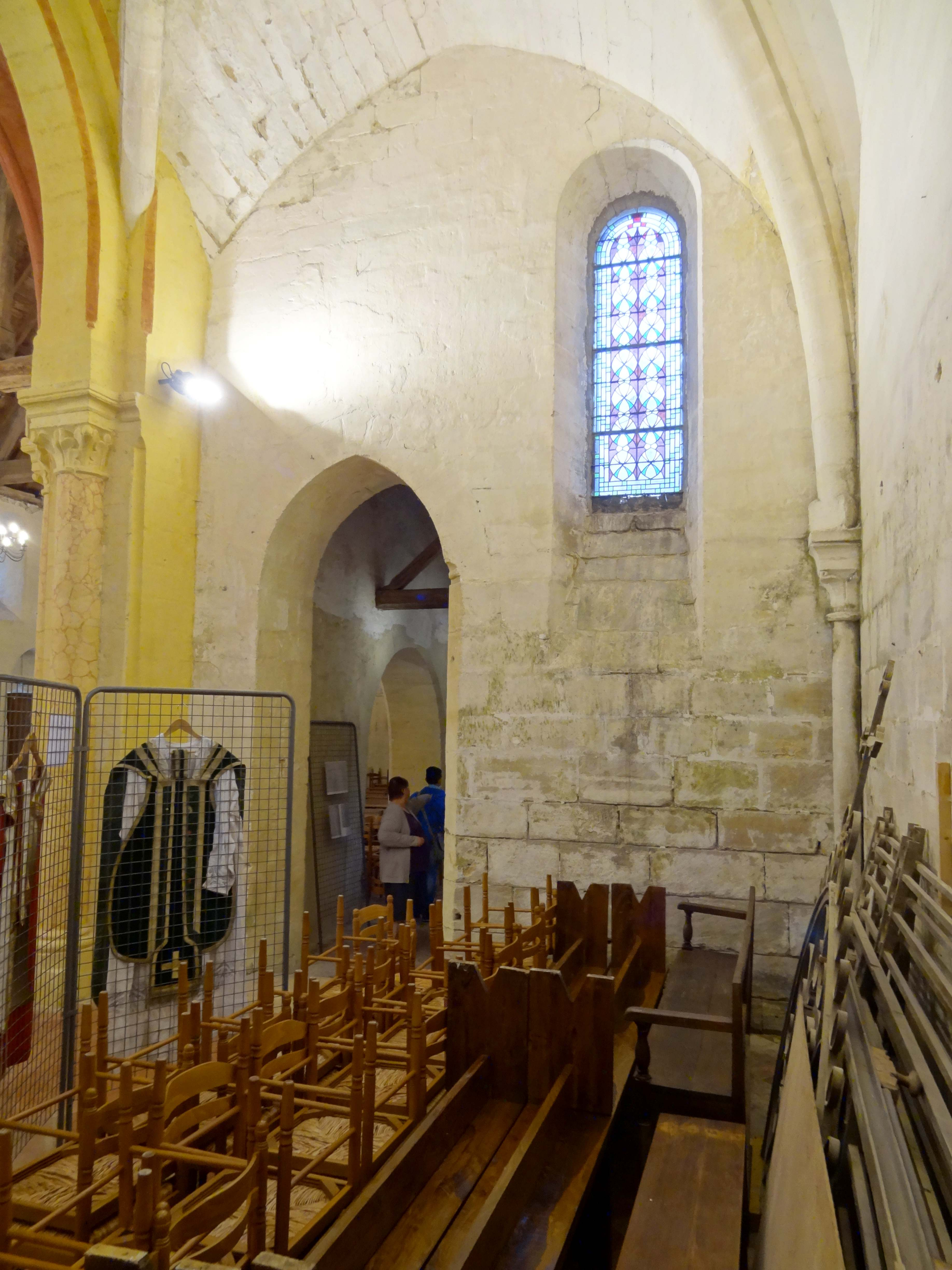
Croisillon nord, vue vers l'ouest.
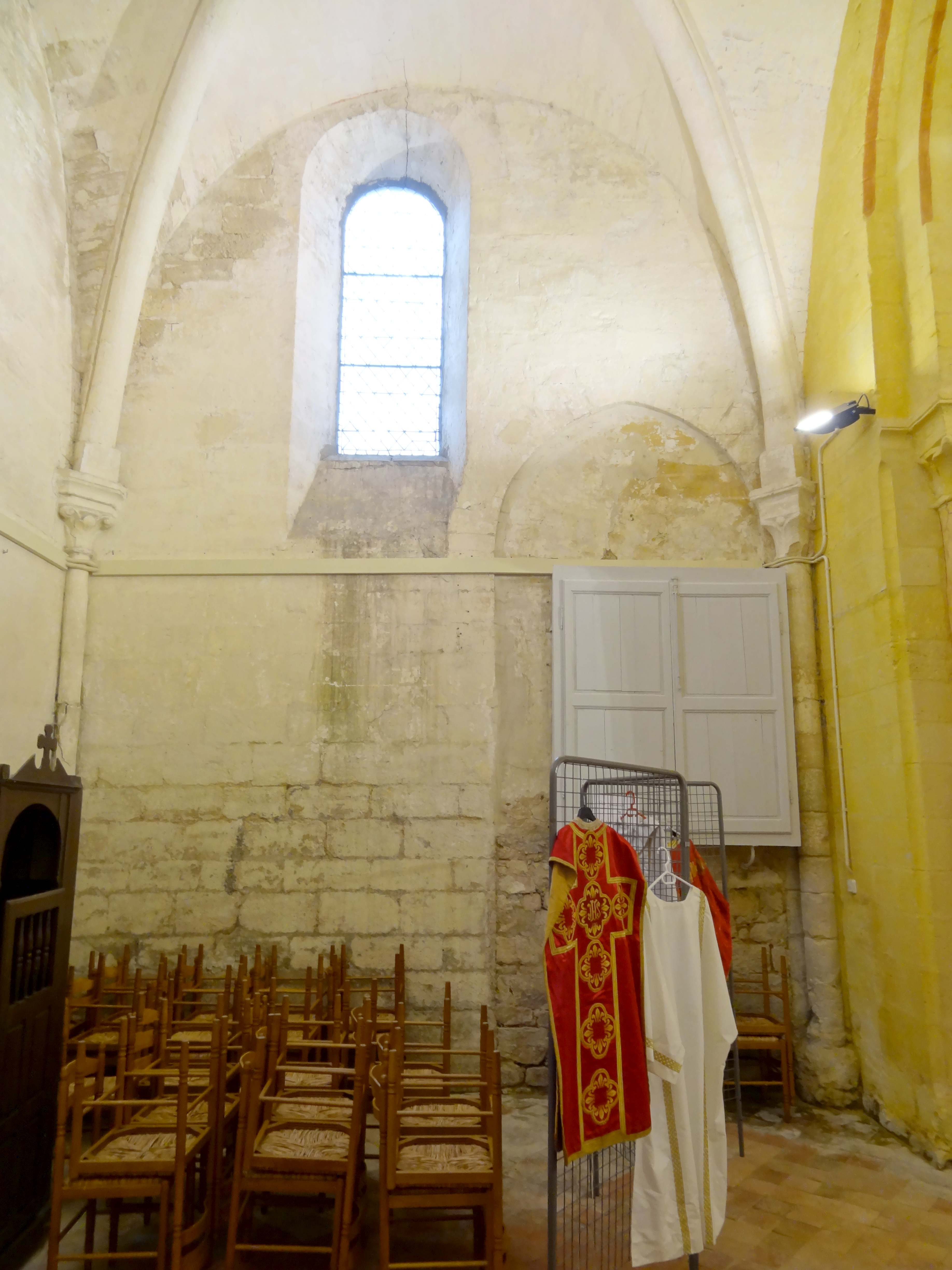
Croisillon sud, vue vers l'ouest.
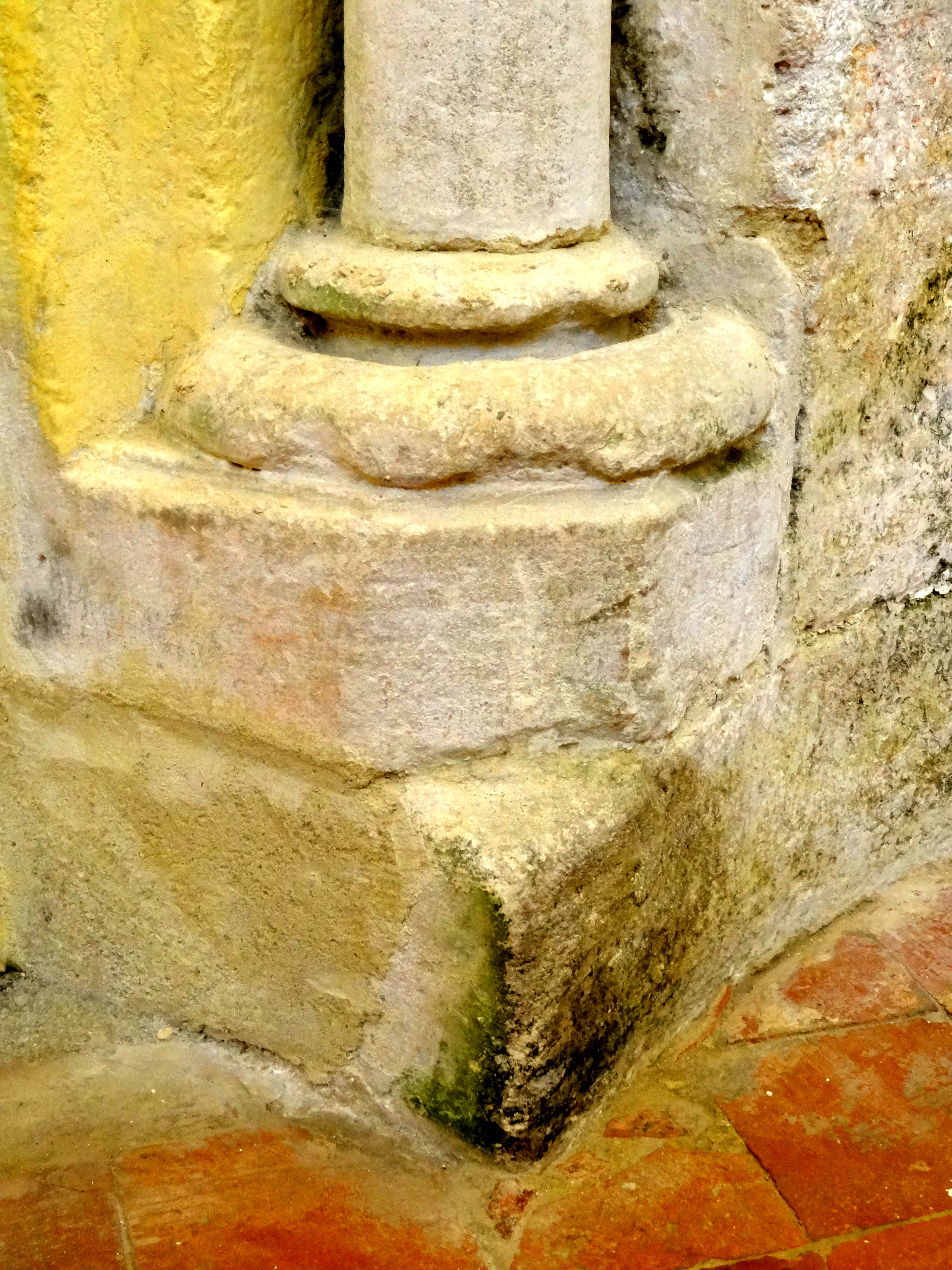
Croisillon sud, base dans l'angle nord-est.
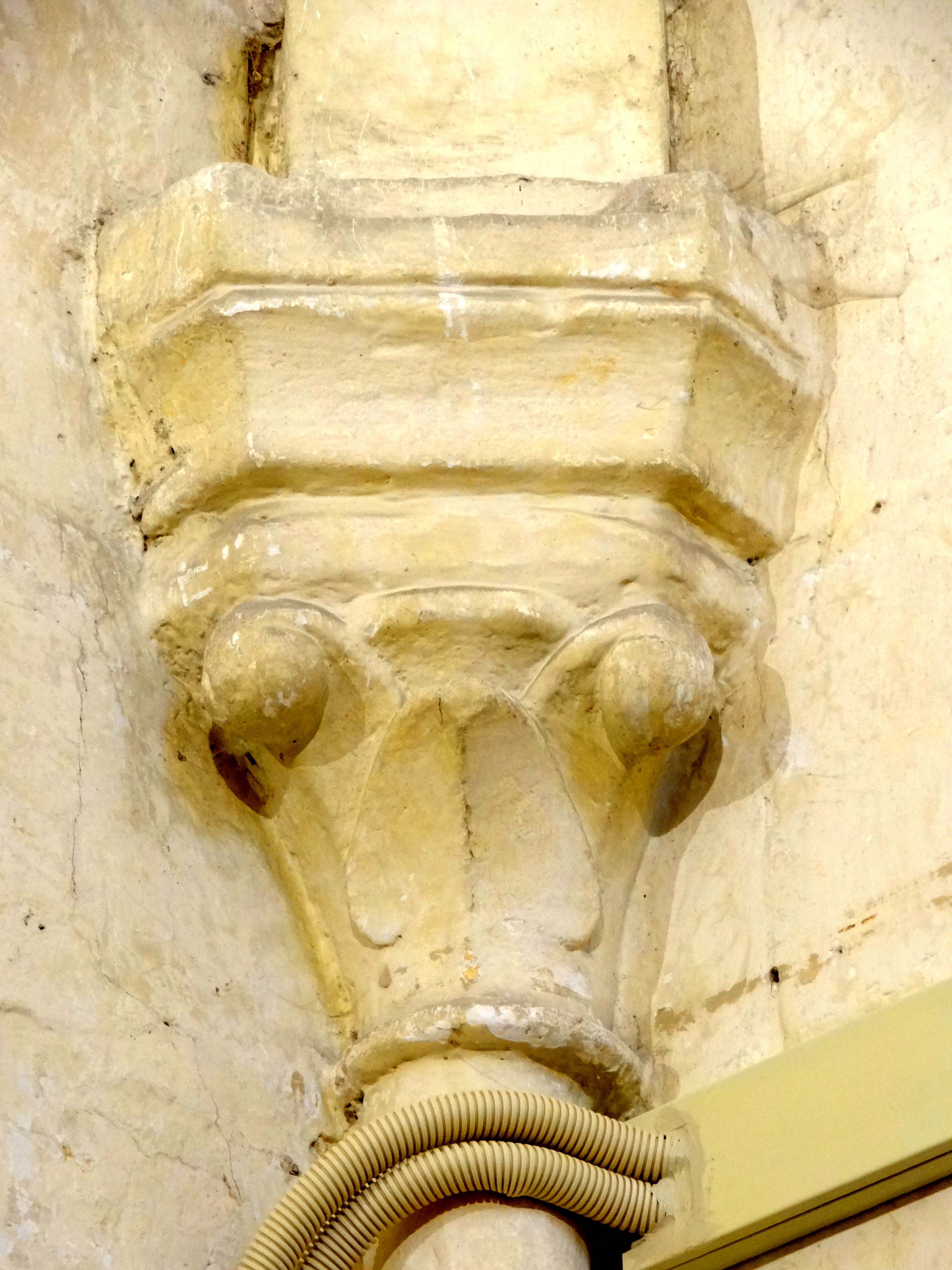
Croisillon sud, chapiteau dans l'angle sud-est.

## Mobilier

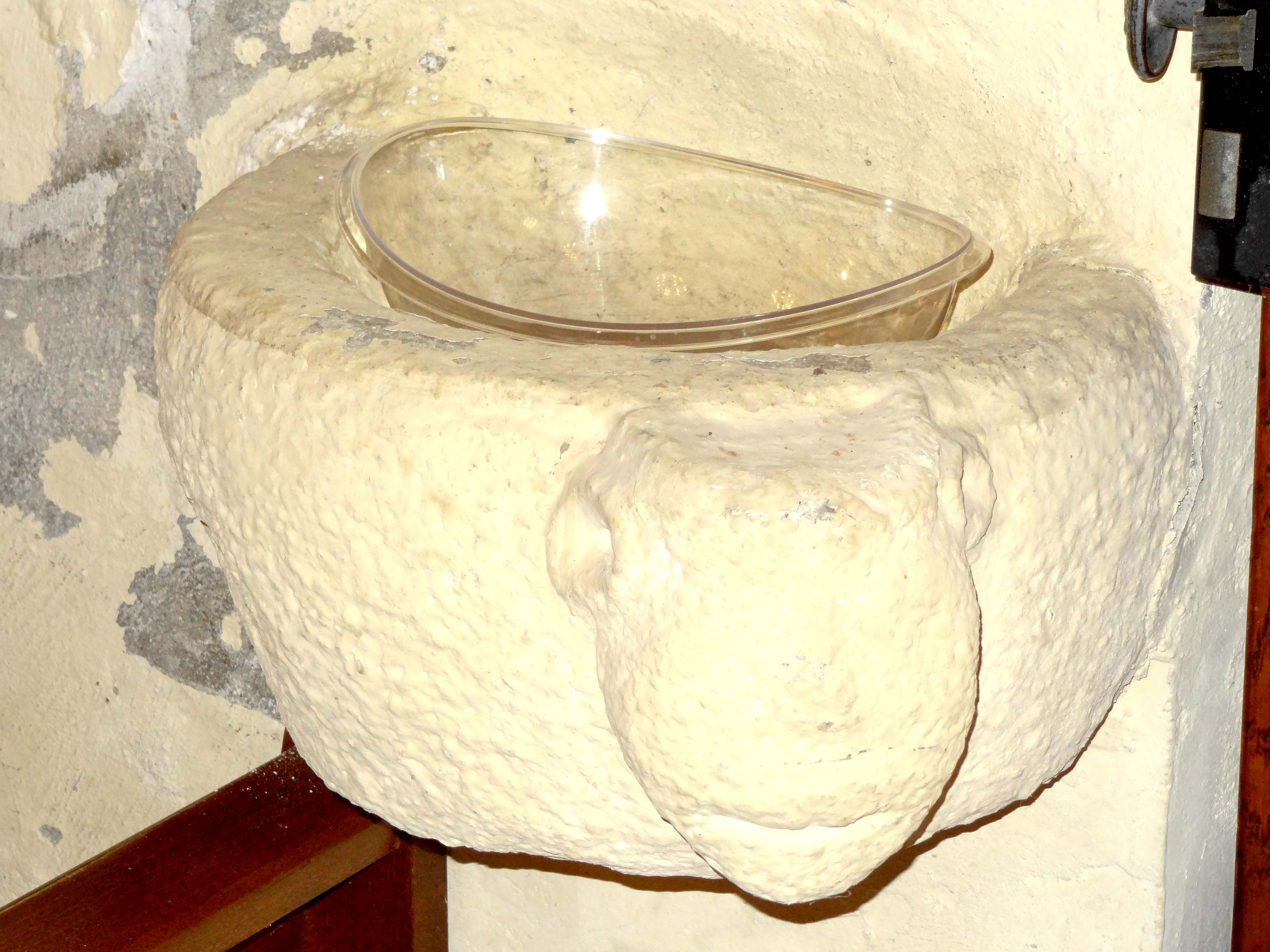
Bénitier roman.

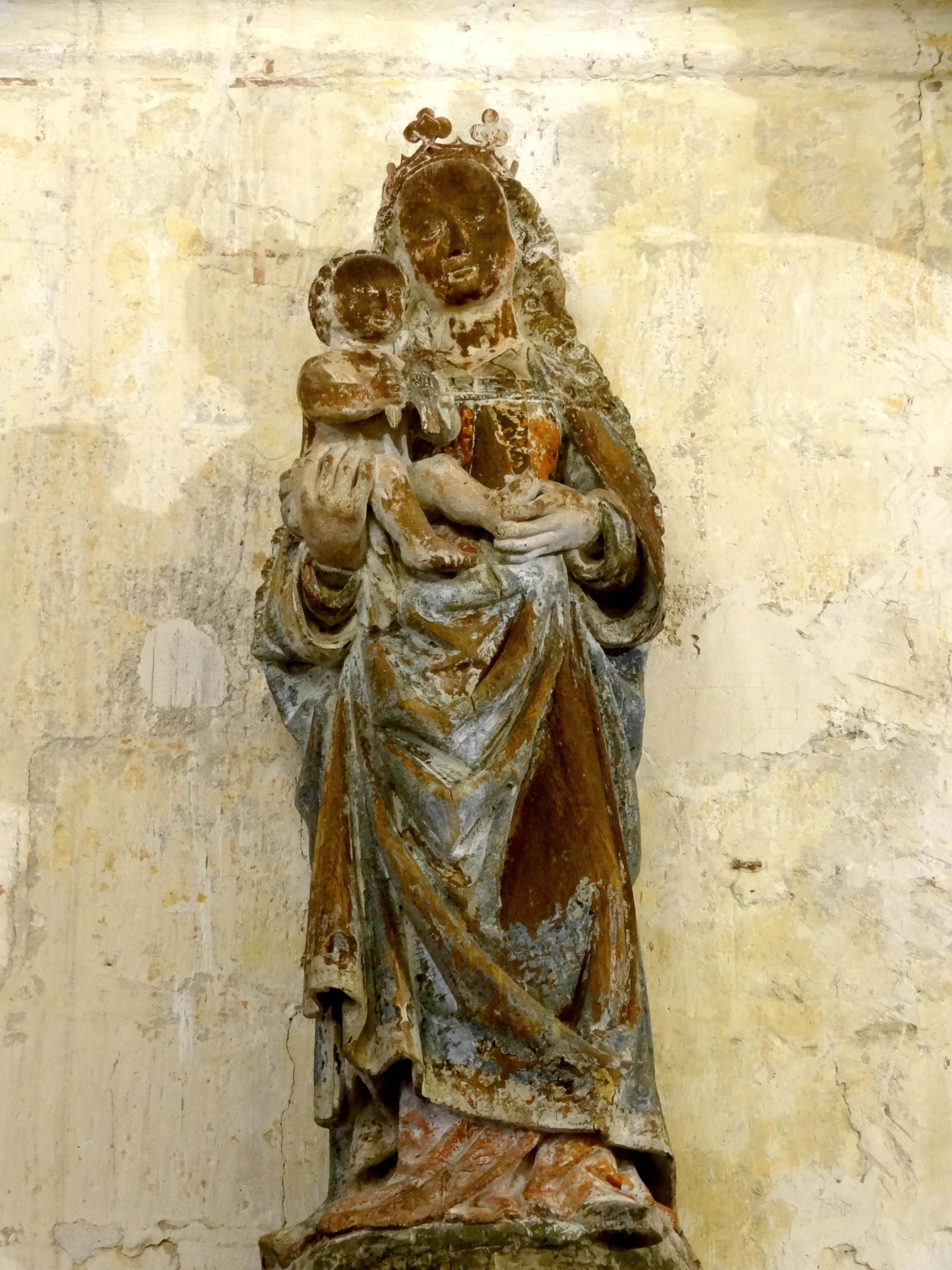
Vierge à l'Enfant.

Parmi le mobilier de l'église, deux éléments sont classés monument historique au titre objet, à savoir un bénitier roman et une statue de la Vierge à l'Enfant. Cinq autres statues tout aussi intéressantes, ainsi qu'un lutrin en bois, méritent également l'attention.
- Le bénitier scellé dans le mur sud de la nef, à côté du portail latéral, est en pierre calcaire, et taillé dans un seul bloc. Dépourvu de pied, il se compose uniquement d'une vasque semi-ovale de 46 cm de largeur, 34 cm de profondeur (pour la partie visible), et 23 cm de hauteur. La datation est de la première moitié du XIIe siècle, ce qui correspond à l'époque du bas-côté, et non celle de la nef. À l'angle nord-ouest de la vasque, une tête grossièrement sculptée en haut-relief fait saillie, tournée vers les personnes sortant par la porte. Il pourrait s'agir d'une tête humaine un peu caricaturale, comme le suppose le dossier de protection, ou d'une tête chimérique, comme le pense Dominique Vermand. La forte usure, et l'épaisse couche de badigeon blanc qui recouvre l'ensemble, rendent vaine toute tentative d'interprétation plus poussée. L'intérêt de l'objet réside surtout en la rareté de bénitiers de cette époque reculée. Son classement remonte à décembre 1908[31],[32].
- La statue de la Vierge à l'Enfant est en bois de chêne polychrome. Elle mesure 130 cm de hauteur, et date de la fin du XVe siècle ou du début du XVIe siècle. La Vierge est représentée debout, coiffée d'une couronne fleurdélisée, mais non voilée, et vêtue d'une robe et d'un ample manteau, qui formae des plis à bec sur le devant de la silhouette. Ses cheveux longs et bouclés encadrent son visage au front haut et dégagé. Elle baisse les yeux vers l'Enfant, qu'elle porte sur sa main droite, ce qui est rare. Sa main gauche affleure le pied gauche de Jésus. Celui-ci joue avec une colombe, en la saisissant par ses deux ailes largement déployées, et regarde droit devant lui. La statue est en mauvais état. La polychromie n'est plus que résiduelle, et le bois s'est beaucoup assombri, en devenant presque noir, ce qui ne permet plus d'apprécier facilement les subtilités de la sculpture. Elle est classée depuis novembre 1912[33].
- La statue de saint Clair céphalophore est en bois polychrome, et a vraisemblablement été taillée dans un tronc d'arbre. Elle date du XVIe siècle, et est de facture populaire. Saint Clair porte sa tête barbue dans sa main gauche, et la présente devant sa poitrine, la main droite dessus. Il est vêtu d'un chasuble orné de broderies, qui sont seulement peintes, et non sculptées, par-dessus une aube blanche. La statue s'est fendue de haut en bas, mais est sinon en bon état[31].
- La statue de sainte Catherine d'Alexandrie est en bois polychrome, et n'a pas encore été datée. Par sa tête, elle paraît encore plus rustique que le saint Clair, voire fruste. Or, le drapé du manteau ramené en tablier devant sa robe, et de la robe elle-même, ressortant en dessous du manteau, sont traités avec une certaine habileté. On peut en conclure que la tête a été refaite. La sainte foule des pieds l'empereur Maxence, commanditaire de son martyre. Manque son principal attribut, à savoir la roue avec laquelle elle fut martyrisée.
- La statue de saint Nicolas en tenue épiscopale est en bois polychrome, et date du XVIIe siècle[31]. Mitrée, un ample manteau jeté sur les épaules, le saint tient sa crosse épiscopale dans sa main gauche, et bénit de la main droite. Il est accompagné de son principal attribut, à savoir un baquet contenant les trois jeunes enfants qu'il a ressuscités. Comme marque d'originalité, l'un des enfants est en train de grimper par-dessus la bordure du réceptacle, tandis qu'un autre, qui est également déjà sorti avec une jambe, se dresse fermement, les deux mains rejointes levées dans un geste de gratitude vers son sauveur.
- La statue représentant saint Jean-Baptiste ou saint Roch est en bois polychrome, et date du XVIIe siècle[31]. L'iconographie n'est pas claire. Le saint est barbu, et habillé de haillons déchiquetés, laissant toute la jambe droite découverte. À gauche du saint, une bête redressé sur ses pâtes postérieures, que l'on ne voit pas, émerge de l'ample manteau. Le saint serre son encolure affectueusement dans son bras gauche, et s'apprête à caresser le dessus de sa tête de sa main droite, dont les doigts ont été refaits. La bête ressemble davantage à un mouton, attribut de saint Jean Baptiste, qu'à un chien, attribut de saint Roch, mais habituellement, saint Jean-Baptiste porte un agneau dans ses bras. S'il s'agit donc du chien de saint Roch, qui lui apportait du pain lorsqu'il était atteint de la peste, il manque la plaie sur son genou, et le petit ange qui la soigne. Il n'y a en même temps pas d'arrachement.
- La statue de saint Louis est en bois polychrome, et date du XVIIe siècle[31]. Le roi est représenté en jeune homme, sans couronne sur la tête, les cheveux assez longs, et un large collier passé autour du cou. Dans sa main gauche, il porte une relique de la Sainte Couronne qu'il avait acquis pour la Sainte-Chapelle, et représente la relique de la Passion du Christ la plus emblématique. Dans sa main gauche, il tient un objet non identifiable aujourd'hui incomplet.
- L'aigle-lutrin en bois doré date du XVIIIe siècle. Son fût se divise en quatre sections traitées différemment. En haut, des feuilles d'acanthe verticales, galbées et aux extrémités recourbées, soutiennent la boule sur laquelle s'agrippe l'aigle. Un rang d'oves se détache dans l'échine sous cette console. En dessous, le fût est cannelé. Ensuite, s'interpose une autre console, de forme plus allongée, où une feuille d'acanthe sur deux est remplacée par une coquille Saint-Jacques, une agrafe cannelée, et deux petites volutes affrontées. Enfin, une courte section échancrée établit la liaison avec le pied, qui est de plan triangulaire, et présente donc trois faces. Chacune affiche une petite gloire sculptée en bas-relief, et en haut, un rang d'oves. Les angles entre deux faces sont coupés, et ornés, du haut vers le bas, d'une sorte de coussinet ionique, de rudentures horizontales, et d'une palmette de feuilles d'acanthe d'une belle plasticité.

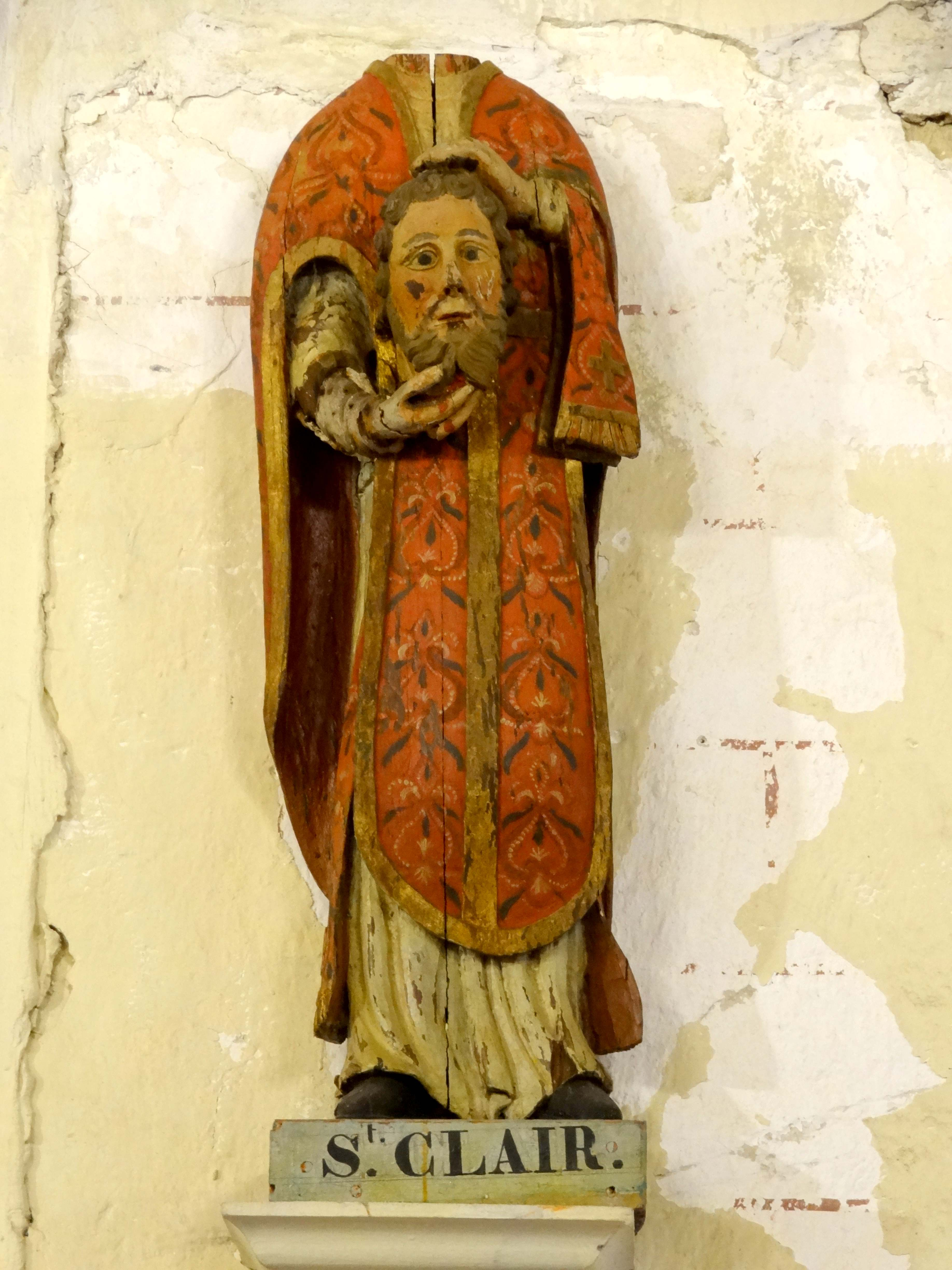
Saint Clair.
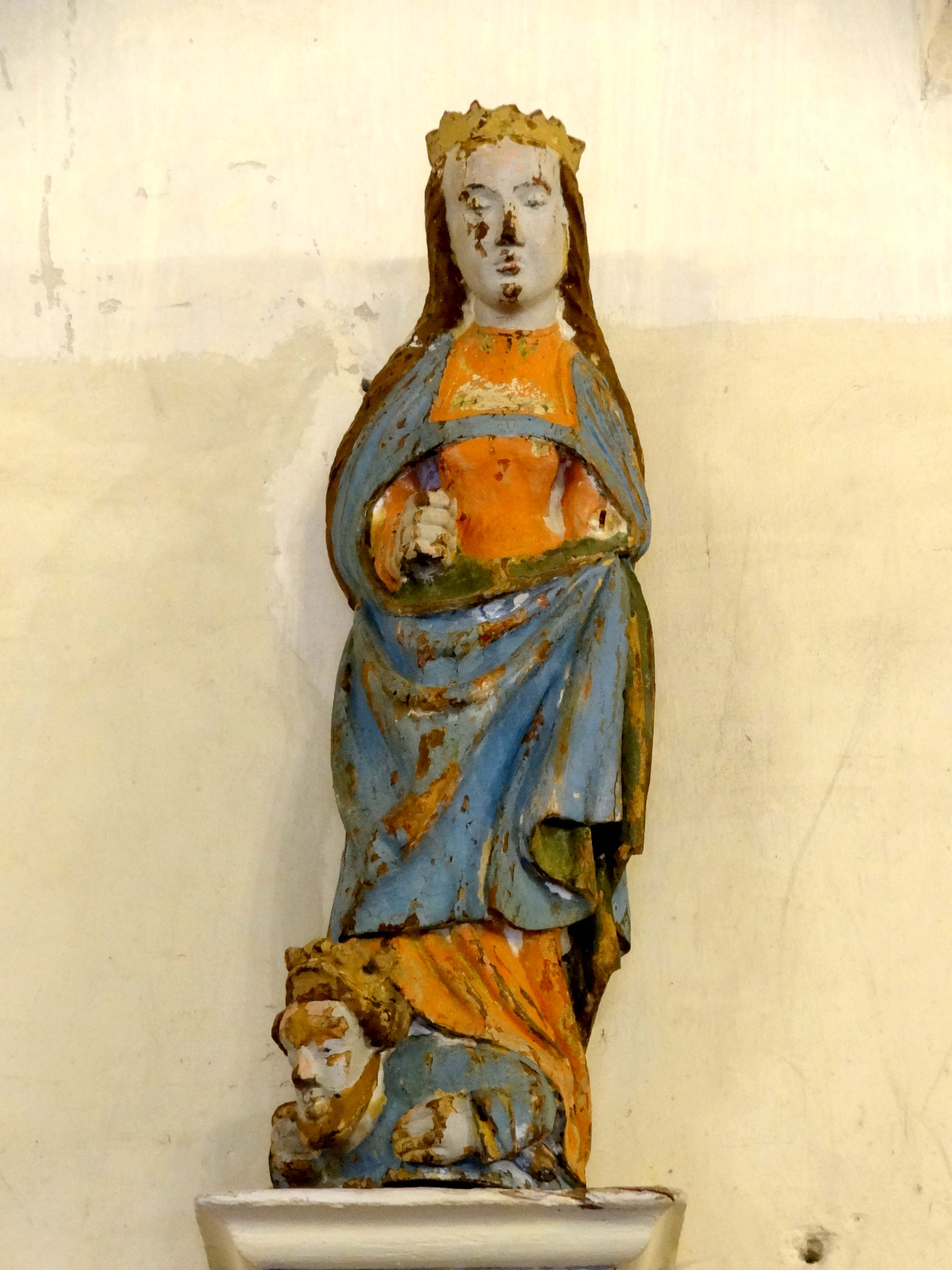
Sainte Catherine.
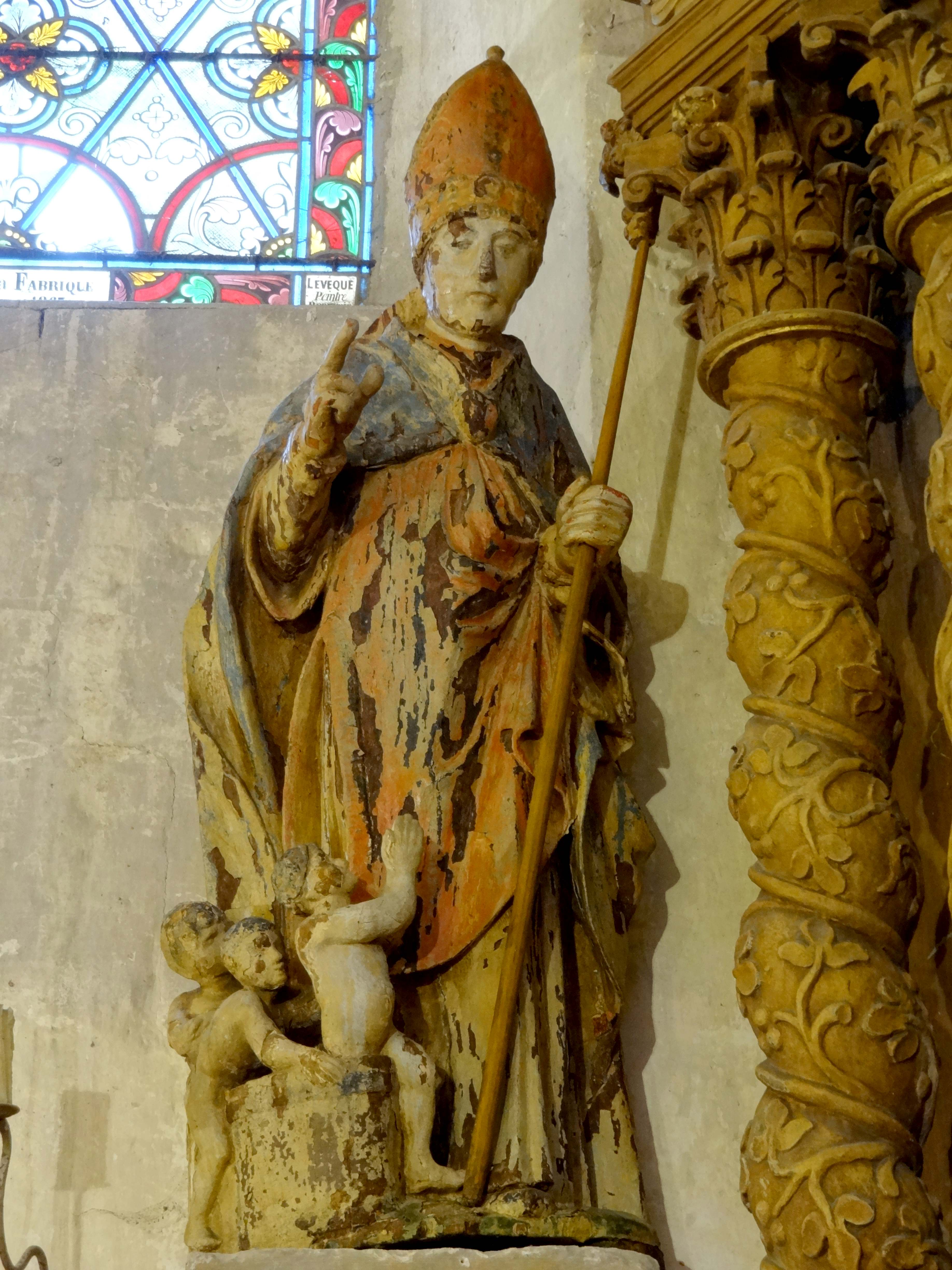
Saint Nicolas.
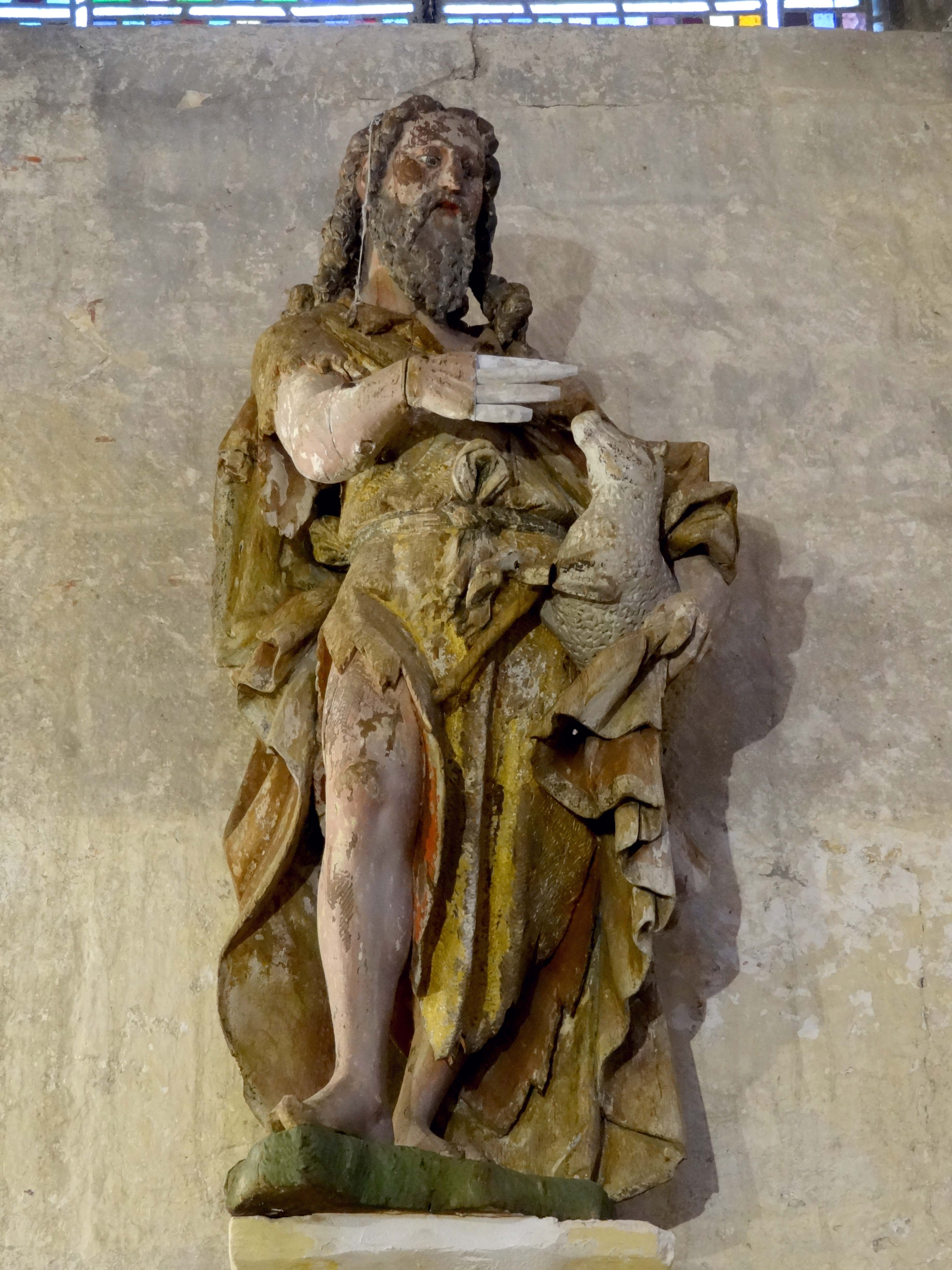
Saint Roch (?).
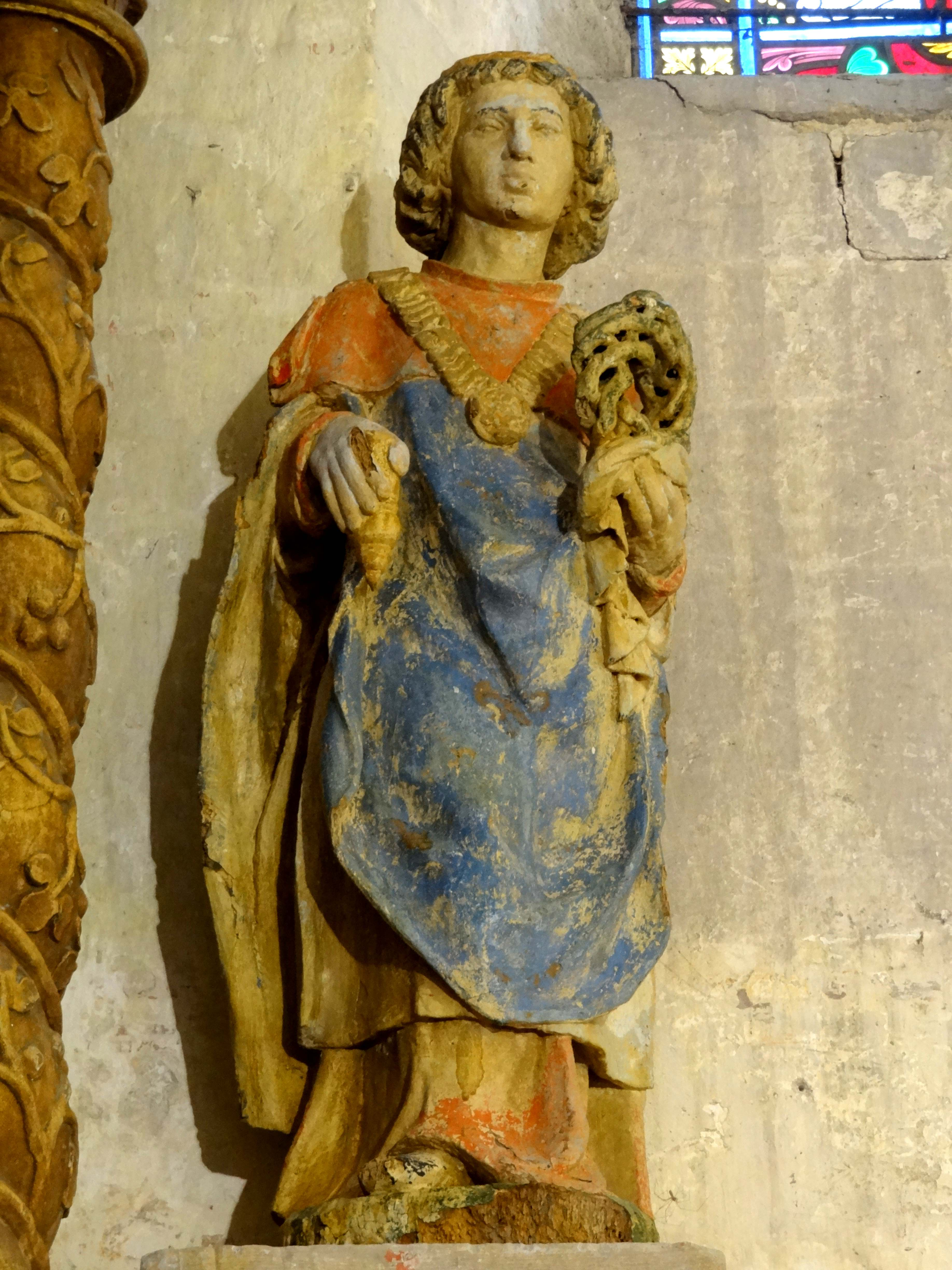
Saint Louis.
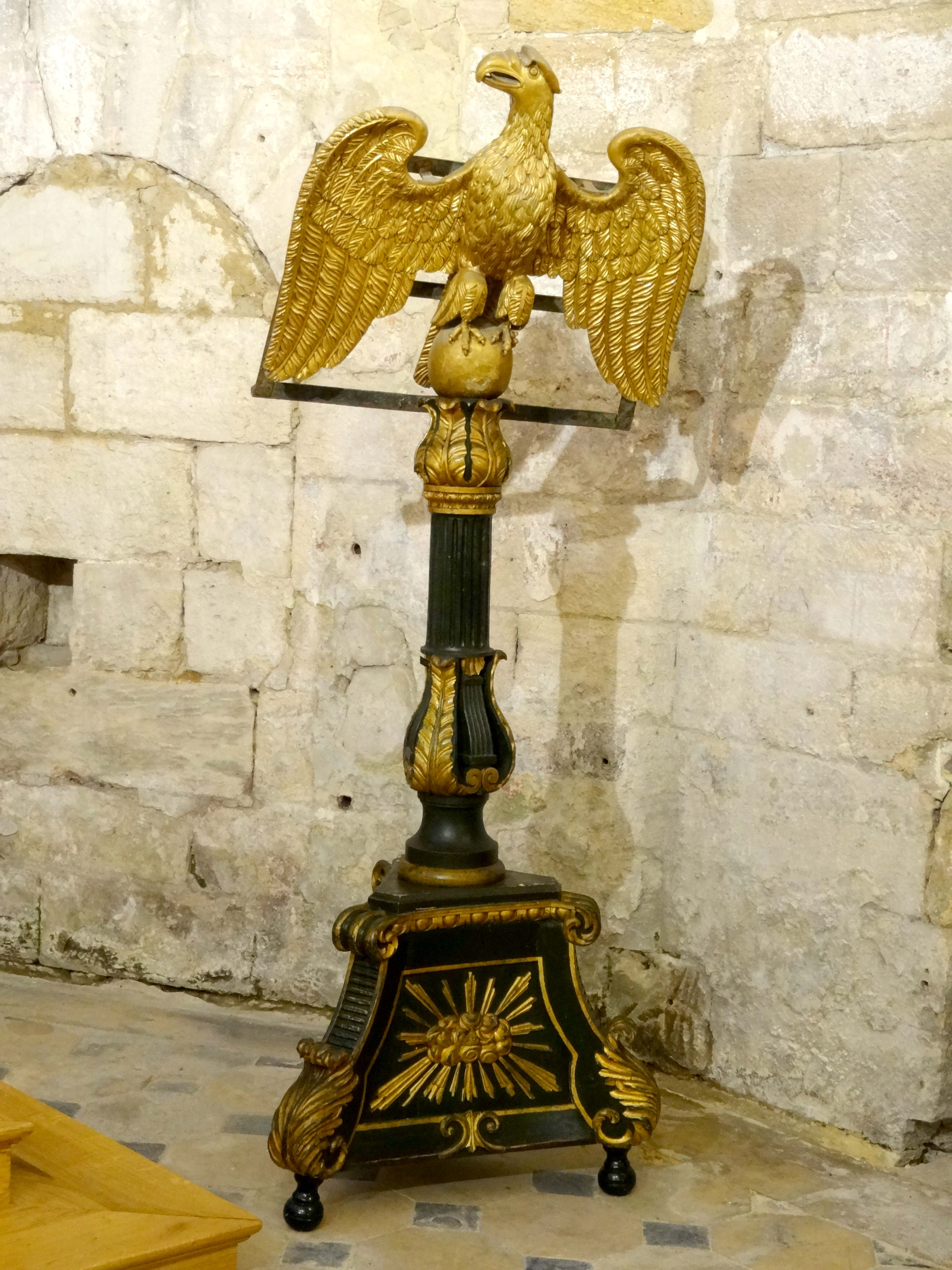
Aigle-lutrin.